# Iglesia de San Esteban (Caen)
La iglesia [de] Saint-Étienne de Caen (en francés: église Saint-Étienne de Caen, lit., 'iglesia de San Esteban'; en latín: Sanctus Stephanus Cadomensis), o abacial de Saint-Étienne de Caen, es una iglesia católica francesa de la ciudad de Caen, en el departamento de Calvados (región de Normandía).

## Historia

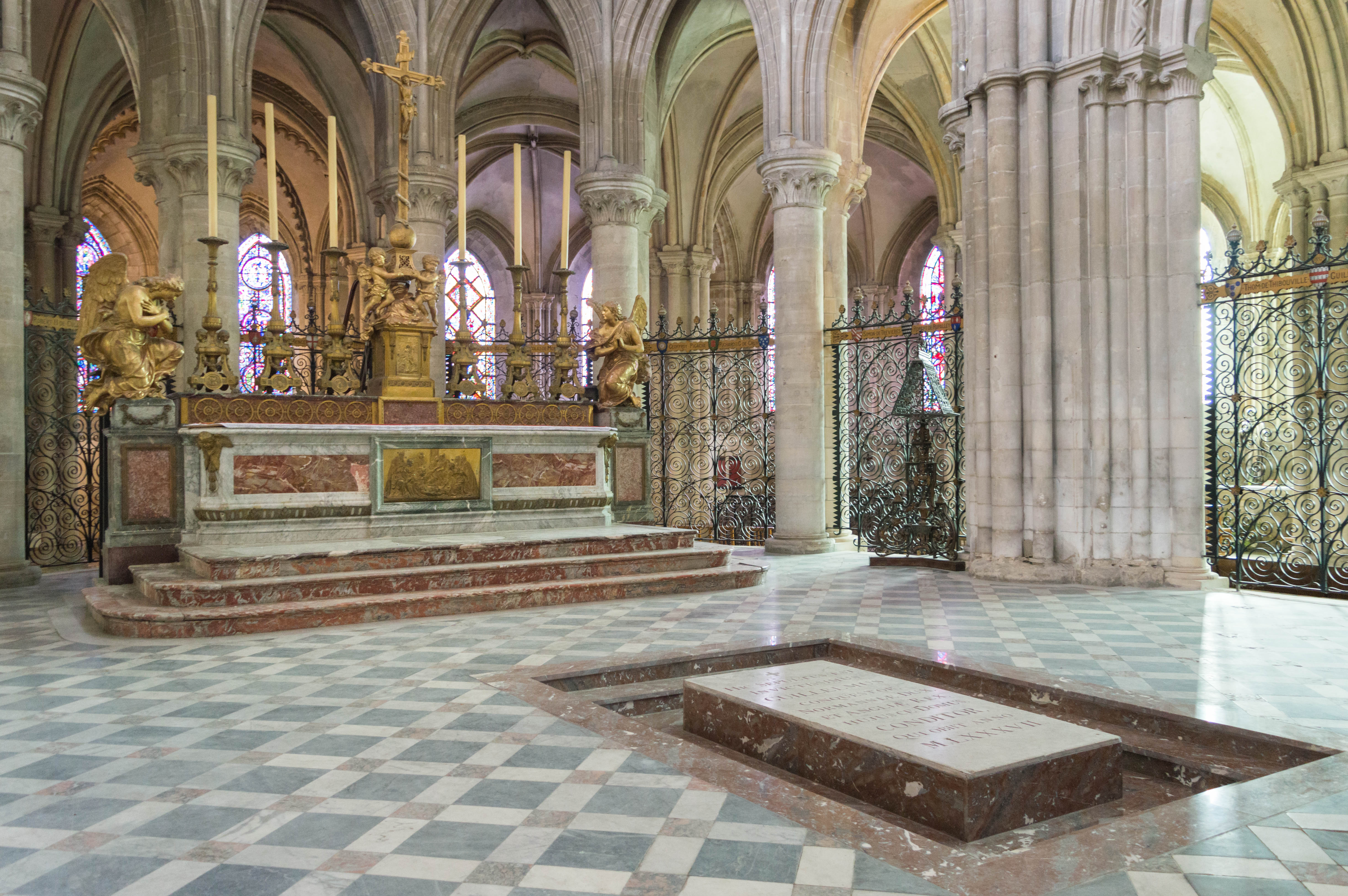
Tumba de Guillermo el Conquistador

La iglesia de Saint-Étienne fue construida entre 1065 y 1083  por Guillermo el Conquistador, duque de Normandía y, tras vencer en la batalla de Hastings (25 de diciembre de 1066), rey de Inglaterra. Era la iglesia abacial de la abadía de los Hombres (Abbaye aux Hommes), o abadía de Saint-Étienne que se había comprometido a fundar para lograr la aceptación papal de su matrimonio con Matilde de Flandes, que era su pariente en quinto grado (Matilde fundó, también en Caen, la abadía de las Damas). 
En 1562 y 1563, durante las Guerras de religión de Francia, la iglesia fue saqueada y posteriormente abandonada: la torre del cimborrio se hundió en 1566, destruyendo las bóvedas del coro. El coro, en estado de ruina, estuvo a punto de ser arrasado por una decisión del Parlamento de Ruan. Sin embargo, un monje de la abadía, Jean de Baillehache, consiguió que se anulase dicha decisión e inició la reconstrucción del coro y la restauración de la abadía, con lo que la iglesia fue debidamente consagrada de nuevo en 1626. En 1663 se adhirió a la reforma de la Congregación de San Mauro, en la que se mantuvo hasta que en tiempos de la Revolución francesa. Tras la abolición de las órdenes monásticas y la incautación de sus bienes, fue transformada en un templo dedicado al culto de la Razón y del Ser Supremo. Tras la entrada en vigor en 1802 del Concordato de 1801, se restableció el culto católico en la antigua abadía, pero esta última pasó a ser iglesia parroquial y los religiosos no regresaron. No debe confundirse esta iglesia con la cercana iglesia de Saint-Étienne-le-Vieux.
Corazón del bellísimo conjunto arquitectónico de la abadía —erigido simultáneamente y ampliado y reconstruido varias veces hasta el siglo XVIII— la influencia artística de esta iglesia, que ya muestra las principales características de la arquitectura románica normanda, ha sido esencial en la historia del propio arte normando y del arte de Inglaterra. Fue clasificada como monumento histórico por la lista de 1840. La iglesia Saint-Étienne de Caen (en latín: Sanctus Stephanus Cadomensis) da su nombre a la abadía de Saint-Étienne o abadía de los Hombres (abbaye-aux-Hommes), de la orden de San Benito, de la diócesis de Bayeux (provincia eclesiástica de Ruan).
Los duques de Normandía estaban marcados por una profunda necesidad espiritual y Guillermo el Conquistador, en su programa político-financiero, eligió la ciudad de Caen como segunda capital de su ducado. Se comprometió con su esposa a fundar allí dos monasterios que iban a ser decisivos para la arquitectura normanda. A su muerte había construido ya diecisiete conventos para monjes y seis para monjas. Quería que los edificios que se relacionasen con su nombre superasen en magnificencia a los que se elevaban en cualquier lugar. Murió el 9 de septiembre de 1087 en Saint-Gervais de Rouen y eligió ser enterrado en el coro de su iglesia Saint-Étienne de Caen.

### Las causas religiosas y políticas

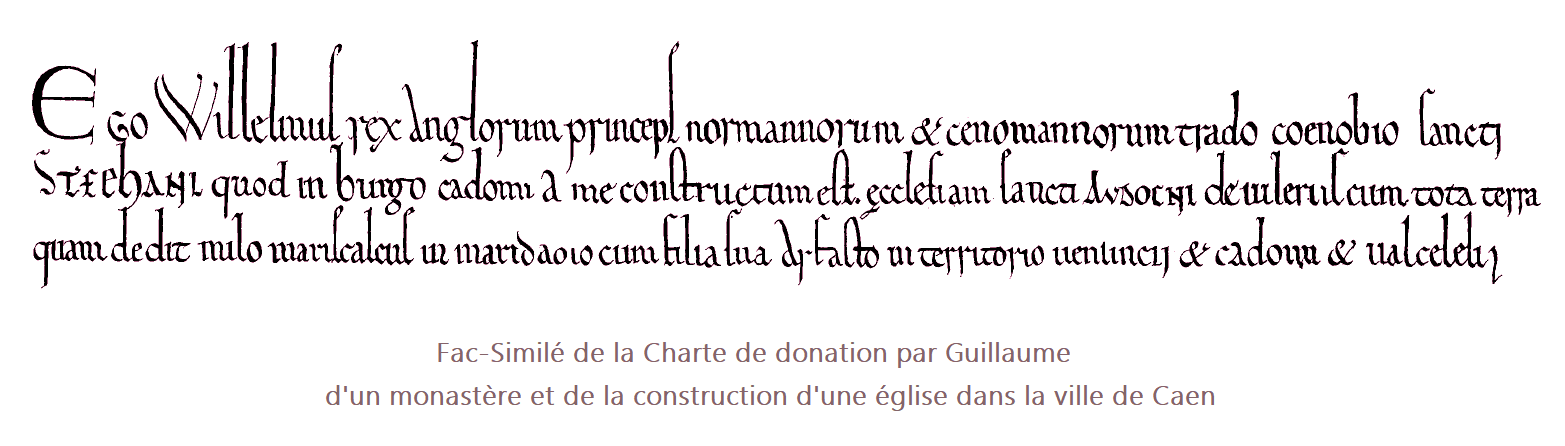
Carta de donación del monasterio y de la construcción de la iglesia de Saint-Étienne por Guillermo el Conquistador.

Alrededor de 1051 o 1052, y pese a las advertencias del papa, Guillermo el Bastardo se había casado con Matilde de Flandes, que era su pariente en quinto grado lo que estaba prohibido por el derecho canónico. En 1053, el matrimonio fue condenado por el papa. Lanfranco de Canterbury, que era natural de Pavía y entonces ecólatra de la abadía de Bec, y principal personalidad intelectual de Normandía, medió entre el duque y el papa Nicolás II (r. 1059-1061), que acabó levantando las sanciones en el concilio de Roma de 1059: a cambio la Iglesia invitó a los duques de Normandía a que construyeran cada uno una abadía y una iglesia como muestra de gratitud.
La estabilidad del Ducado de Normandía y la firmeza de sus instituciones permitían la creación de nuevas construcciones. El duque debía hacer valer su autoridad, y sus edificios darían testimonio de su grandeza y nobleza, encarnando la majestuosidad de su poder. Hay que considerar el vacío dejado por las incursiones vikingas en la región, por lo que muchos asentamientos prerrománicos no han sobrevivido y en el que las nuevas fundaciones tardaron en florecer.

### La fundación

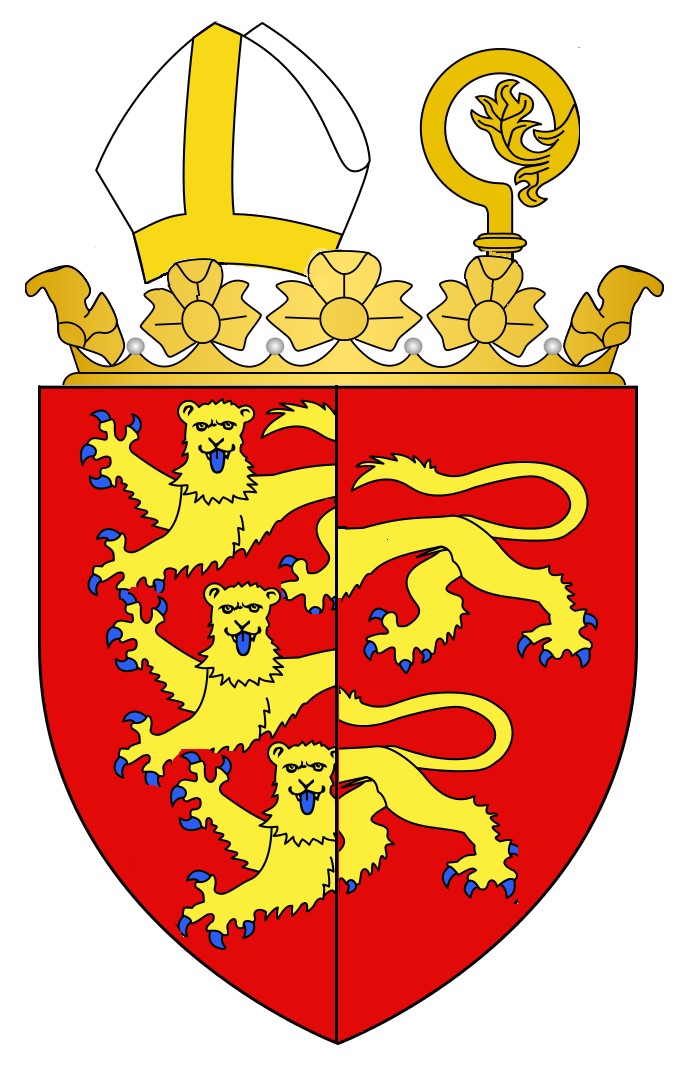
Escudo de armas de Saint-Étienne (1063-1790)

Hacia 1063, Guillermo decidió fundar una abadía benedictina dedicada a Saint-Étienne en el centro de un nuevo barrio al oeste de Caen, el Bourg-l'Abbé, que se encontraba en terrenos de parroquias pertenecientes a la catedral de Bayeux, que fueron cedidos por la reina Matilde para que los monjes de la abadía de los Hombres quedaran bajo la dependencia espiritual de la abadesa de Caen. Para sustraerse a esa dependencia construyeron la iglesia de Saint-Nicolas de Caen para los feligreses del Bourg-l'Abbé. Tres años más tarde, en 1066, Lanfranc se convirtió en el primer abad de la iglesia de San Esteban.
En agosto de 1066, Guillermo emprendió la conquista normanda de Inglaterra y tras la exitosa batalla de Hastings, el 25 de diciembre de 1066, fue coronado rey de Inglaterra. Así, Caen pasó a estar entre las dos mitades del nuevo Estado anglo-normando. El escudo de armas de Saint-Étienne, «mi-parti d'Angleterre et Normandie» (media parte de Inglaterra y Normandía), guarda el recuerdo de ello.

### La financiación

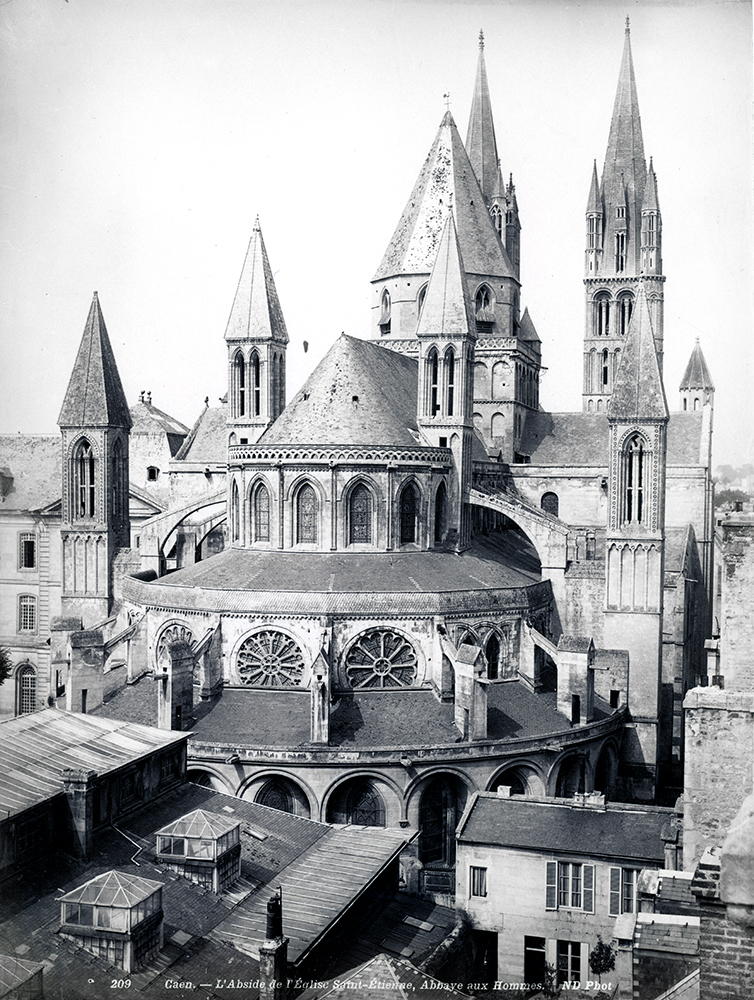
Ábside de la iglesia de Saint-Étienne (fotografía de los Frères Neurdein, ca. 1885)

El extraordinario éxito material de los normandos se manifiesta en la iglesia de Saint-Étienne y, si bien el ambicioso plan ya había sido concebido sin duda antes de la conquista de Inglaterra, el éxito abrumador de 1066 permitió su rápida ejecución. Guillermo el Conquistador no dudó en espoliar en beneficio de las abadías de Caen a la principal fundación de Haroldo II de Inglaterra, la abadía de Waltam en Essex, y así pudieron recaudar, durante tres siglos, los derechos de numerosos pueblos ingleses y del distrito de la City de Londres.
En las cartas de fundación, que fueron completadas por donaciones de sus principales barones, Guillermo  dio muestra del apego que tenía a esta realización. Donó en honor del Saint-Étienne, uno de los primeros protomártires, para asegurar las necesidades del culto: Cheux, Rots, Fleury-sur-Orne, Étavaux, Ifs, Hubert-Folie, Bourguébus, Bras, Dive y Cabourg con los hombres, los molinos, las aguas, las praderas, los pastos, los bosques, las rentas y costumbres, toda la parte de Bourg-l'Abbé desde el muro del Oeste siguiendo la ruta del Vieux-Saint-Étienne a Bayeux y la de Bretteville-sur-Odon, así como todos las tierras y derechos consuetudinarios. Añade el cauce del Viel Odon después de Venoix al Orne, los bosques de Maupertuis, de Torteval, de Foulogne y del Quesnay con las aguas, los terrenos y todas las dependencias, un mercado en Baupte, una feria de tres días en Caen, una bodega sobre el Sena en Ruan deja todos los derechos, el derecho a juzgar a los hombres con baja y alta justicia y el papa le concedió su protección y el privilegio de exención.
Donó en Inglaterra las mansiones de Northam, Frampton, Welles, Biencomer, Pansfeld, la iglesia de Cosham con los territorios y diezmos, la iglesia de Morton, una casa y tierras en Londres. A las donaciones del duque se sumaron las de Roger II de Montgomery, señor de Montgomery, que donó la madera de Trun y un bosque, y la de Robert de Mortain, hermano uterino del duque, que concedió la ciudad de Hutteville.
Todo estaba preparado para iniciar la construcción: los territorios capaces de aportar la madera para las estructuras, carpinterías y andamios, las parroquias con canteras de piedra en Fleury-sur-Orne y Bretteville-sur-Orne, porque la aplicación de las nuevas técnicas, como el muro normando grueso, requerían una gran cantidad de piedra, los ingresos para pagar a los trabajadores y la justicia para gestionar los conflictos.

### La construcción

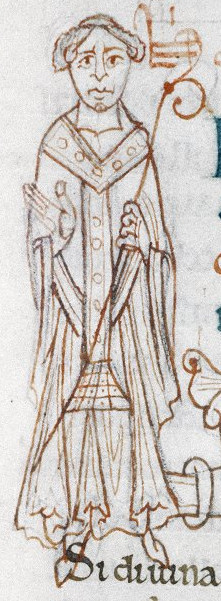
Lanfranco

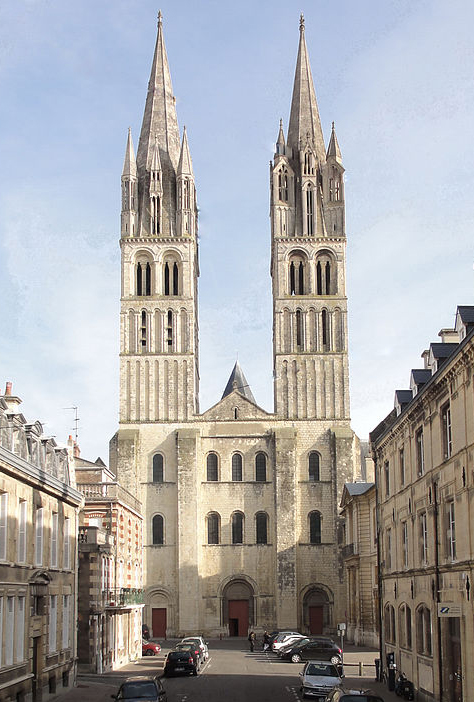
Fachada occidental

Además de poner en marcha los medios para construir, también fue necesario encontrar intelectuales capaces encabezar el proyecto, con la cultura necesaria y una visión completa del proyecto y de los detalles respecto de la regla de San Benito, que además de conocimientos de geometría para diseñar la disposición exacta de los edificios conventuales alrededor de la iglesia, conocieran el lenguaje arquitectónico que se desarrollaría en todas sus partes y fueran capaces de transmitir oralmente la tipología del que sería el edificio más importante y corazón de la abadía: la iglesia con su planta benedictina como la que se encuentra en numerosas iglesias de Francia, Italia, Alemania e Inglaterra. 
En todas las grandes órdenes había, ciertamente, religiosos especialistas en la construcción de iglesias, además de monjes capaces de dirigir a los trabajadores especializados y toda la obra. Clérigos italianos como Guillermo de Volpiano, Lanfranco de Canterbury (que era natural de Pavía), Anselmo de Canterbury aportaron, gracias a sus discípulos normandos, los saberes de las tradiciones lombardas y borgoñonas, y con el apoyo inquebrantable de los duques, pusieron al ducado a la vanguardia de la civilización intelectual y arquitectónica de los siglos XI y XII en el mundo occidental.
En 1063, el duque confió la construcción a Lanfranco, quien ya había aconsejado al beato Herluin en la reconstrucción de la abadía de Notre-Dame du Bec. Luego Lanfranco fue nombrado abad de Saint-Étienne en 1066 y arzobispo de Canterbury en 1070, donde reconstruyó la catedral de Canterbury destruida por un incendio tres años antes. La iglesia de Saint-Étienne fue construida entre 1065 y 1083.
Sin embargo, fue sólo el segundo abad de Saint-Étienne, Guillaume Bonne-Âme, quien asistió el 13 de septiembre de 1077 en la dedicación de la iglesia. La solemnidad fue presidida por el arzobispo Juan de Ivry, rodeado de sus obispos sufragáneos y de un gran número de abades y señores. Tuvo lugar en presencia del rey Guillermo y de la reina Matilde, de su hijo Robert, de Lanfranco, entonces arzobispo de Canterbury y de Thomas, arzobispo de York. Se colocó sobre el altar la gran carta de fundación y las demás cartas de los vasallos que con sus nuevas riquezas por la conquista añadieron nuevas donaciones.

### SiglosXIIIyXIV
A finales de mayo de 1204, el rey de Francia Felipe Augusto ocupó Caen. Las abadías de Caen conservaron su patrimonio inglés hasta principios del siglo XV, cuando Enrique IV las confiscó para subvencionar la reanudación de la Guerra de los Cien Años.
El 9 de noviembre de 1256, durante una visita, Eudes Rigaud, entonces arzobispo de Ruan (r. 1248-1275), encontró allí sesenta y tres monjes, todos sacerdotes excepto tres, y les reprendió por su comportamiento.
El 4 de diciembre de 1315 tuvo lugar fundación de la capilla Halbout dedicada a Notre-Dame a la que se adjuntaron cuatro capellanes por nombramiento del abad. El rey Juan ordenó continuar las obras de la abacial y del monasterio..

### La guerra de los Cien Años
El 4 de septiembre de 1414, Enrique V de Inglaterra se apoderó de la ciudad de Caen, jugando un papel decisivo en este episodio la traición de un monje de la abadía de Saint-Étienne, pero preservó las torres de la fachada de la iglesia abacial de la destrucción planeada por los defensores franceses. El 11 de junio de 1450, el rey francés Carlos VII volvió a ocupar Caen.

### El régimen dein commendam
En 1485, se estableció el régimen de in commendam en beneficio de Carlos de Martigny, obispo de Chartres y, a partir de entonces, los abades serán grandes señores, favoritos reales, que rara vez estarán presentes en la abadía, únicamente deseosos de recaudar sus grandes beneficios. La vida de los monjes se volvió más secular que religiosa: el poder efectivo y la influencia sobre sus destinos, tanto espiritual como temporal, pasó a manos de los priores.
Hacia 1490, el abad Carlos I de Martigny, obispo de Elne, construyó la residencia abacial. Su sobrino Carlos de Martigny, obispo de Castres, que fundó ocho de las dieciséis capillas del coro, construirá su suntuosa tumba fue en la capilla de la Virgen, detrás del coro. En 1531, Pierre de Martigny, 29.º abad de Saint-Étienne y obispo de Bayeux, fue enterrado cerca de su tío, anteriormente abad del mismo monasterio. Estas tumbas fueron destruidas por los hugonotes en 1562. Estos prelados cumplieron importantes misiones políticas y se destacaron por su magnificencia y por su ilustrado gusto en las Artes.

### Las guerras de religión

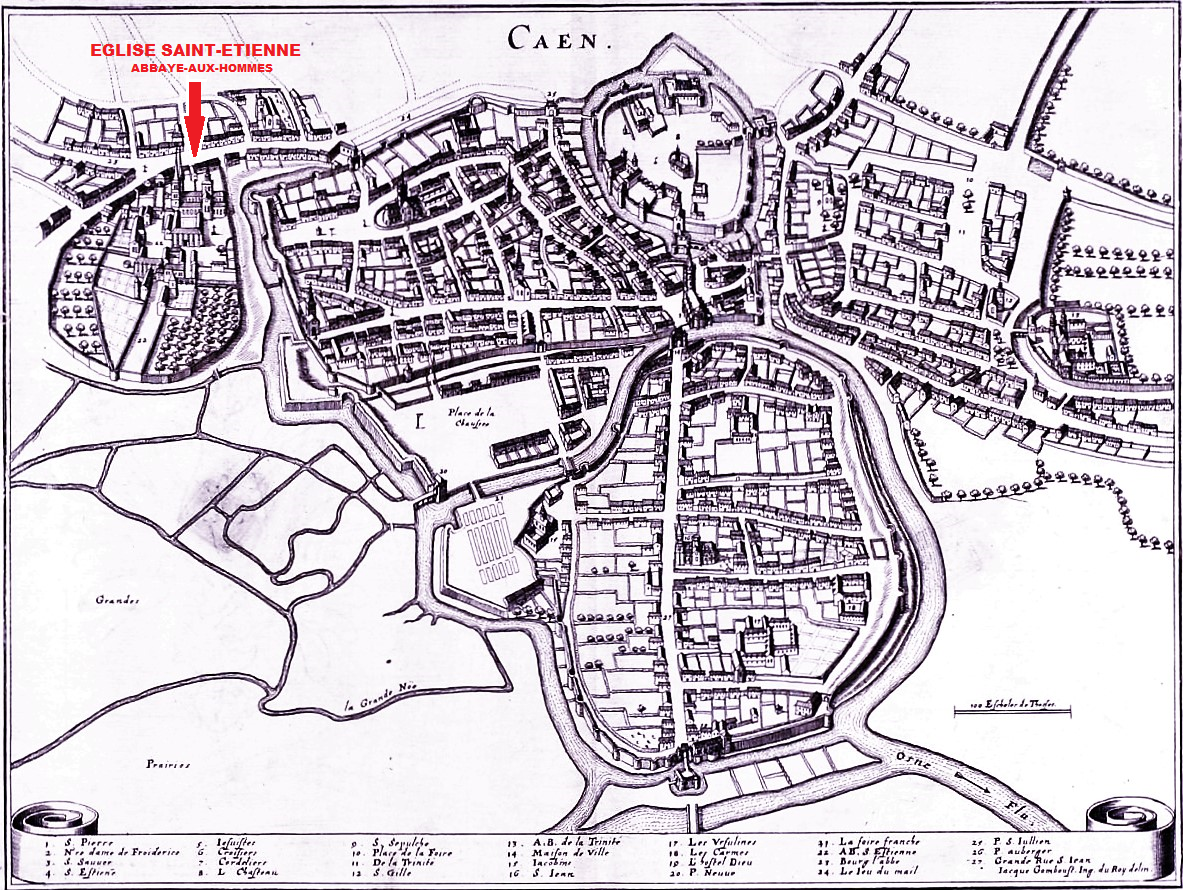
La iglesia de Saint-Étienne según el plano de Caen de 1657, antes de las construcciones mauristas

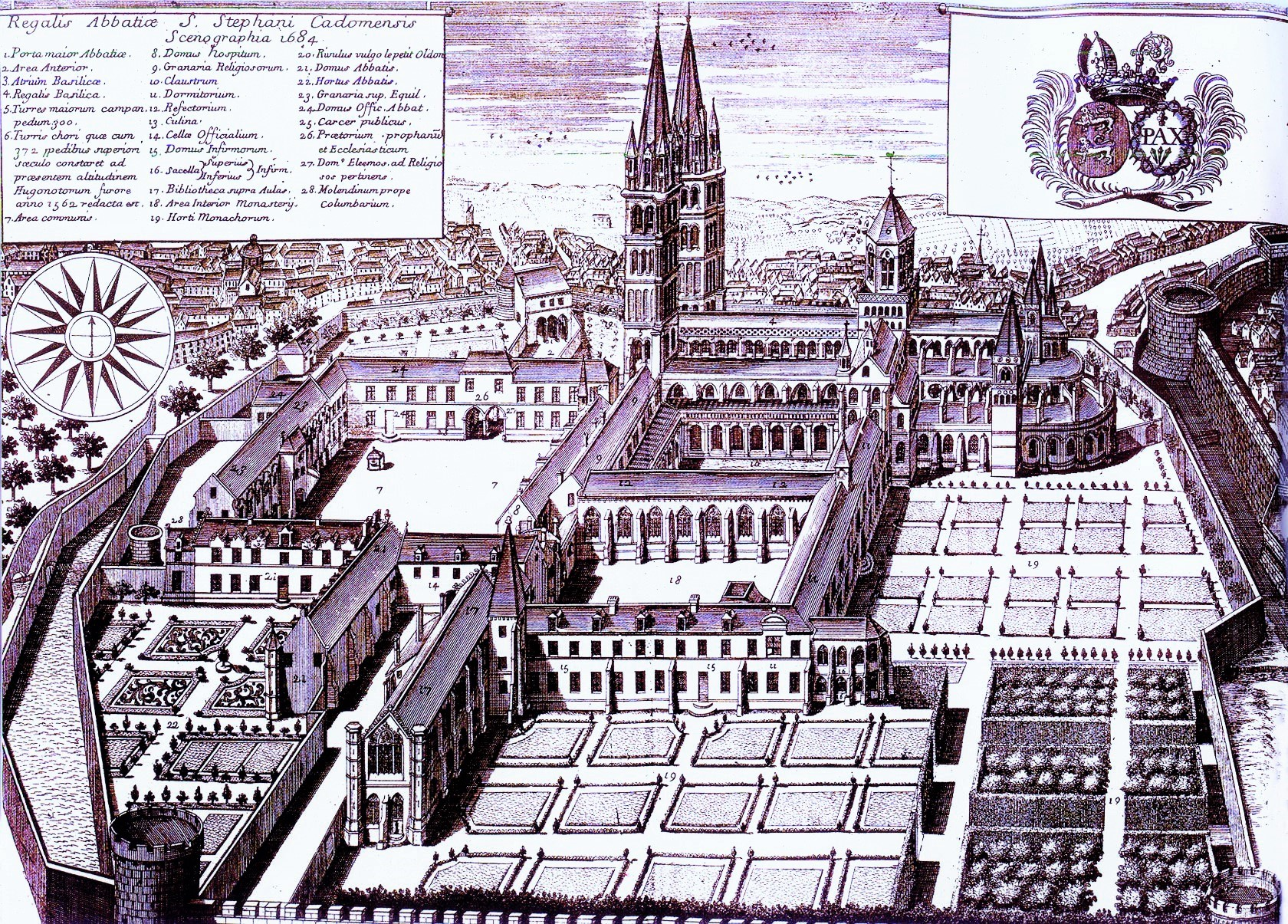
La iglesia de Saint-Étienne con los nuevos edificios mauristas del siglo XVII

En 1562 y 1563, durante las guerras de religión, la iglesia fue saqueada por las tropas de los Montgommery y luego quedó abandonada. Las vidrieras, órganos y muebles fueron destruidos. La tumba de Guillermo el Conquistador —el magnífico mausoleo de mármol coronado por un yacente que había sido construido a petición de su hijo Guillermo el Rojo, rey de Inglaterra—, fue profanada en 1562 por los protestantes. Los restos fueron confiados a un monje de la abadía, Michel de Cemallé. Pero en 1563, una nueva intrusión de protestantes hizo que los monjes huyeran y los huesos fueron esparcidos a excepción de un único hueso, salvado por Charles Toustain de La Mazurie, el poeta amigo de Jean Vauquelin de La Fresnaye. Este hueso fue devuelto a la tumba en 1642 por el prior Jean de Baillehache, tras la restauración del coro. En 1742, los monjes obtuvieron la autorización del rey Luis XV no sólo para trasladar la tumba al santuario sino también para reducirla a una simple bóveda cubierta con una lápida. Ese fémur izquierdo habría sido encontrado durante la apertura de una bóveda de mampostería situada en el coro de la iglesia abacial, el 22 de agosto de 1983.
En la Pascua de 1563 se retiraron las cubiertas de plomo de la iglesia. La torre del cimborrio se derrumbó en 1566 y provocó la caída de las bóvedas del coro por culpa de un senescal de la abadía, Jean Laurent, conocido como Le Goullu, que hizo cortar los somieres que, al caer, sacudieron la torre, la escalera se desplomó y se llevó consigo las bóvedas del coro.
El culto estuvo interrumpido en la iglesia abacial durante sesenta y tres años.

### El rescate
La iglesia debe su restauración respetando lo existente al prior claustral Jean de Baillehache, que luchó toda su vida para restaurar la iglesia y la disciplina alterada por todos esos años de agitación.
En 1600 quedaban catorce religiosas profesas y dos novicias. El Parlamento de Ruan obligó al granjero de la abadía a aportar 1000 escudos cada año para las reparaciones de la iglesia. El 1 de febrero de 1601, ordenó derribar la rotonda del coro y las capillas en ruinas fueron demolidas. Los concejales de Caen querían que las piedras fortaleciesen las fortificaciones de la ciudad.
Jean de Baillehache obtuvo el 8 de mayo de 1601 una orden que prohibía la demolición del coro, de la rotonda y de las capillas y con la obligación de hacer la reconstrucción idéntica de los dos pilares de la torre del cimborrio. En 1603, el rey Enrique IV vio las ruinas. En 1619, Jean de Baillehache endosó al fermier général 12 000 libras para la compra de campanas, objetos de culto, casullas y revestimientos de altares. Presentó una solicitud para trabajar continuamente en las reparaciones de la iglesia. El número de religiosos aumentó a veintisiete, entre ellos cinco novicios.
El 17 de mayo de 1626, la iglesia fue nuevamente consagrada y reabierta al culto.
Pero durante todos sus años de existencia, la disciplina se había ido relajada y Jean de Baillehache escribió al cardenal De La Rochefoucauld, arzobispo de Ruáa para que hiciera llegar algunos monjes de la Congregación de San Mauro. En 1663, los monjes mauristas se instalaron en la abadía y reconstruyeron los edificios del convento en estilo clásico. La iglesia también fue restaurada.

### La Revolución

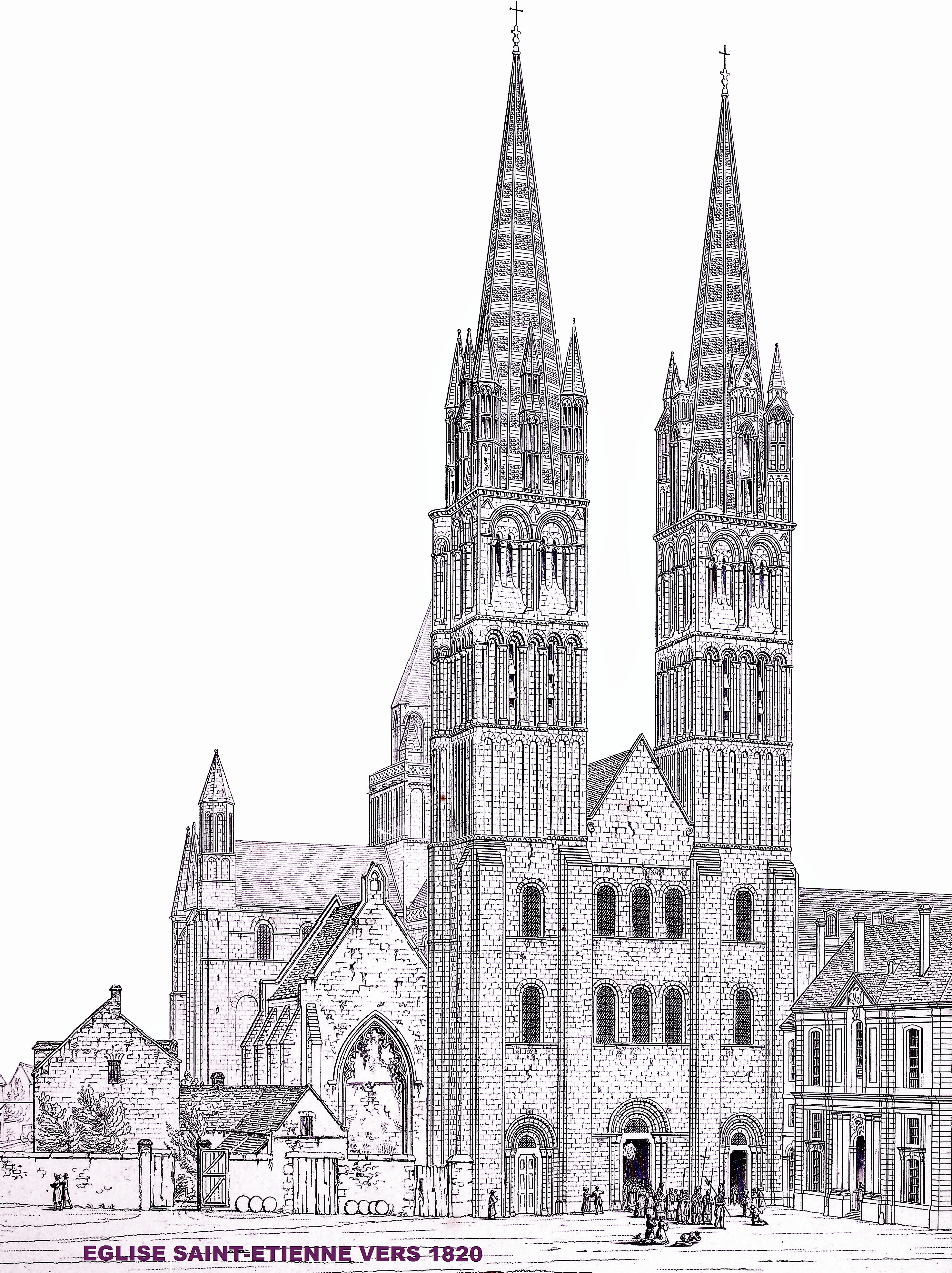
La iglesia de Saint-Étienne hacia 1820

En 1777, siendo abad Arthur de Dillon, arzobispo y primado de Narbona, llegaron las tormentas de la Revolución: fue el 45.º abad y sería el último. Las órdenes monásticas hacía tiempo que habían perdido todo tipo de prestigio. La influencia de las ideas filosóficas atravesaba todos los niveles de la sociedad y los privilegios ya no se veían compatibles con los principios de igualdad que empezaban a prevalecer. La iglesia de Saint-Étienne que tenía una magnificencia increíble en sus decoraciones, había dejado de ser el testigo del éxtasis del alma y de ardientes oraciones. Asistió a su propia decadencia y se dejó llevar.
El 2 de noviembre de 1789 un decreto de la Asamblea Nacional Constituyente declaró que los bienes del clero eran «mis à la disposition de la Nation». En la gran iglesia construida por Guillermo el Conquistador, el clero ejerció su influencia en el ámbito religioso con más autoridad que nunca, pero el 1 de mayo de 1790, los benedictinos se retiraron declarando su adhesión a su Congregación;  el 14 de mayo de 1790 se aprobó otro decreto sobre la alienación de los bienes nacionales y el 17 de mayo se suprimieron las órdenes monásticas y se ordenó la declaración de ingresos: Saint-Etienne tenía más de 300 000 libras en sesenta parroquias, correspondientes a un capital de más de ocho millones de libras. Quedaban el prior, dieciocho sacerdotes religiosos, un sirviente perpetuo, un carpintero. La Constitución civil del clero se aprobó finalmente mediante otro decreto de 12 de julio de 1790.
En 1790-1791, la Abbaye aux Hommes fue asignada al departamento. Las tumbas reales fueron demolidas en 1793, la iglesia de Saint-Étienne fue transformada en un templo dedicado al culto de la Razón y del Ser Supremo. Tras la entrada en vigor en 1802 del Concordato de 1801, se restableció el culto católico en la antigua abadía, pero esta última pasó a ser iglesia parroquial y los religiosos no regresaron a la abadía.
La orden de 12 de julio de 1791, que reducía el número de parroquias de Caen de trece a siete, incorporó a la parroquia de Saint-Étienne las de Saint-Martin, Saint-Nicolas, de Saint-Germain-la-Blanche-Herbe y de Saint-Ouen, manteniendo las dos últimas la condición de sucursales. La iglesia de Saint-Étienne-le-Vieux fue clausurada y la antigua iglesia abacial se convirtió en parroquial.
En 1802, el prefecto Dugua restableció la tumba de Guillermo el Conquistador.

## Arquitectura

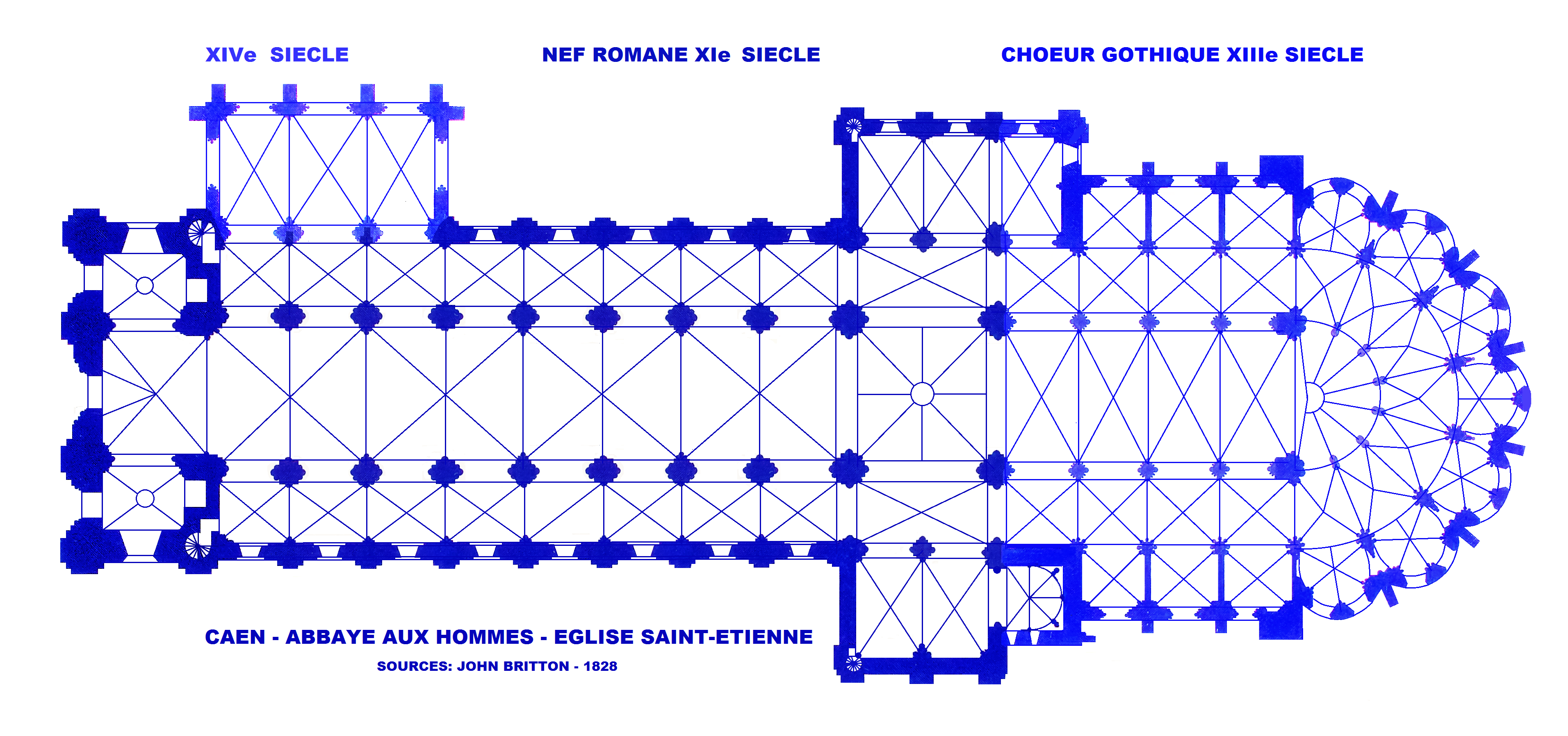
Planta de la Iglesia Saint-Étienne con las fases constructivas: la nave románica del, el coro del y la capilla Halbout, también conocida como maitines, del.

La influencia de la iglesia de Saint-Étienne en la historia del arte de Normandía y de Inglaterra fue fundamental. La planta escalonada se extendió muy rápidamente a ambos lados del Canal. Se encuentra el sistema de galería-pasaje de comunicación iniciado en la abadía de Bernay, pero extendido en Saint-Étienne a todo el edificio, retomado en la abadía de Cerisy y en muchas iglesias anglo-normandas, como la catedral de Winchester, la catedral de Ely y la catedral de Norwich. La fachada armónica fue adoptada muy tempranamente en Inglaterra, y en particular en la catedral de Canterbury hacia 1070 y se puede comprobar en ellas el papel desempeñado por Lanfranco en ambas construcciones.
Las investigaciones sobre los abovedamientos de la abadía de Lessay y de la catedral de Durham dieron como resultado que, un gran número de iglesias que estaban cubiertas con armaduras de madera, con la ayuda de la alternancia de pilastras débiles y fuertes, fueran cubiertas con bóvedas sexpartitas sobre bóvedas de crucería. Aún pesadas, anunciaban los abovedamientos de la primera arquitectura gótica.

### Cronología de la construcción

#### Periodo románico
Siglo XI

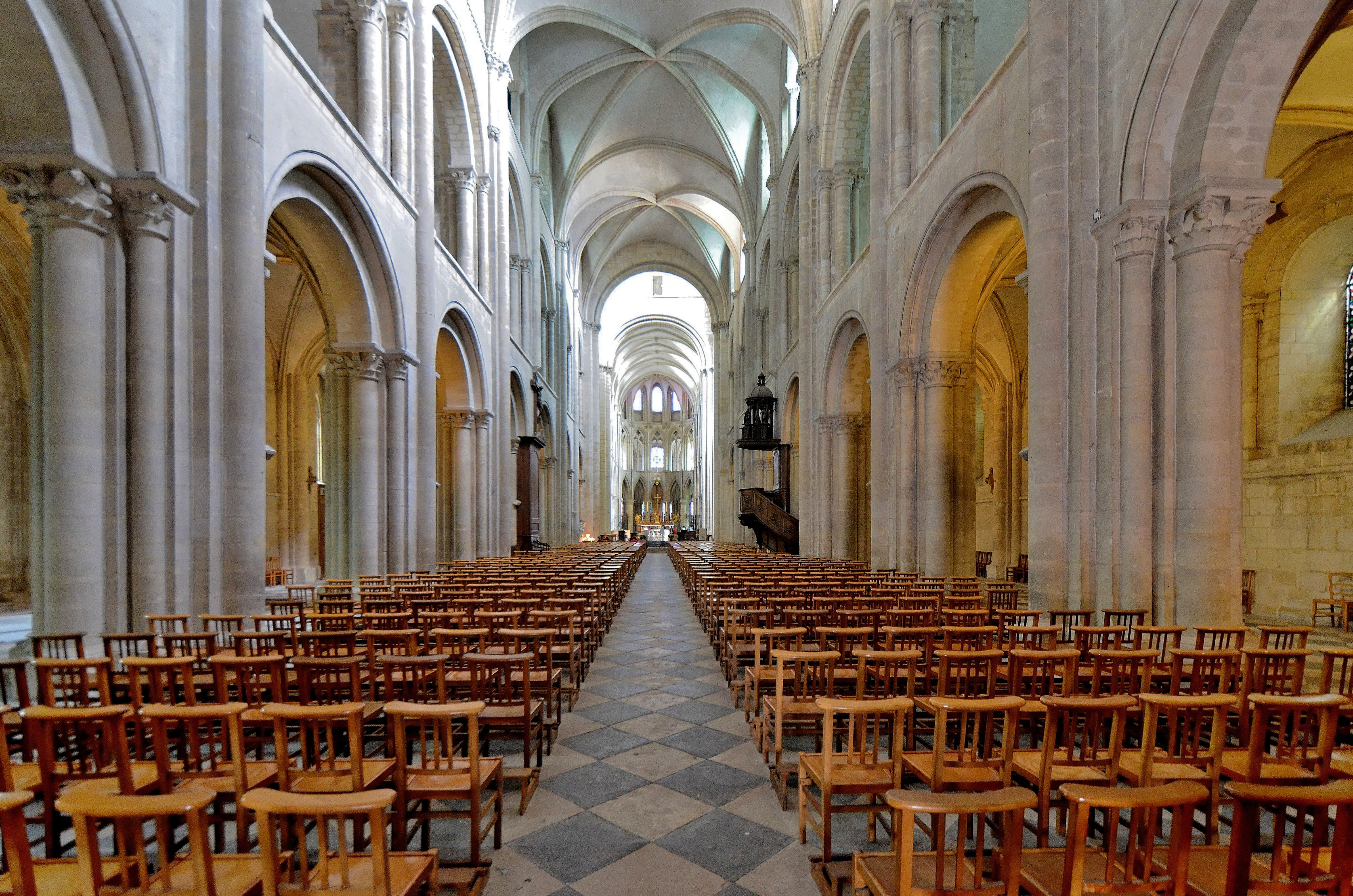
La nave románica, vista hacia el Este

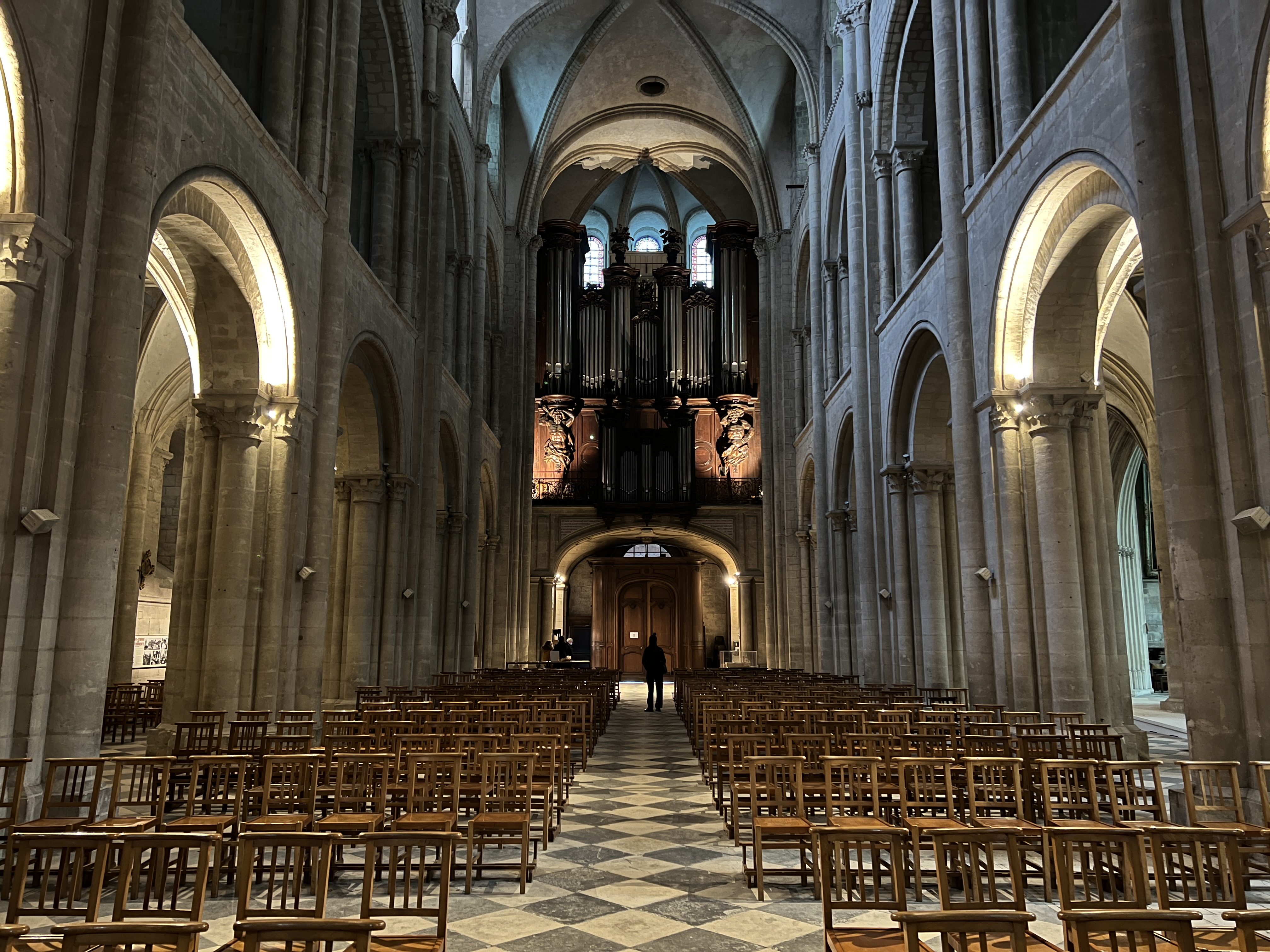
La nave románica, vista hacia el Oeste

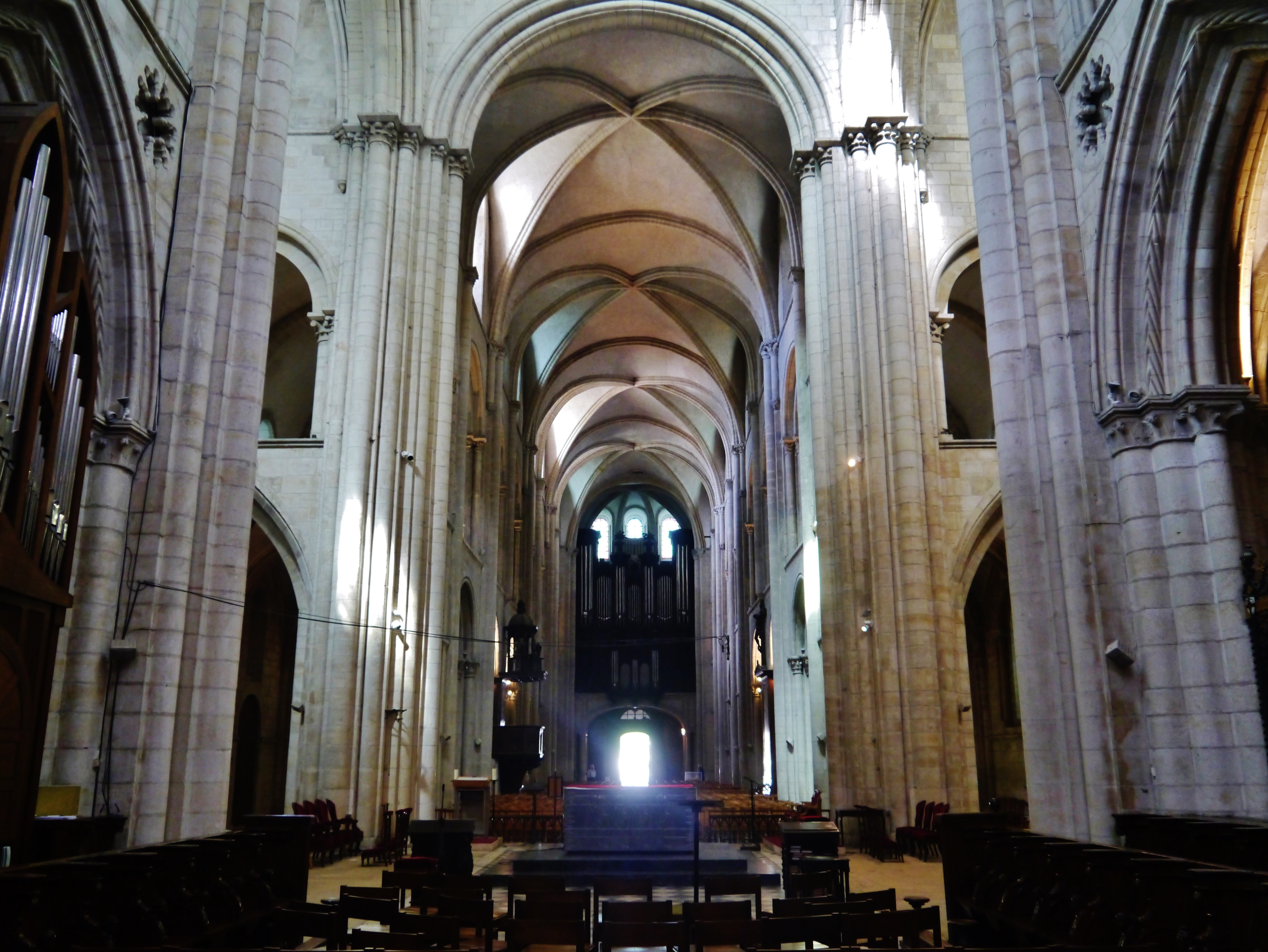
Abovedamientos en cruceria de la nave

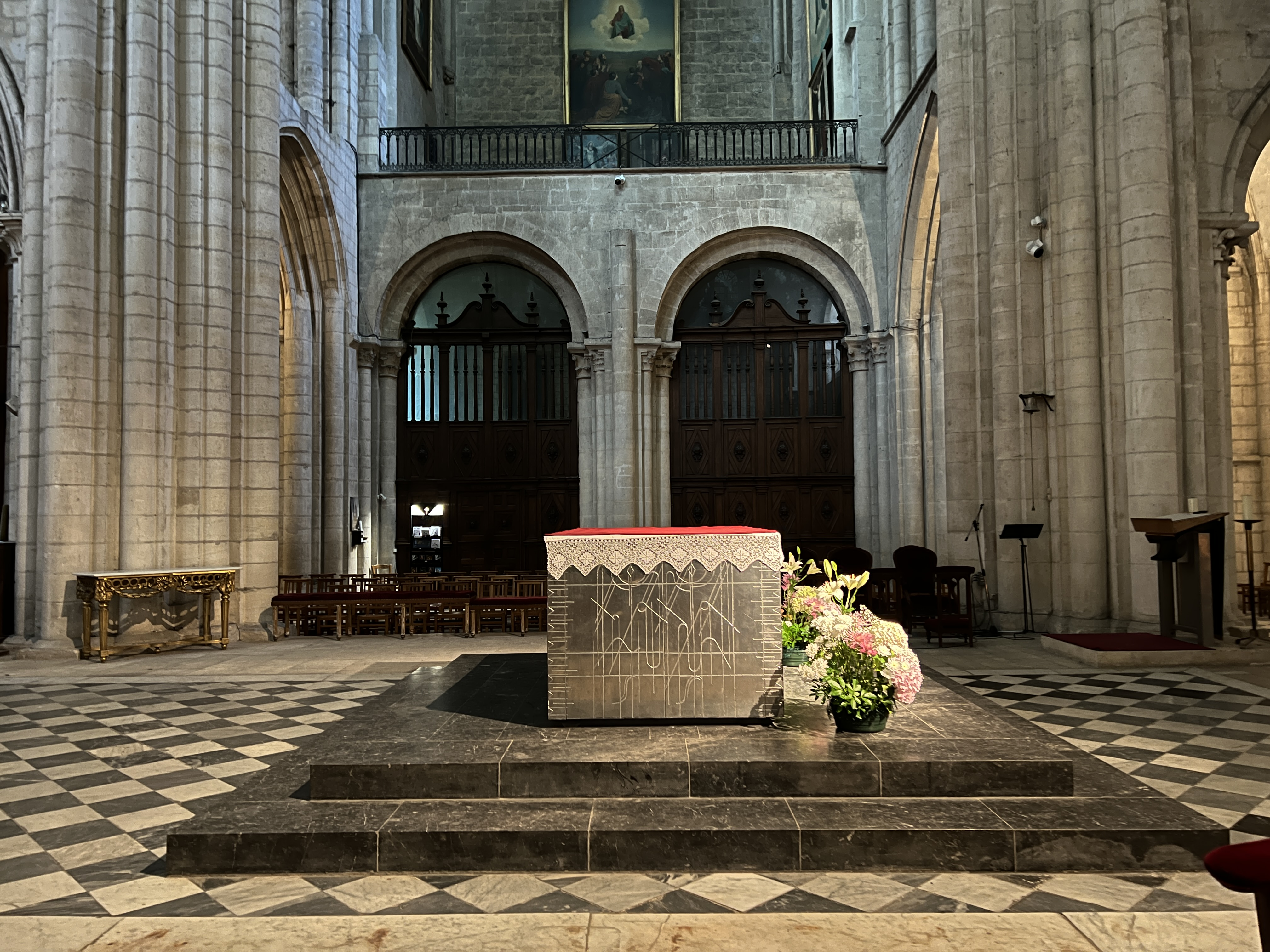
El transepto, con el altar en primer lugar

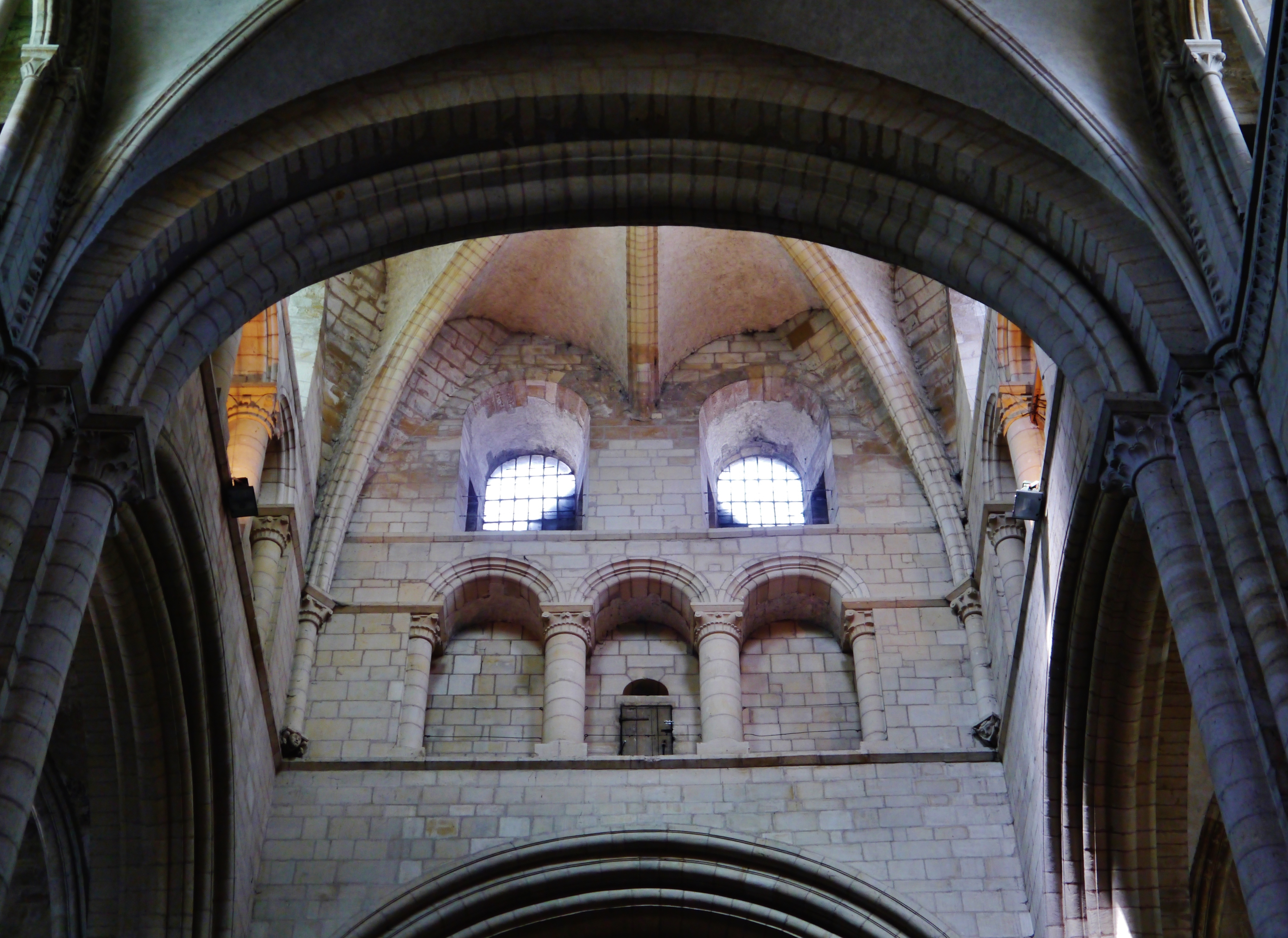
Alzado interior de la torre del cimborrio

La abadía fue construida fuera de las murallas de la ciudad, donde no existía ningún edificio excepto una capilla. Durante los cuatro años del abaciado de Lanfranco, de 1066 a 1070, antes de ser nombrado arzobispo de Canterbury, compró tierras y canteras. Hay constancia de tres dedicatorias, en 1073, 1077 y 1081 que podrían corresponder con la finalización del coro, del crucero del transepto y de los dos tramos orientales de la nave, pero es posible que se haya realizado una construcción en tramos horizontales, al menos en los dos últimos niveles.
La extrema regularidad y escala del diseño arquitectónico de la iglesia de Saint-Étienne sugieren que Lanfranco llamó a uno de los mejores arquitectos de su tiempo y que quería el carácter grandioso del edificio. Pero sería imprudente ir más allá de estas consideraciones generales: el edificio marca la culminación de algunas investigaciones regionales anteriores, incluidas la abadía de Bernay y la abadía de Jumièges.
Las partes que se conservan de la iglesia de San Esteban son similares en planta y disposición a las partes correspondientes de la catedral de Canterbury: mismo número de pilares, torres occidentales, transepto sin alas, torre central, un pilar que soporta una bóveda en el extremo de cada brazo cruz del transepto, las dimensiones entre los muros son de 73 pies ingleses en Saint-Étienne, de 74 pies en Canterbury, la distancia desde la torre central a la fachada oeste y la longitud del transepto idénticas, 187 pies y 127 pies ingleses.
La planta primitiva, de la que quedan unas pocas trazas a la altura del coro, tenía dos naves laterales comportando dos crujías terminadas en un ábside en arco de círculo en el interior y en un ábside plano en el exterior. Estas naves laterales no se comunicaban con el coro mediante arcadas sino mediante un muro perforado con una puerta en la segunda crujía. Resaltos conectaban el absidiolo con el ábside principal. El terreno estaba a un nivel 52 cm por debajo del pavimento actual.
Es probable que el coro tuviera dos crujías y que su anchura fuera la misma que la que le sucedió en el siglo XIII, y que su ábside estuviera respaldado por contrafuertes planos.
La iglesia de Saint-Étienne pertenecía a la serie de plantas llamadas benedictinas adoptadas anteriormente por la abadía de Bernay y la iglesia de la Santa Trinidad de la abadía de las Damas, pero con la cabecera con deambulatorio con o sin capillas radiantes que prevalecían en otros lugares. Probablemente debió esta planta a la abadía de Bec, que proporcionó sus primeros monjes y la popularizó en Normandía y en Inglaterra.
En la nave, las bóvedas reconstruidas en el siglo XVIII reproducen las bóvedas primitivas. Las naves laterales se dispusieron para recibir bóvedas de arista como las de los brazos del transepto. Los pilares fuertes y débiles de la nave, que también se encuentran en la colegiata de Notre-Dame de la abadía de Jumièges, probablemente estaban dispuestos para recibir bóvedas de arista de planta cuadrada.
El tramo de fachada, aunque parece haber sido parte de las construcciones originales, debió ser construido posteriormente, pero parece haber sido parte del plan original, porque las salidas de las torres se encuentran a una altura de aproximadamente 1,50 m en la torre noroeste y sobre una planta para colgar los edificios claustrales en la torre suroeste. Este tramo fue bloqueado en el siglo XVIII para la construcción del órgano. El cuerpo cuadrado de los campanarios es de construcción románica.
Siglo XII
Los primeros años del siglo XII estuvieron marcados por un cambio en la técnica constructiva visible por el espesor de las juntas. Es muy probable que el coro estuviera abovedado con aristas, como la iglesia Sainte-Trinité de la abadía de las Damas y la iglesia Saint-Nicolas.
En la nave, los pilares fuertes y débiles no se conciliaban bien con las bóvedas de arista pero sí muy bien con las bóvedas sexpartitas sobre bóvedas de crucería. Este proyecto cambió por completo la fisonomía del triforio del que se mantienen todas las construcciones anteriores en la nave excepto una columna por crujía.
En el transepto, las columnas que sostenían la arcada del siglo XI fueron encajadas en un muro unido al del exterior en el entorno del empuje de las bóvedas y los brazos del transepto fueron abovedados con bóvedas de arista con nervaduras. En la torre central se añadieron cuatro columnas para sostener la bóveda de la linterna. En la crujía del órgano, el arco geminado se sustituyó por un arco único rodeado por un fresco almenado. La torreta de la escalera del brazo norte del transepto lleva la parte octogonal del siglo XII sobre la primitiva base cuadrada.

El periodo románico
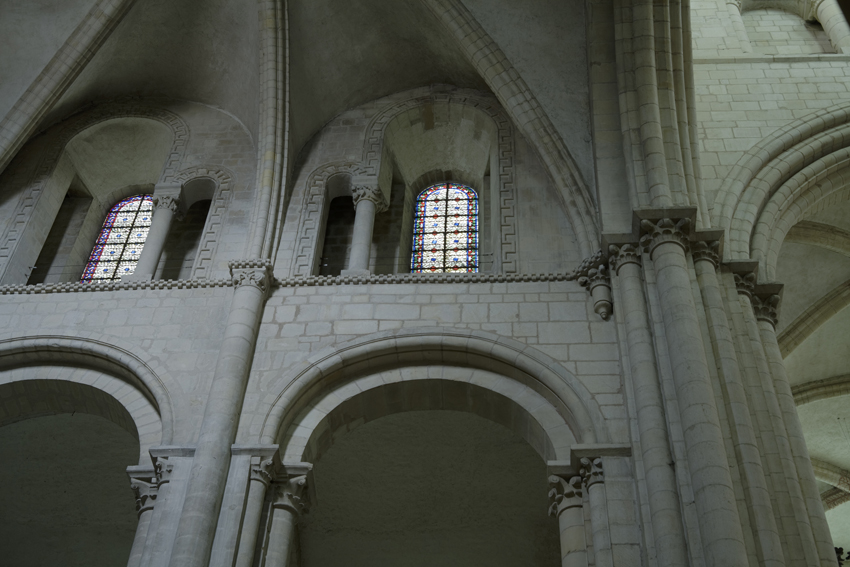
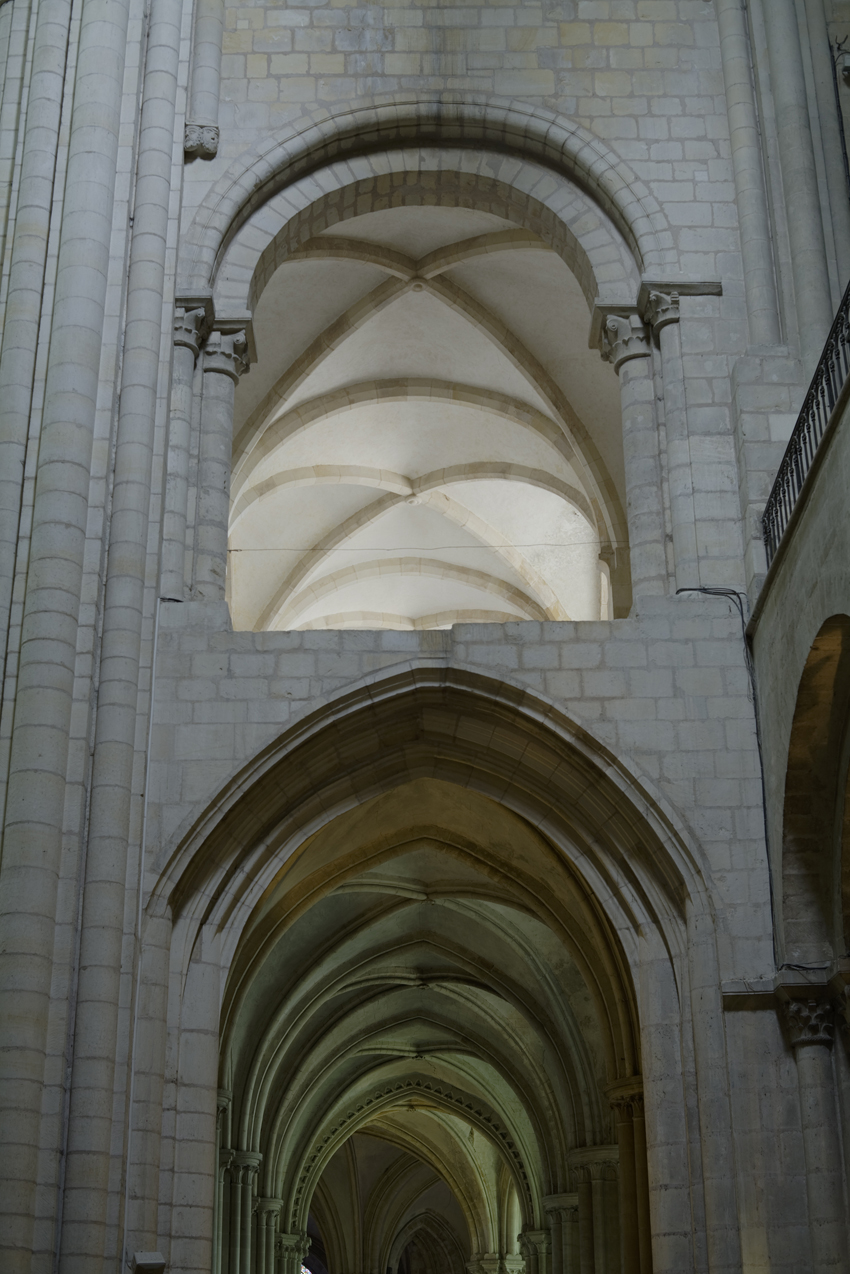
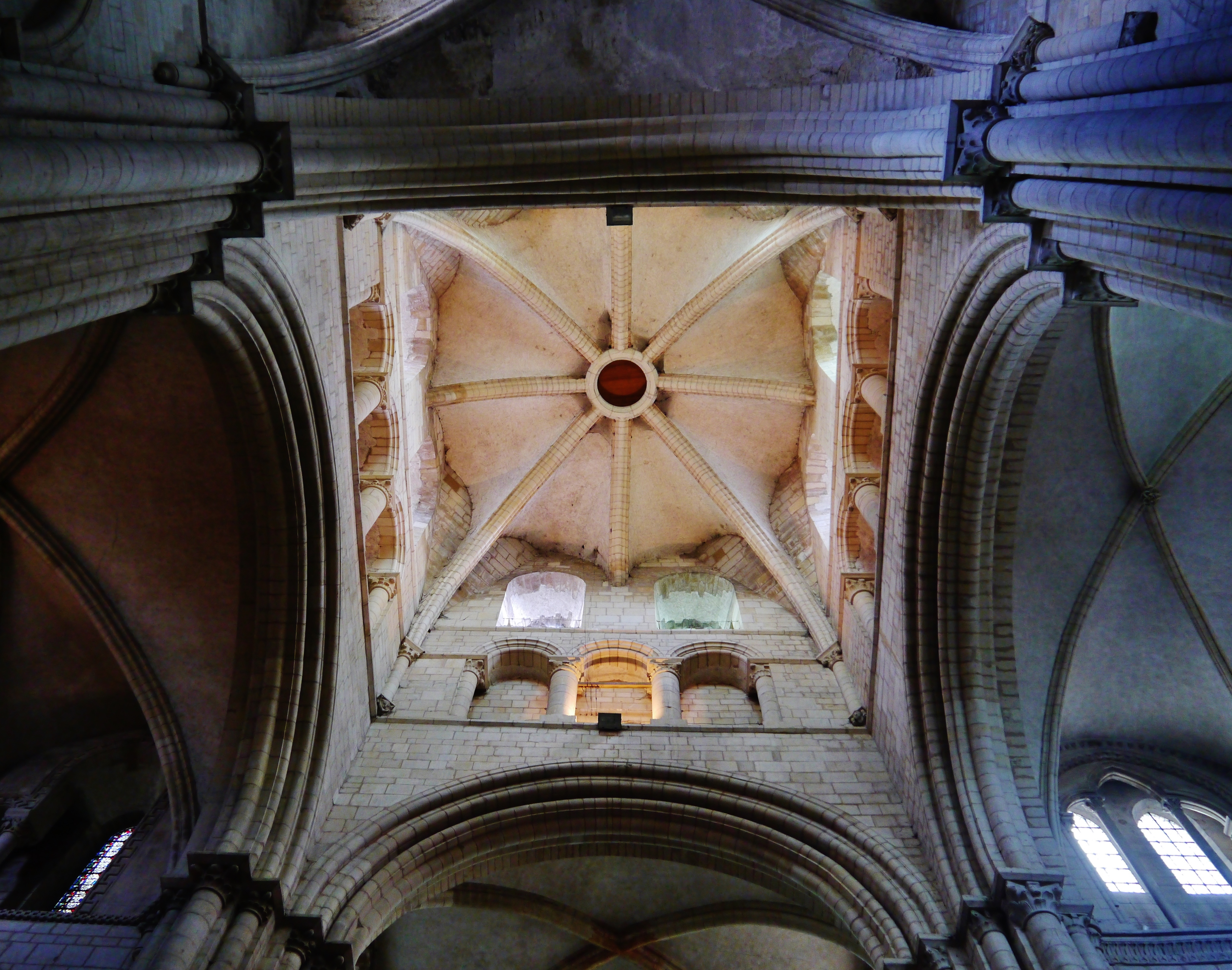
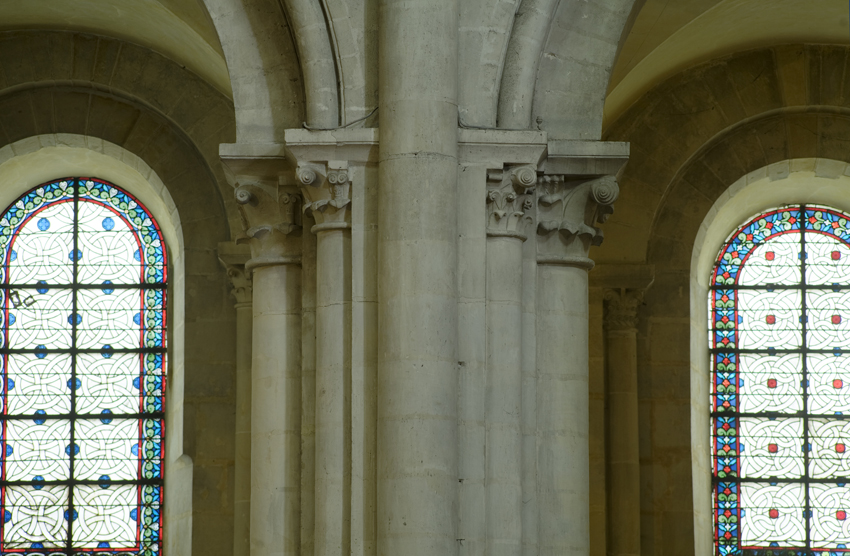

#### Periodo gótico
Siglo XIII

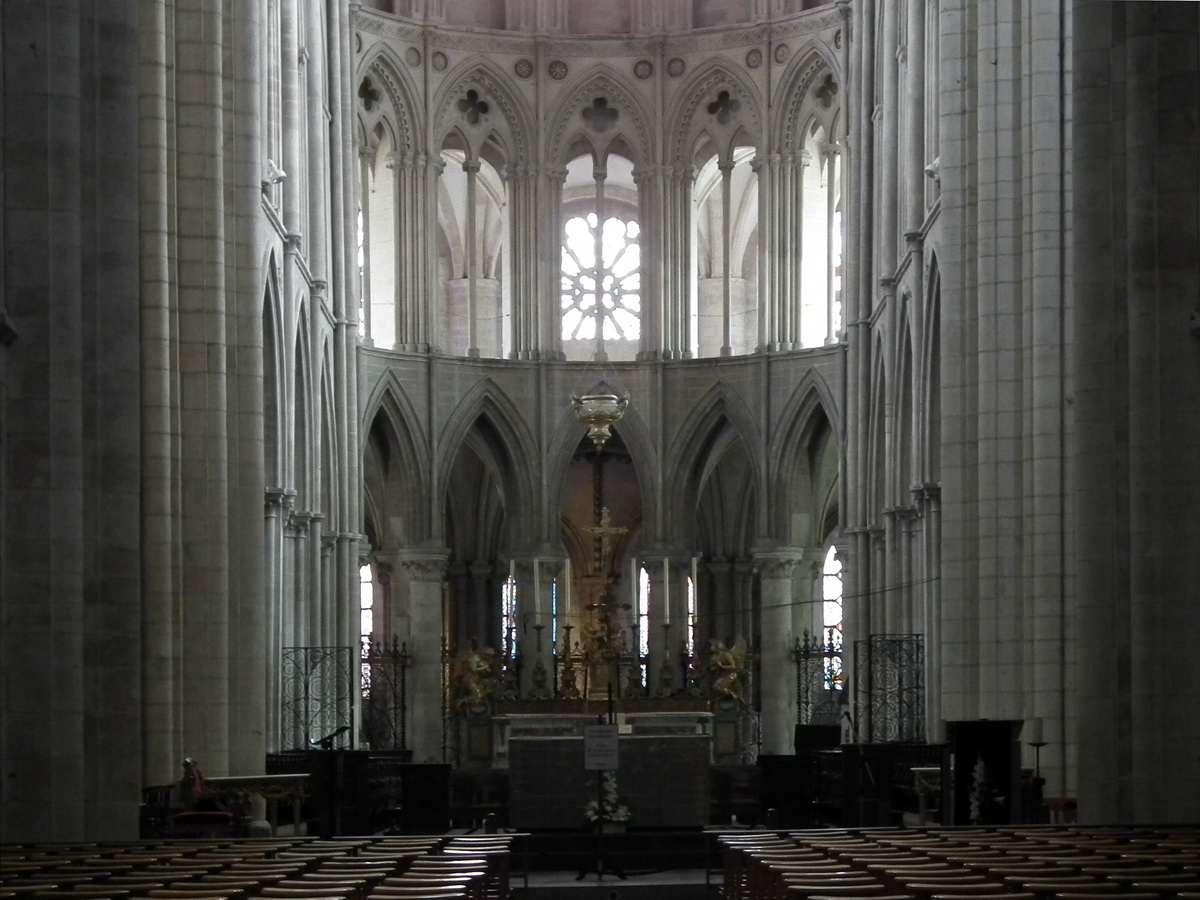
El altar mayor

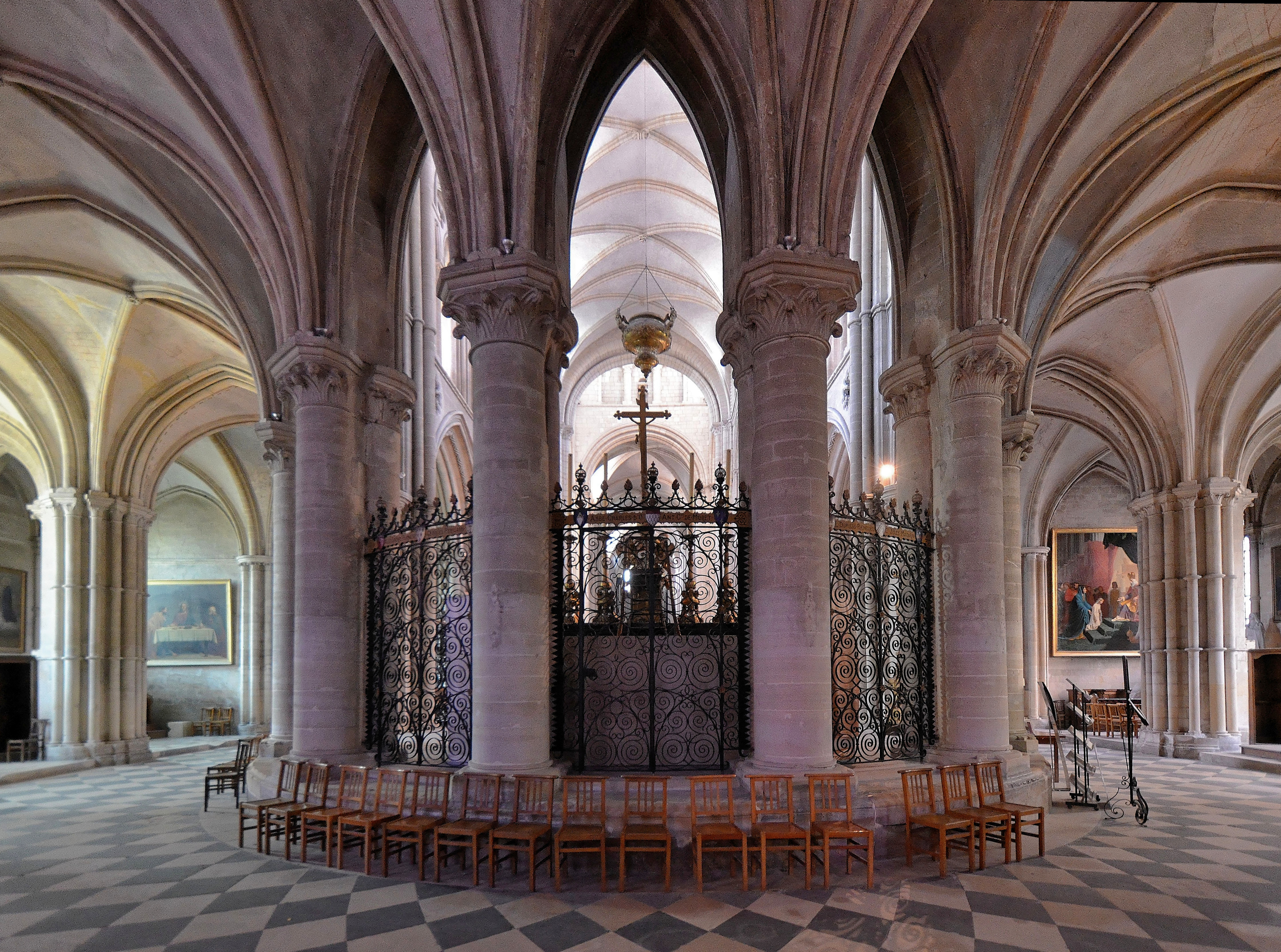
Deambulatorio

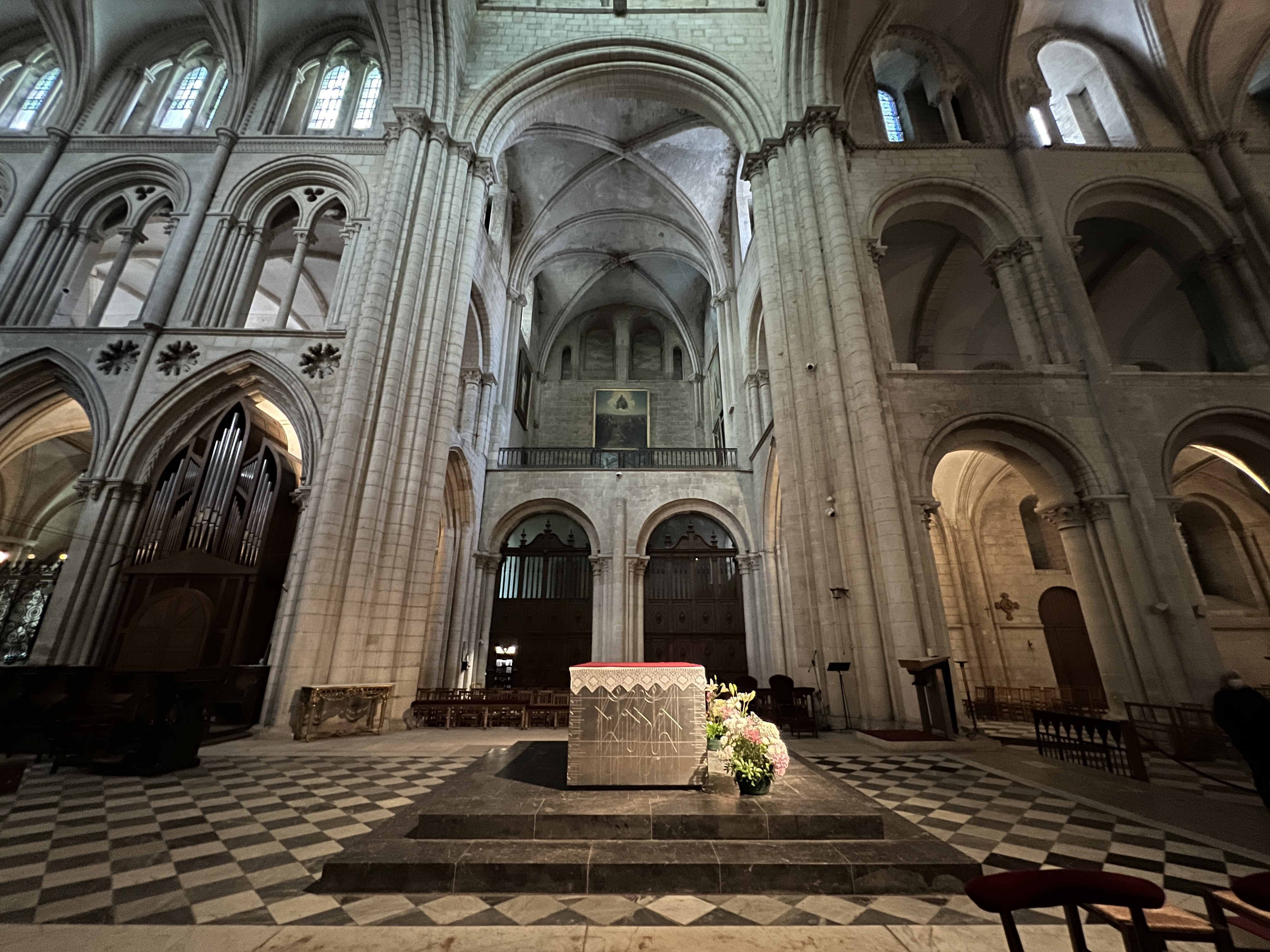
Cambio de estilo en el alzado del tramo de la nave (románico, dcha.) y coro (gótico, izqda.)

A finales del siglo XII, la iglesia estaba completamente acabada, apenas se habían terminado las bóvedas cuando el ábside ya no se correspondía con los cambios que se habían introducido en la disposición del coro de las grandes iglesias. El altar que estaba cerca del crucero del transepto se trasladó más al este y se construyó un deambulatorio alrededor del coro daba acceso a numerosas capillas. Existe controversia sobre si la construcción del coro habría tenido lugar durante el abaciato de Simon de Trévières, de 1316 a 1344, pero que sería más bien de principios del siglo XIII, o incluso de finales del siglo XII si se toman en cuenta las características arquitectónicas.
Siglo XIV
La gran capilla situada al pie de la nave en el lado norte fue fundada en 1315 por Philippe Halbout.
Siglos XV y XVI
Poco trabajo, en parte debido a la pérdida de ingresos ingleses de la abadía.
Siglo XVII
Reconstrucción de las bóvedas y restauración por el prior Jean de Baillehache de las destrucciones de las guerras de religión y la caída de la torre central en 1566.
Siglo XVIII
Las dos flechas de la fachada fueron alcanzadas por un rayo, la del norte fue reconstruida en 1706 y nuevamente en 1806.
Siglo XIX
Trabajos de restauración.

El periodo gótico
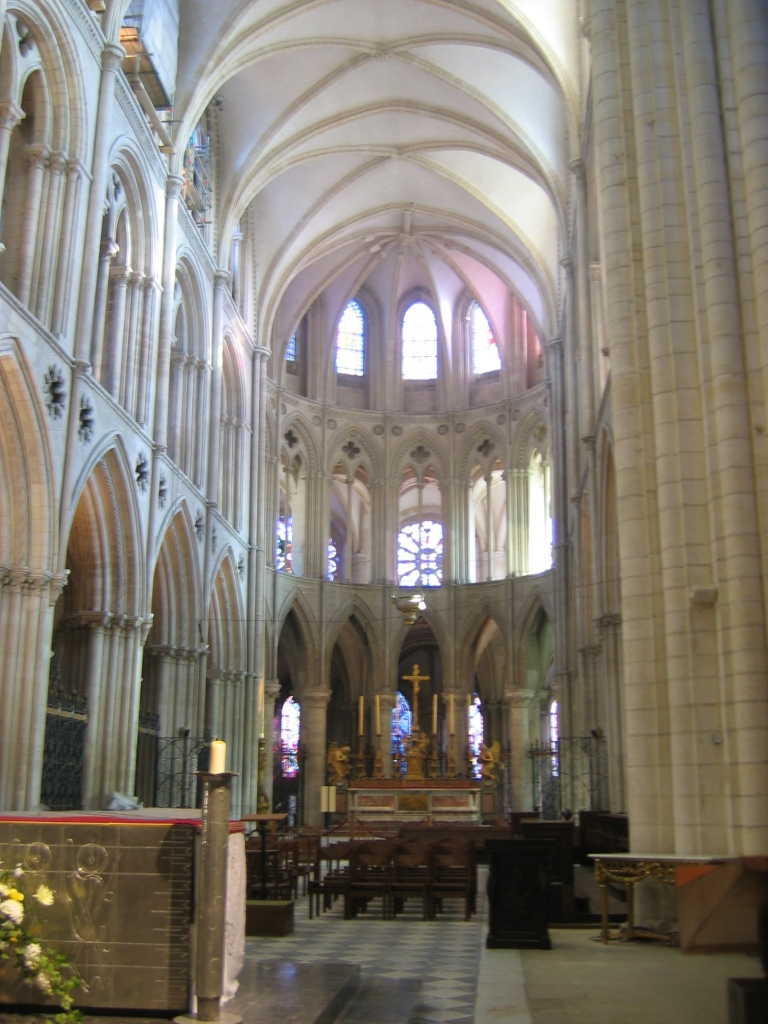
El coro gótico del siglo XIII
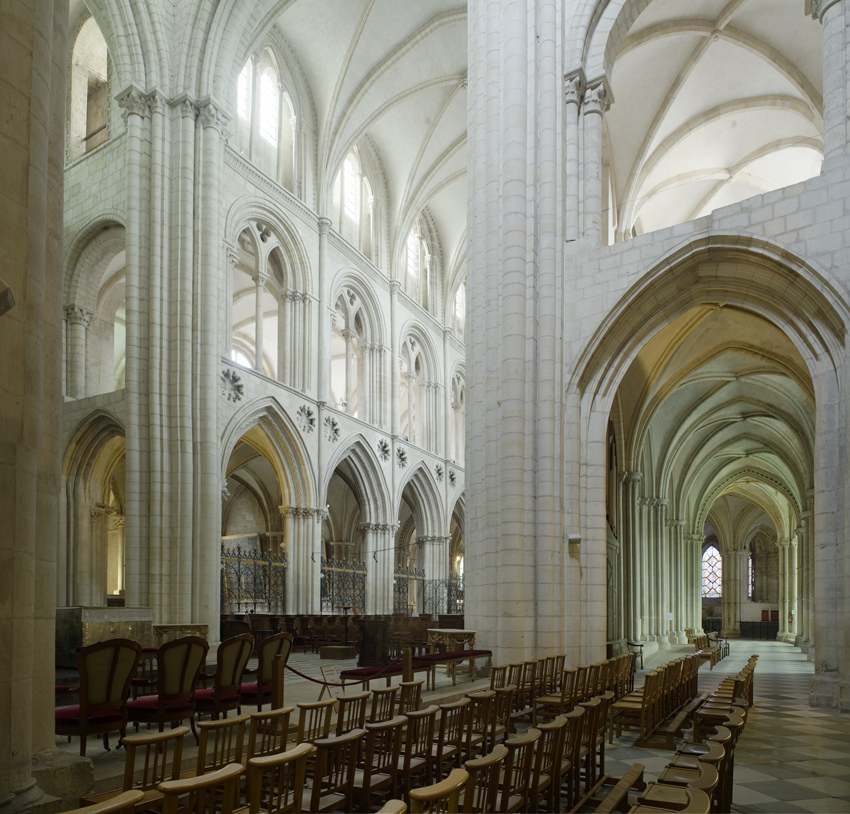
El alzado de tres niveles y el deambulatorio gótico
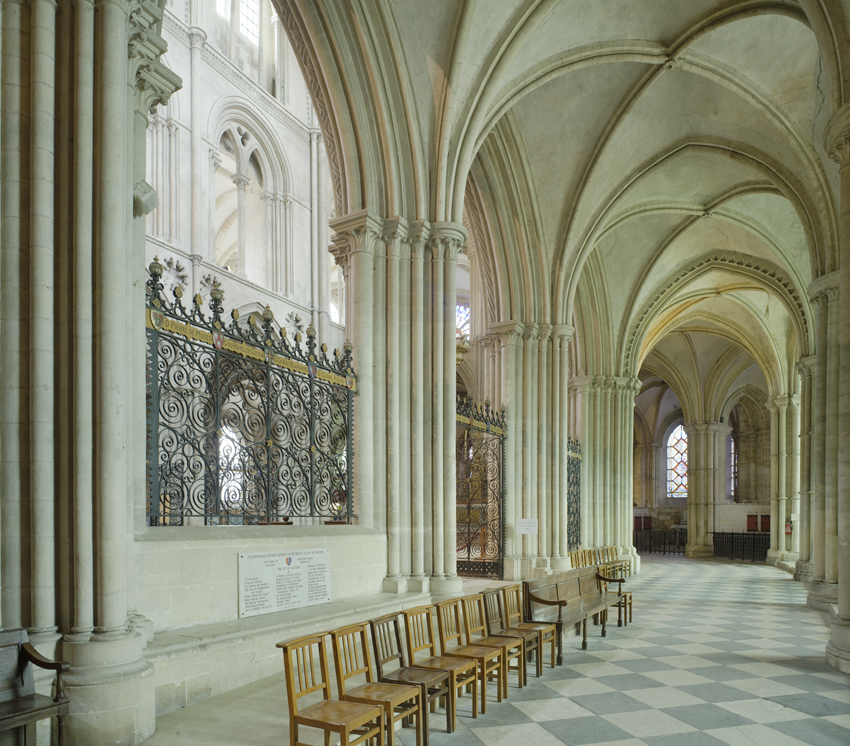
Nave lateral del coro
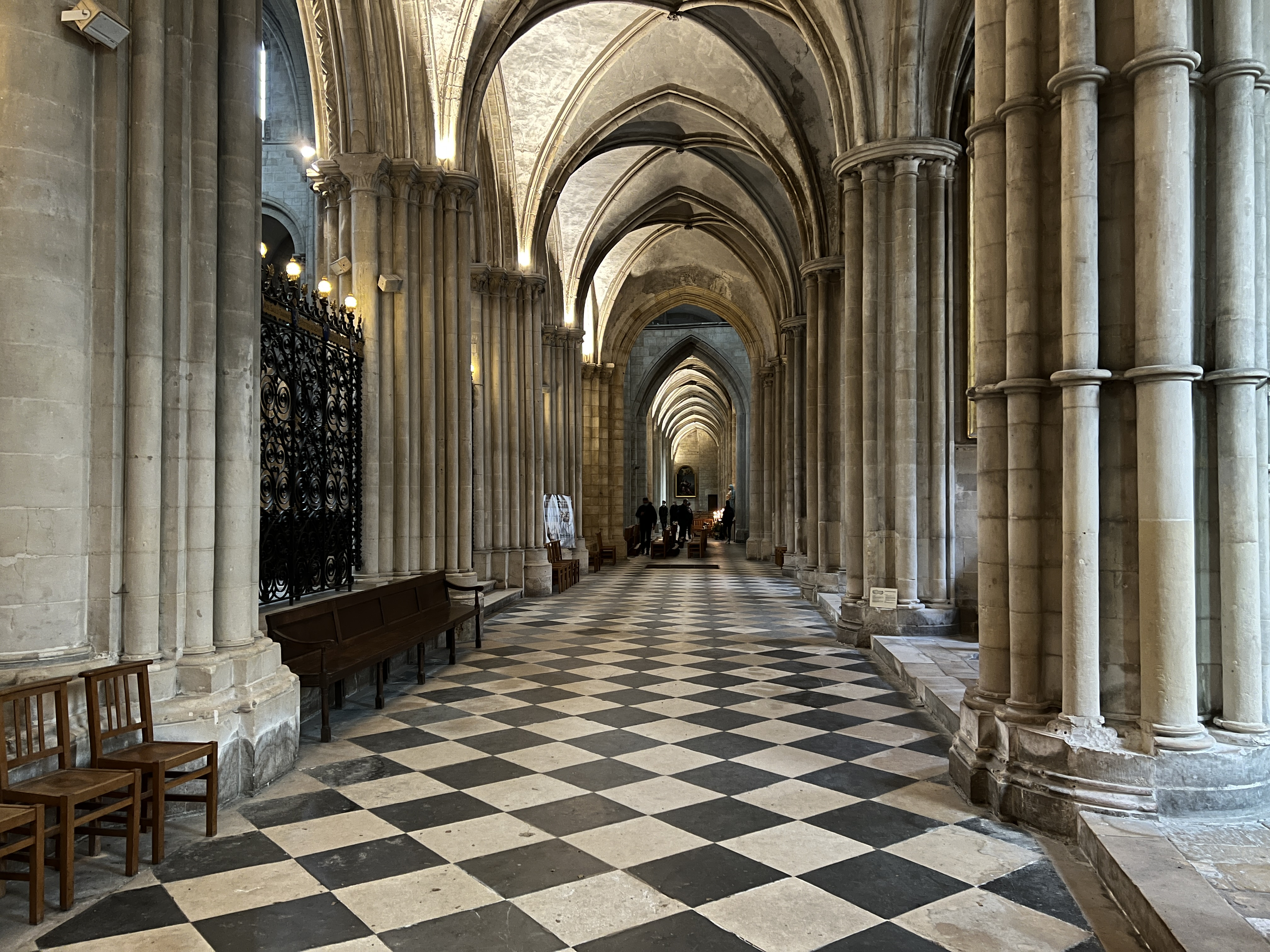
Nave lateral del coro
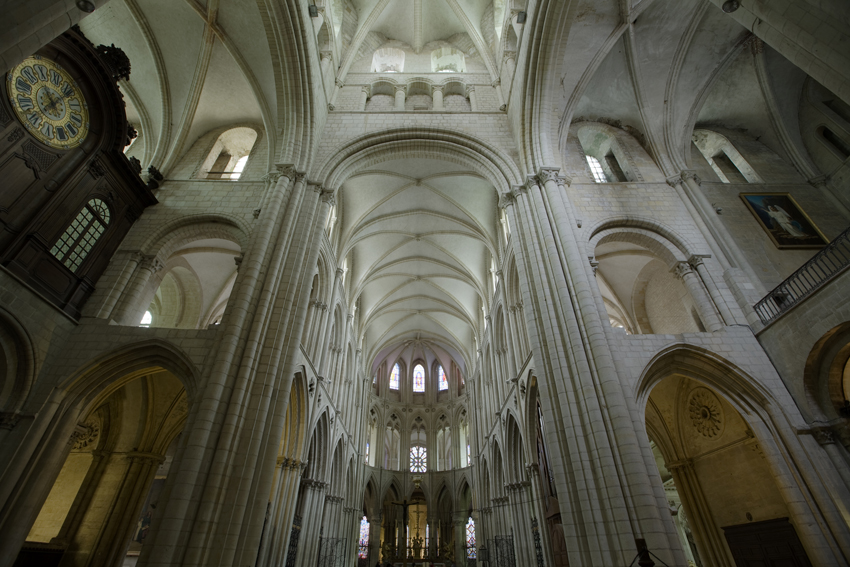
Vista del transepto y el coro

### Arquitectura exterior

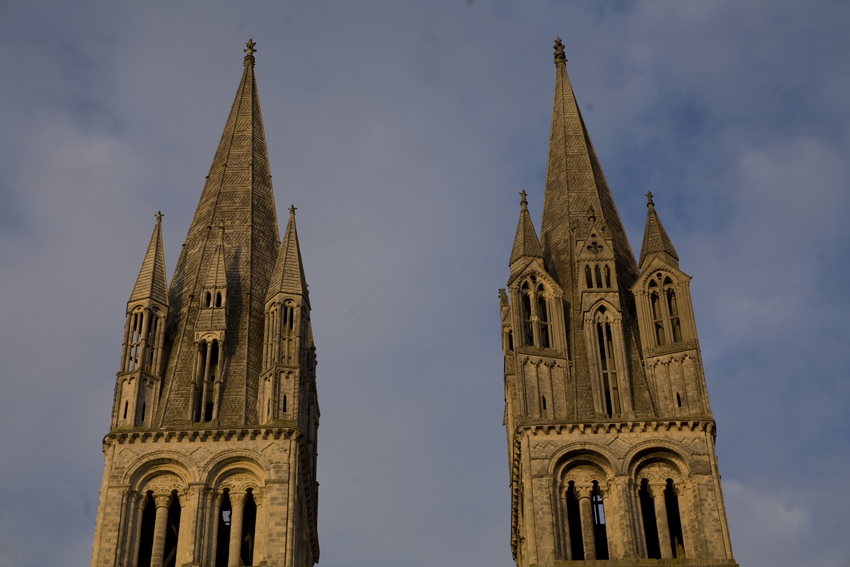
Detalle fachada: flechas

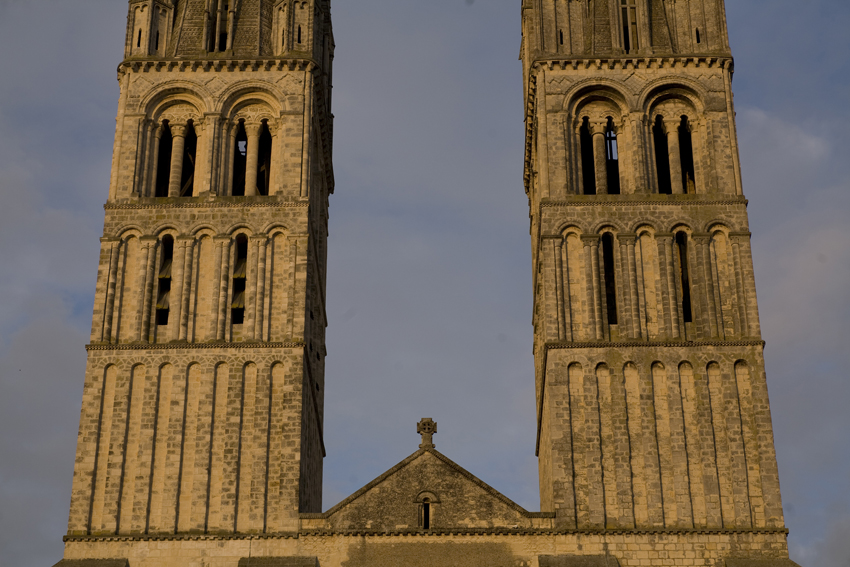
Detalle fachada: torres

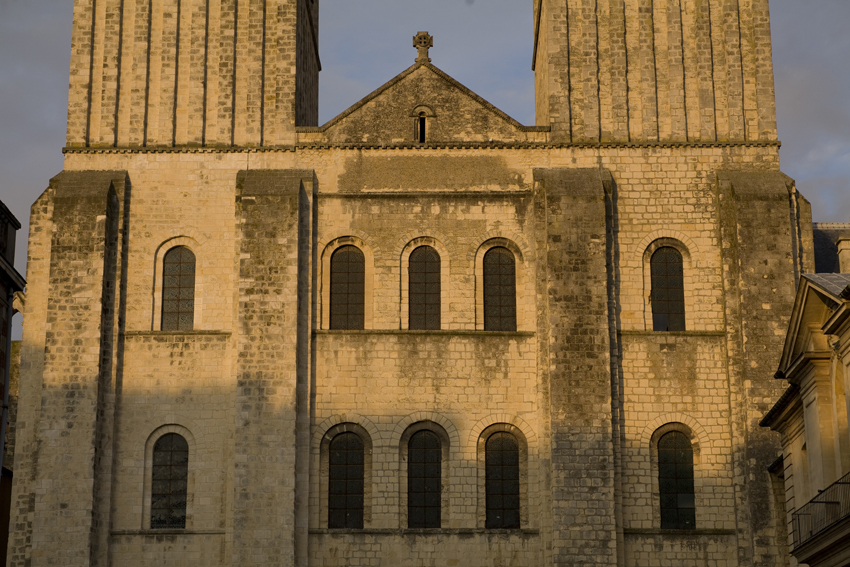
Detalle fachada: cuerpo central

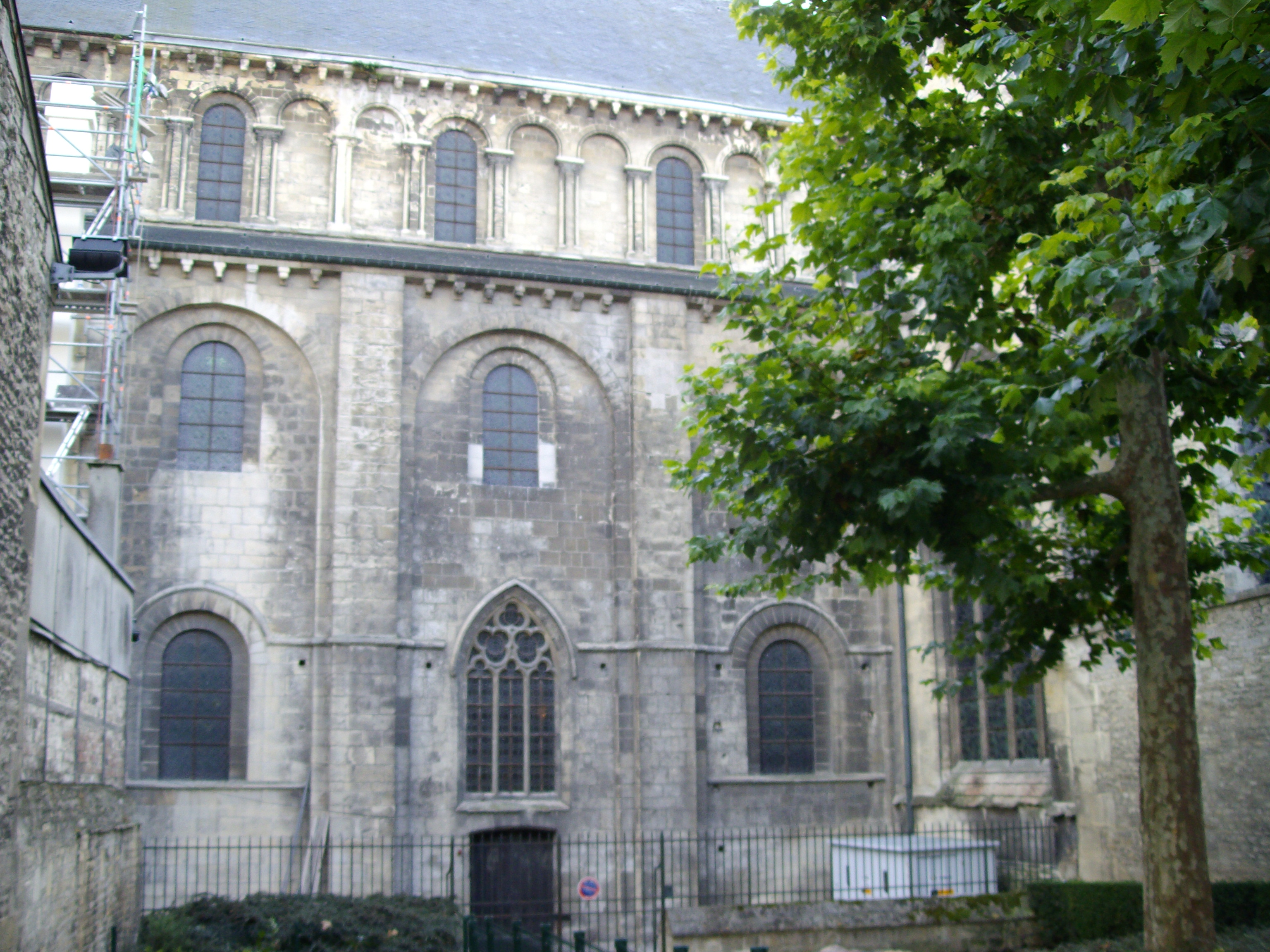
Fachada lateral

La alta fachada casi no tiene decoración, aparte de unas finas arquivoltas alrededor de los portales y de una cruz esculpida. La fachada de la abacial, que llama la atención por su pureza y rigor, fue el primer ejemplo de una fórmula destinada a dominar la construcción de las mayores iglesias de Occidente: la «fachada armónica normanda». Consiste en dos torres occidentales de idéntico alzado plantadas en la primera crujía de las naves laterales, alineadas con la puerta principal de la nave, de modo que crean una fachada rectilínea. Este tipo de fachada inspiró el macizo occidental de la basílica de Saint-Denis.[cita requerida]
Los tres niveles inferiores de la fachada forman un bloque cuadrado, contribuyendo al aspecto macizo del conjunto. Salvo algunos adornos geométricos en las arquivoltas de los tres portales y en el hastial de la nave, llama la atención la desnudez de ese bloque: la impresión de conjunto está sujeta a las líneas arquitectónicas, en primer lugar a los cuatro macizos contrafuertes, que acompañan la vista desde el suelo hacia las torres; luego a los diez grandes ventanales, cuya base se prolonga mediante cordones salientes.
Las torres se dividen en tres plantas de igual altura, cuya progresión acentúa el impulso de la mirada hacia el cielo. La planta inferior es ciega y tiene siete arcadas estrechas en cada cara. El segundo nivel es más ornamentado y menos denso: cinco arcadas dibujadas por medias columnas geminadas. El tercer nivel, finalmente, es más espacioso y está ampliamente decorado: dos grandes crujías tienen cada una dos huecos separados por una columna; las enjutas están decoradas y las arquivoltas molduradas.
Dos flechas góticas del siglo XIII (de 80 y 82 metros de altura rematan estas dos torres románicas). Consisten en dos octágonos ahusados colocados sobre bases cuadradas, adornados con ocho pináculos que son a su vez octogonales en la torre norte y triangulares en la torre sur. Las torres simétricas están cada vez más ricamente decoradas a medida que se elevan.
La cabecera fue construida en el siglo XIII por un tal maestro Guillaume (GVILLELMVS) cuya lápida con una inscripción en letras góticas se encuentra debajo del muro del canalón. Fue reconstruida en el siglo XVII tras el derrumbe en 1566 de la aguja del cimborrio. Los cuatro pináculos rematados en flechas le dan ese aspecto original que se encuentra en la catedral de Coutances, así como en el coro de la catedral de Bayeux.
El exterior presenta el humilde alzado siguiente: el muro lateral está ritmado por una sucesión de crujías y grandes contrafuertes, el piso superior, más elaborado, ofrece una banda continua de arcadas chapadas, dos estrechas arcadas ciegas separan las crujía unas de otras. La cabecera, completamente remodelada en época gótica, está rematado por dos pares de pináculos que, una vez más, contribuyen a la increíble impresión de impulso vertical que se produce también en este lado de la iglesia. Las dos naves laterales se encuentran al nivel del ábside en un deambulatorio que se abre a trece capillas absidiales. En la década de 1720, el terreno al este de la abadía se rellenó con 25 pies para desarrollar los jardines (actual explanada Jean-Marie Louvel). Por lo tanto, el pie de la cabecera ha quedado ligeramente enterrado.

El exterior de la iglesia de Saint-Étienne
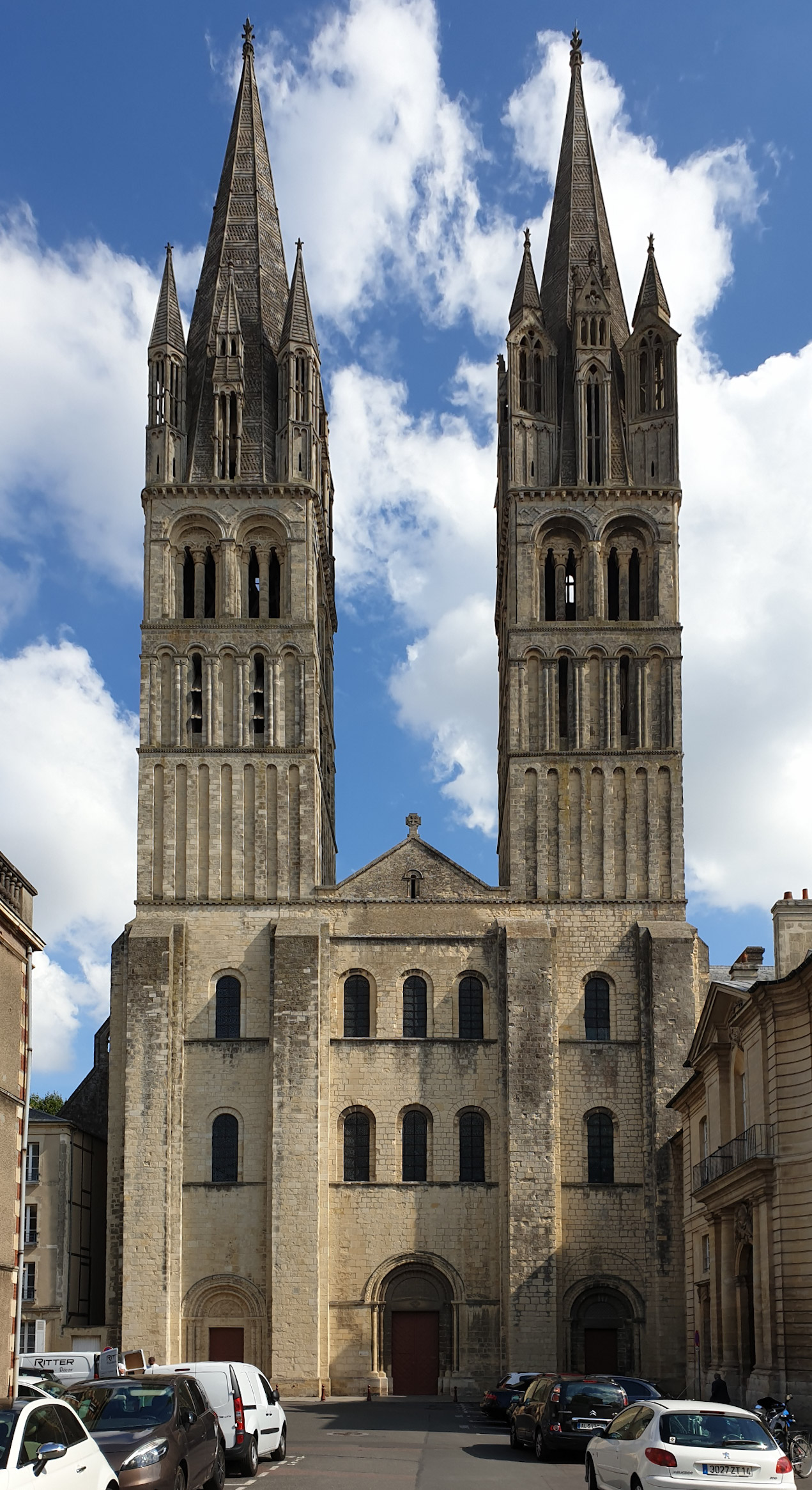
Fachada occidental
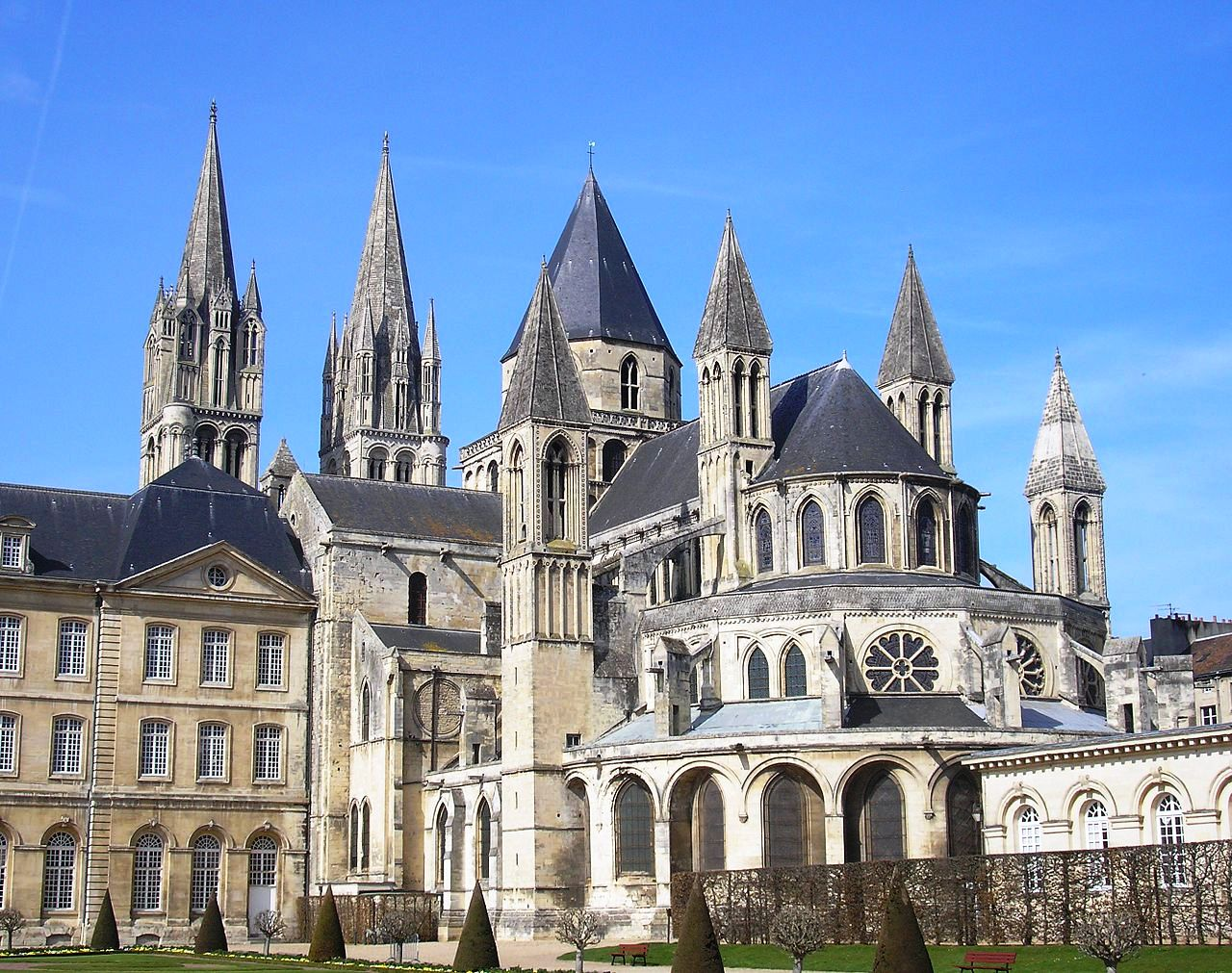
Cabecera desde la explanada
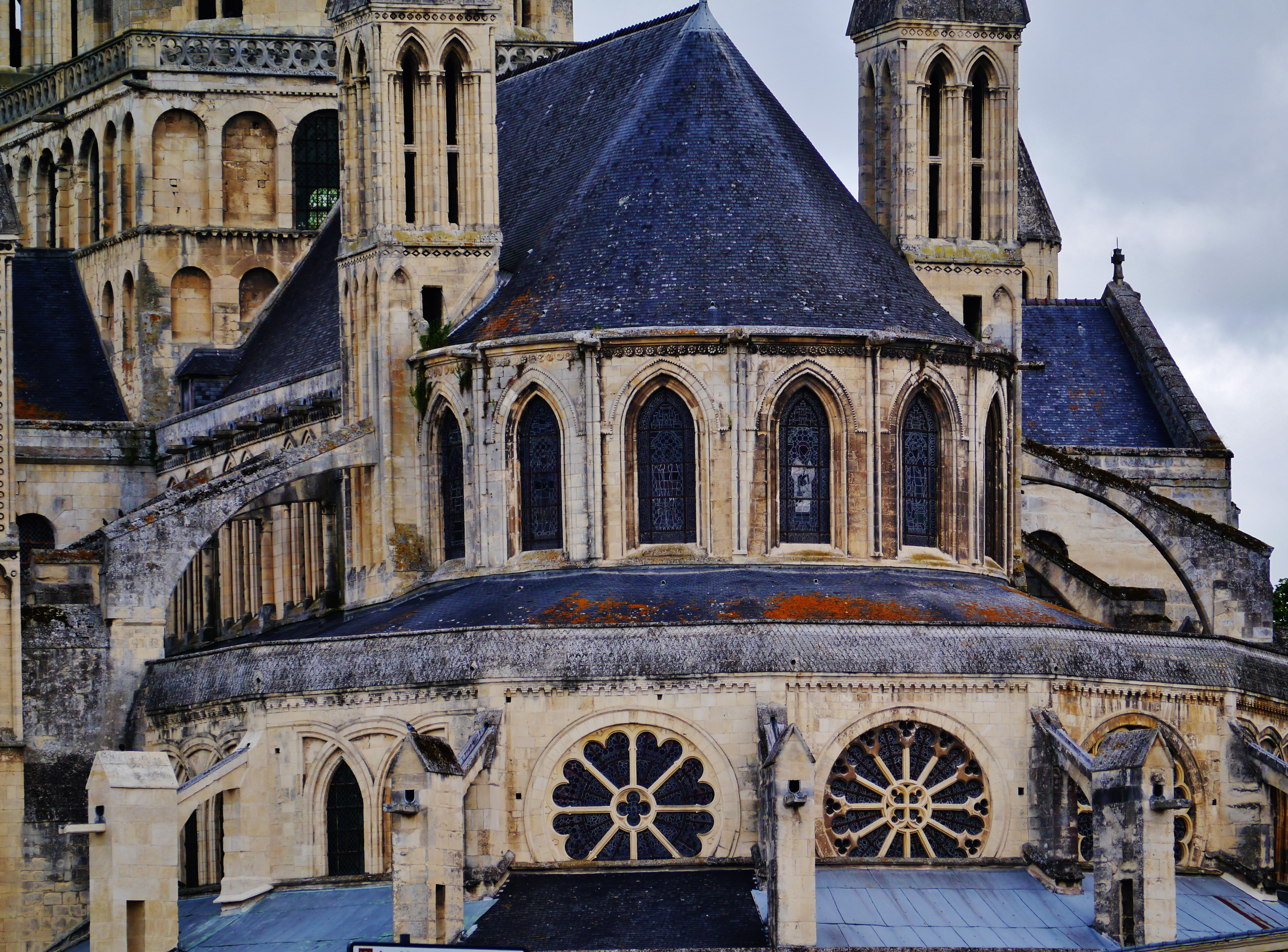
Detalle de la cabecera
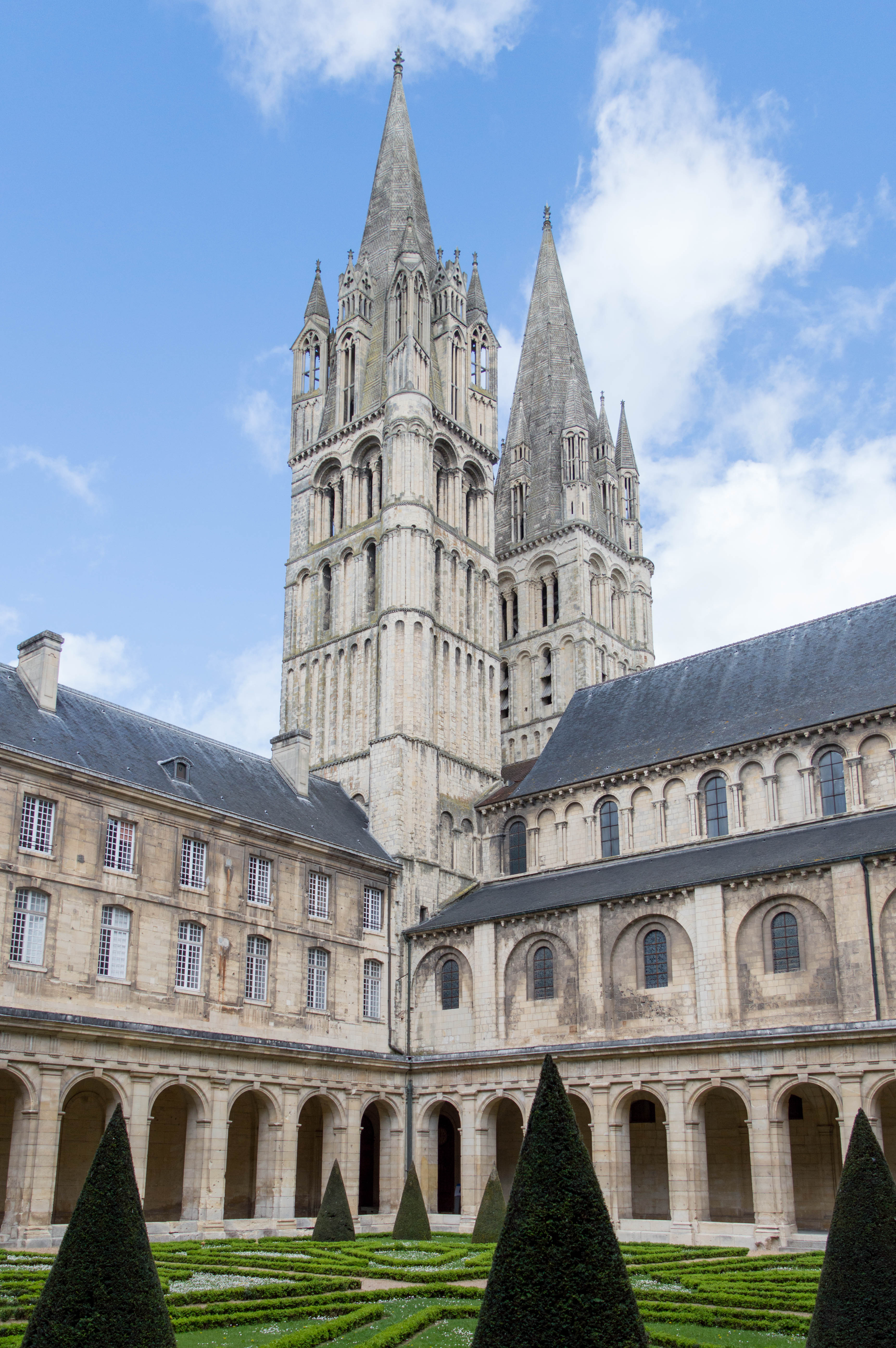
Vista desde el claustro

### Arquitectura interior

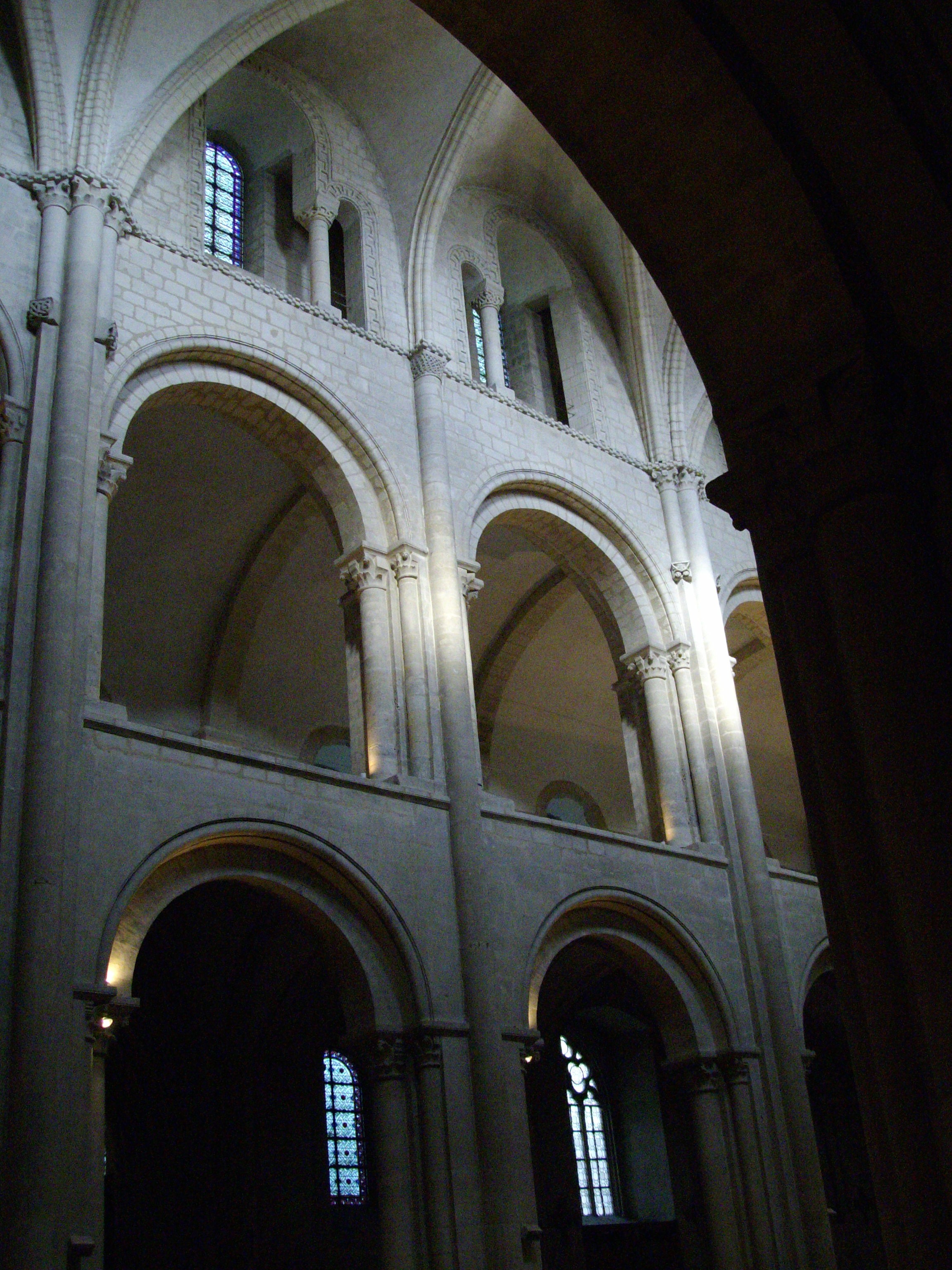
El alzado románico de la nave en tres niveles

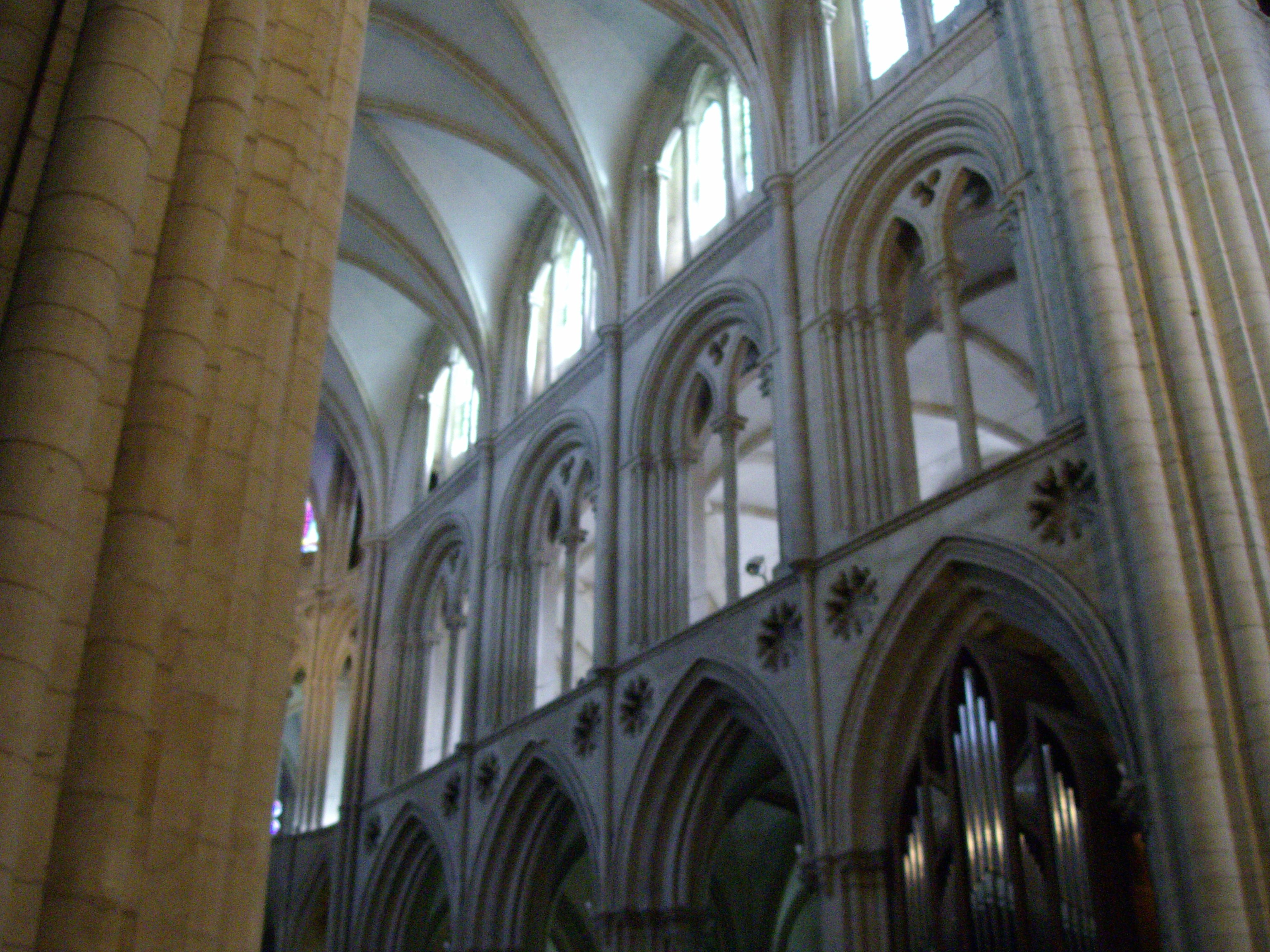
El alzado gótico del coro en tres niveles

La nave tiene 56 metros de largo y constituye un perfecto ejemplo del estilo románico normando. Cada una de las ocho crujías, la primero de las cuales está ocupada por el órgano, incluye tres niveles: el de las grandes arcadas de la planta baja, el de las tribunas del primer piso, el de las ventanas altas (el claristorio) de la segunda planta. En los niveles inferior e intermedio las arcadas son de medio punto, con dobles volutas (el arco exterior es moldurado); las altas ventanas ofrecen, para dos crujías, cuatro arcadas decoradas, simétricas de dos en dos. La unidad elemental de este alzado es de dos crujías, sutilmente delimitadas por la alternancia de los apoyos (pilar débil formado por una simple media columna, que recibe el arco fajón de la bóveda; pilar fuerte formado por una media columna reposando sobre un protector contra salpicaduras, que soporta un arco fajón y dos nervaduras). La planta de la tribuna tiene como finalidad, mediante su bóveda de medio cañón, soportar los muros de la nave. Al nivel de las ventanas, una galería, la «coursière», permite recorrer toda la iglesia abacial. Originalmente cubierta con una estructura de madera (¿techo plano o bóveda de cañón como en la nave del Mont-Saint-Michel?), la nave recibió, a partir de 1115, bóvedas sexpartitas, con bóvedas de crucería de medio punto. Estas bóvedas serían, después de las de la catedral de Durham en Inglaterra y de las de la abadía de Lessay (Mancha), construida hacia 1115-1120, las bóvedas de crucería más antiguas de Francia. La tribuna norte está ocupada por un reloj con la inscripción: «Dérigée par Fierville commis, exécutée par Gautier à Caen 1744» [Dirigida por Fierville commis, ejecutada por Gautier en Caen 1744].
Las naves laterales están abovedadas con nervaduras, las tribunas están abovedadas con medio cañón, la nave está abovedada con nervaduras sexpartitas, habiendo recibido cada grupo de dos crujías una bóveda de crucería con nervaduras molduradas que caen sobre unas cortas columnillas unidas a los protectores contra salpicaduras de los pilares fuertes.
El transepto tiene dos brazo en cuyo fondo hay una tribuna y con vistas a un absidiolo con bóveda de arista; el crucero sostiene un cimborrio cuadrado de dos niveles que soporta una bóveda de crucería, de la que parten arquerías dibujadas en el primer piso mediante columnas cilíndricas.
Antiguamente un jubé (mámpara) separaba el coro de la nave. Construido en 1724, fue destruido durante la Revolución.
El coro de la iglesia abacial de Saint-Étienne en Caen fue el primer edificio construido tras la anexión de Normandía al dominio real francés (1204) aunque algunos historiadores piensan que pudo iniciarse en 1195, pero es una tesis objeto de debate. Es testimonio de la tímida introducción del estilo gótico en la región y de la resistencia del estilo normando. La decoración de pequeñas rosas, tréboles y cuatro hojas es típicamente normanda. Hay trece capillas radiantes.

#### La técnica normanda del muro grueso

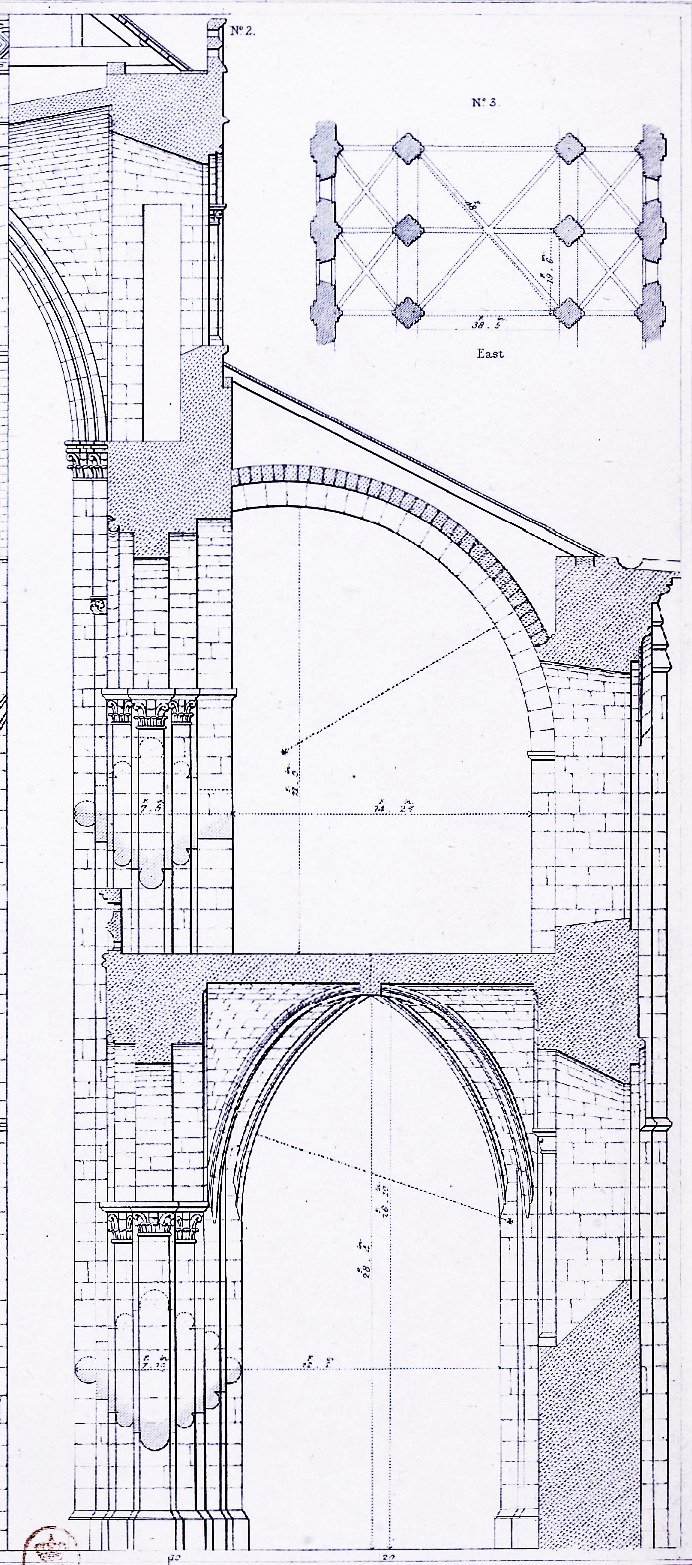
Sección

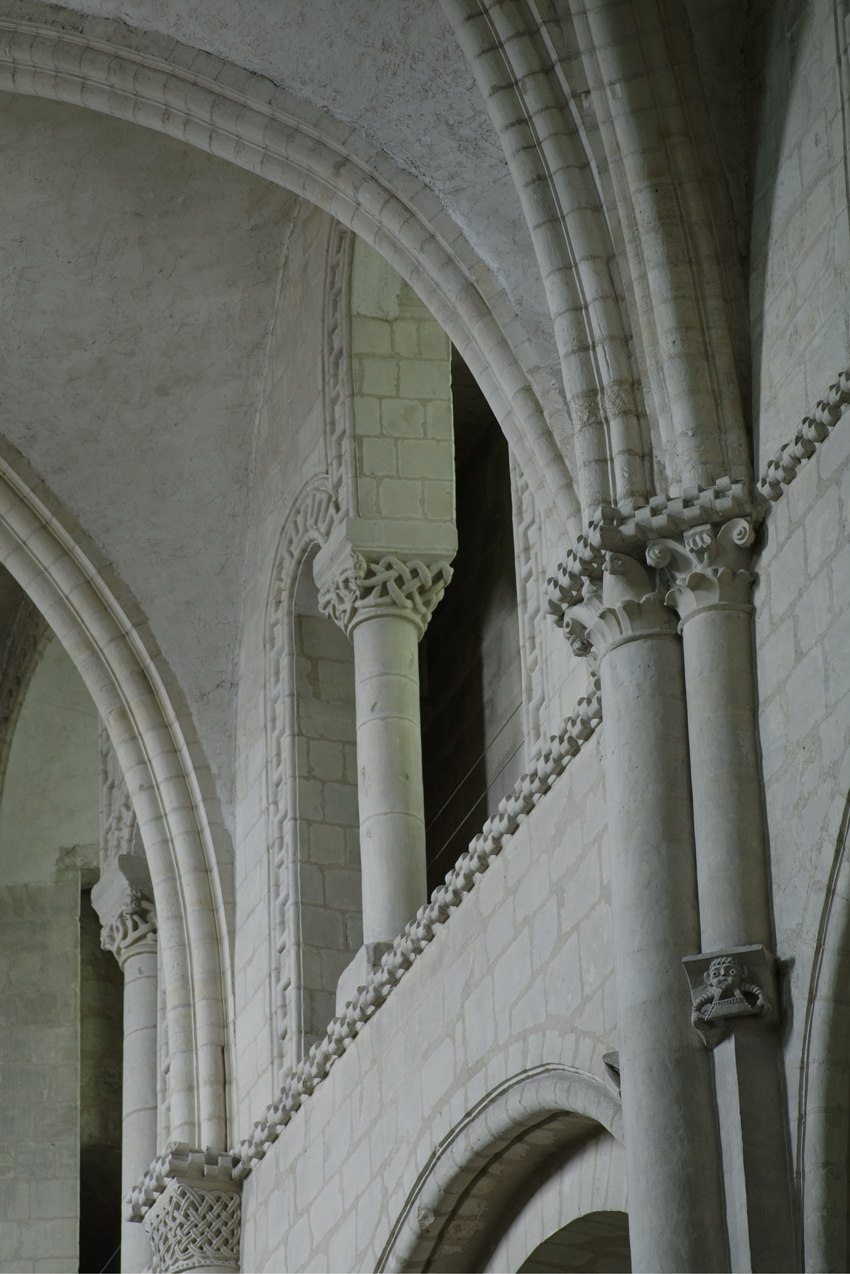
La coursière (galería-pasaje) periférica en el espesor de la pared

Los muros de la nave central  hacen uso de la técnica normanda del «muro grueso» (mur épais), esto es, ensanchándolo y disponiendo en su interior una galería-pasaje de circulación (coursière). El ensanchamiento contribuye a estabilizar mejor los muros frente a los empujes de las bóvedas, haciendo innecesarios los refuerzos con contrafuertes (técnica del muro fino plano, mur mince).  La abadía de Bernay parece haber sido el prototipo y la catedral de Saint-Bénigne de Dijon probablemente fuera la primera aplicación del principio de la galería-pasaje de comunicación (coursière), pero será la iglesia de Saint-Étienne de Caen en la que utilizará sistemáticamente y que influirá en las construcciones del mundo anglo-normando.
Este sistema de refuerzo del muro mediante enormes arcos o de armaduras de aspecto más ornamental, pero que desempeñaban un cierto papel de refuerzo, fue una constante en el dominio normando. Las arcadas que, conformando el orden colosal, encierran los dos niveles del muro exterior de las naves laterales de la iglesia de Saint-Étienne en Caen, se inscriben en la misma tendencia y refuerzan las esperas de las medias bóvedas de cañón interiores de las tribunas, construidas a partir del siglo XI, durante la primera campaña de construcción.
Esta asociación de un aligeramiento visual del muro con un refuerzo de facto de la estructura es uno de los mayores éxitos de los constructores normandos. Favorecerá la puesta en marcha de bóvedas aún pesadas, aunque en Bernay y en la iglesia de Saint-Étienne de Caen, no había ninguna intención original de realizar abovedamientos. La concepción misma de los muros se adaptaría perfectamente al abovedamiento posterior.

#### Las bóvedas sexpartitas

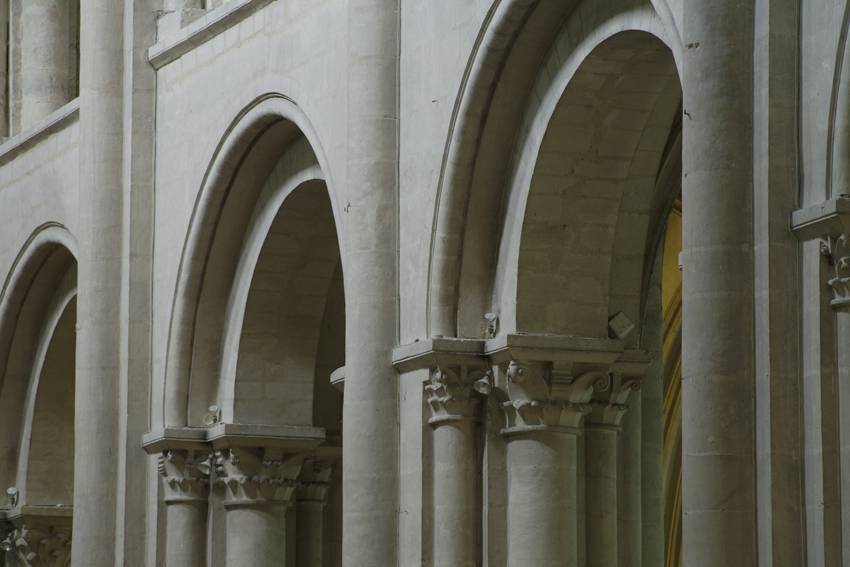
Los pilares fuertes y débiles de la nave románica estarían en el origen de las primeras bóvedas sexpartitas sobre bóvedas crucerías de crucería

La construcción de la iglesia de Saint-Étienne es una continuación de los avances técnicos aportados por los normandos: no hay apenas controversia en considerar que las primeras bóvedas de crucería perfectamente formadas son las del mundo anglo-normando. La inglesa catedral de Durham —construida alrededor de 1093 por el obispo Guillermo de Saint-Calais, consejero de los duques de Normandía y de los reyes ingleses Guillermo el Conquistador y Guillermo el Rojo— muestra soportes torpemente concebidos para recibir las nervaduras, pero la complejidad de las molduras y la perfección de las formas muestran que se tuvo que haberse beneficiado de pruebas anteriores. Se conocen las siguientes etapas, hacia 1110 se lanzaron sobre el coro las bóvedas cuatripartitas que desaparecieron.
Las bóvedas de ojivas de la abadía de Sainte-Trinité de Lessay (ahora en el departamento de La Mancha, Normandía) que pueden fecharse con seguridad antes de 1098 por el enterramiento en el coro de la iglesia abacial de Eude au Capel, hijo del fundador y senescal de Guillermo el Conquistador, tienen errores que atestiguan una investigación un tanto empírica porque fue durante la construcción cuando se tomó el deseo de abovedar el transepto introduciendo muy torpemente la caída de las nervaduras. Los dos proyectos deben haberse inspirado en logros anteriores que, sin duda, serían muy diferentes.
En la iglesia Saint-Étienne de Caen, durante una remodelación hacia 1115, el arquitecto innovó lanzando bóvedas sexpartitas en la nave del edificio construido en el siglo XI con los soportes alternos que también se encuentran en la iglesia de Notre-Dame de la abadía de Jumièges y que habían facilitado esta solución. Este tipo de bóveda conduce a la serie de catedrales con bóvedas sexpartitas del primer arte gótico y constituyó un hito importante en la historia de la arquitectura.

La evolución de las bóvedas en el mundo anglo-normando
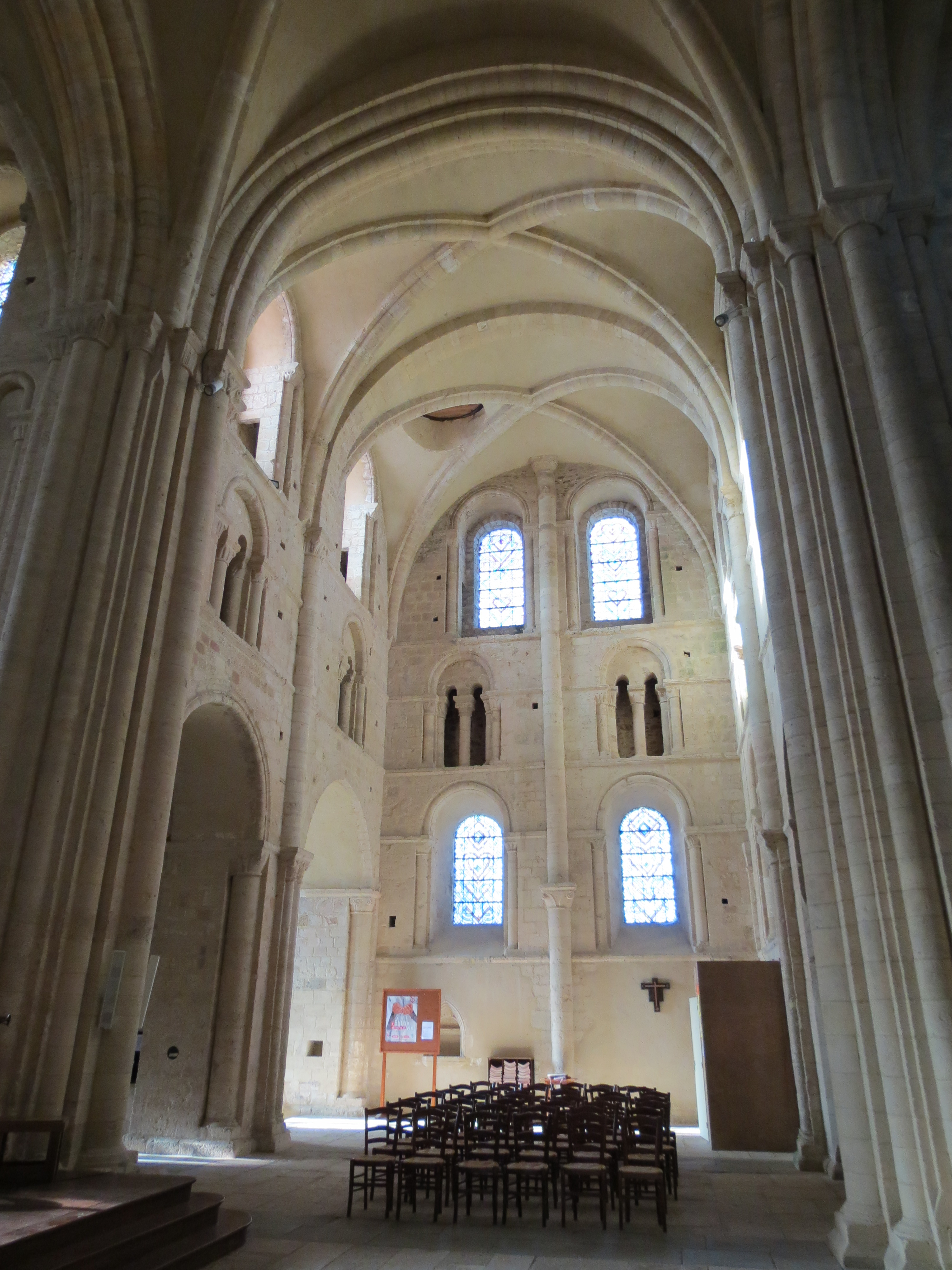
Abadía de Lessay, brazo sur del transepto abovedado con crucería
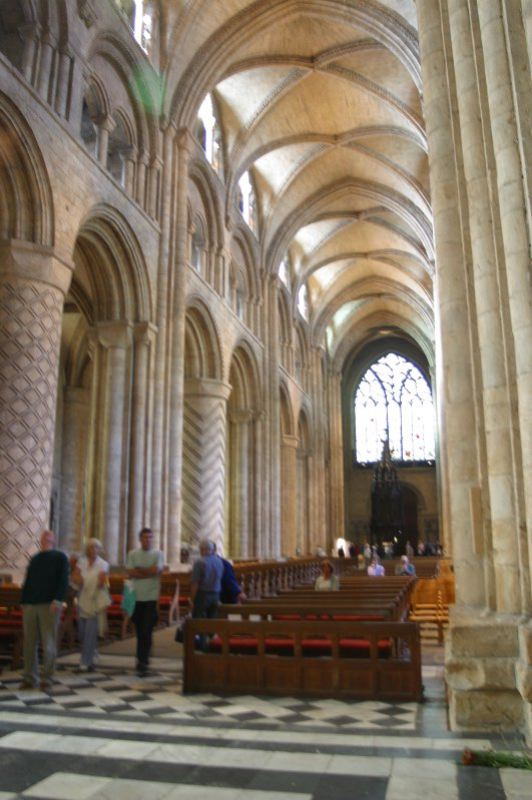
Catedral de Durham, enteramente con bóveda de crucería
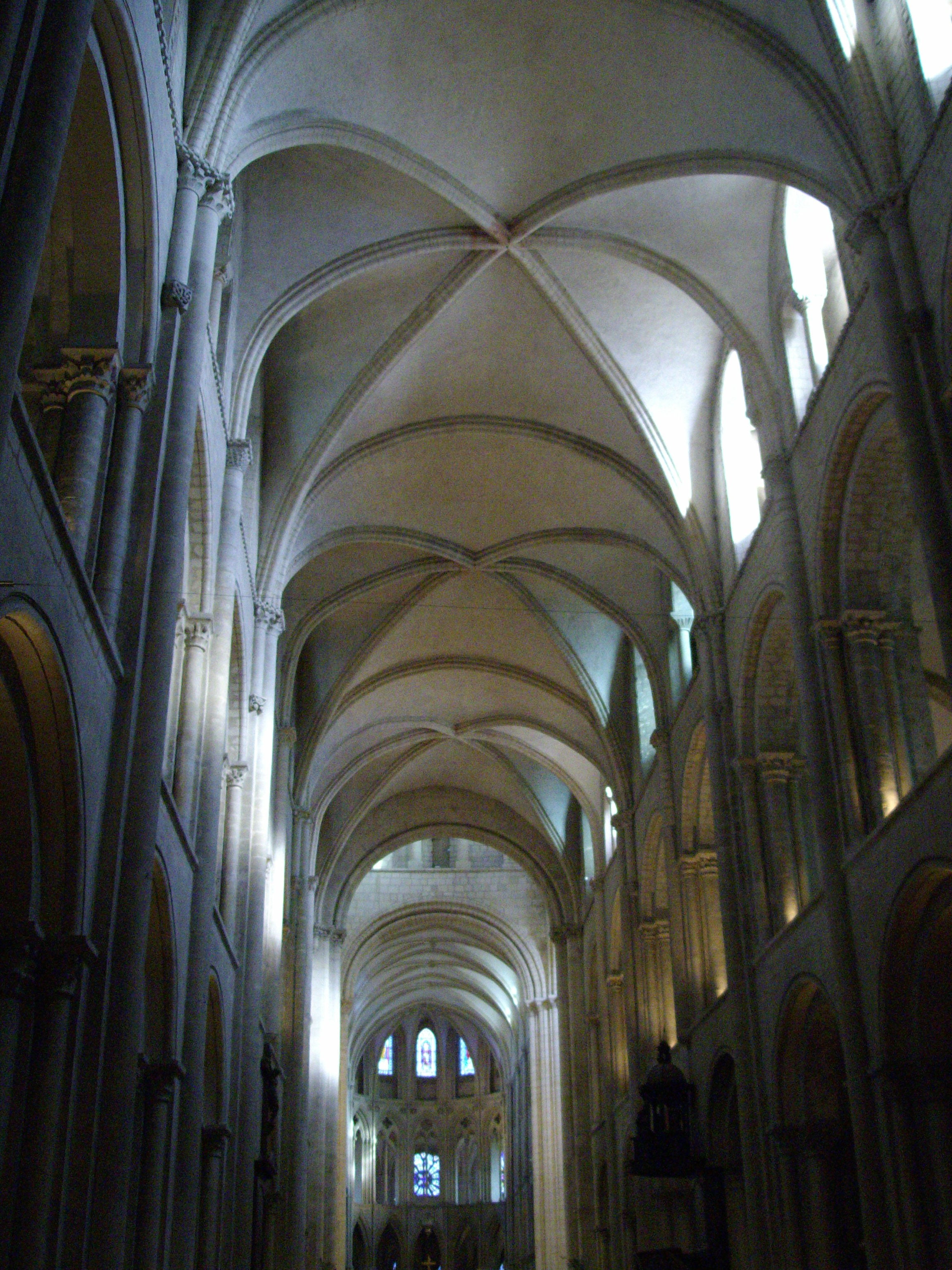
Iglesia de Saint-Étienne de Caen, primeras bóvedas sexpartitas
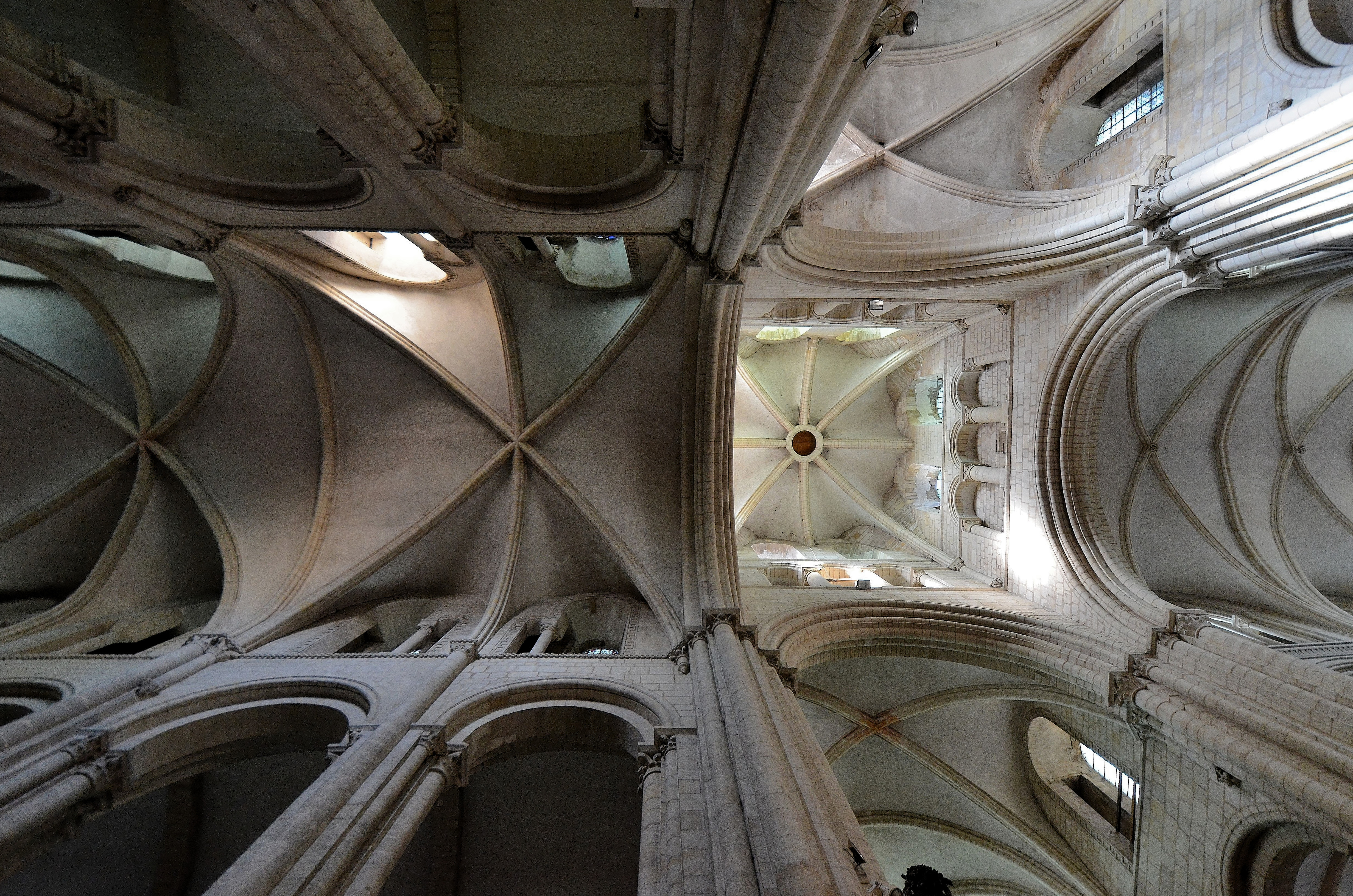
Vistas de las mismas bóvedas de Saint-Étienne
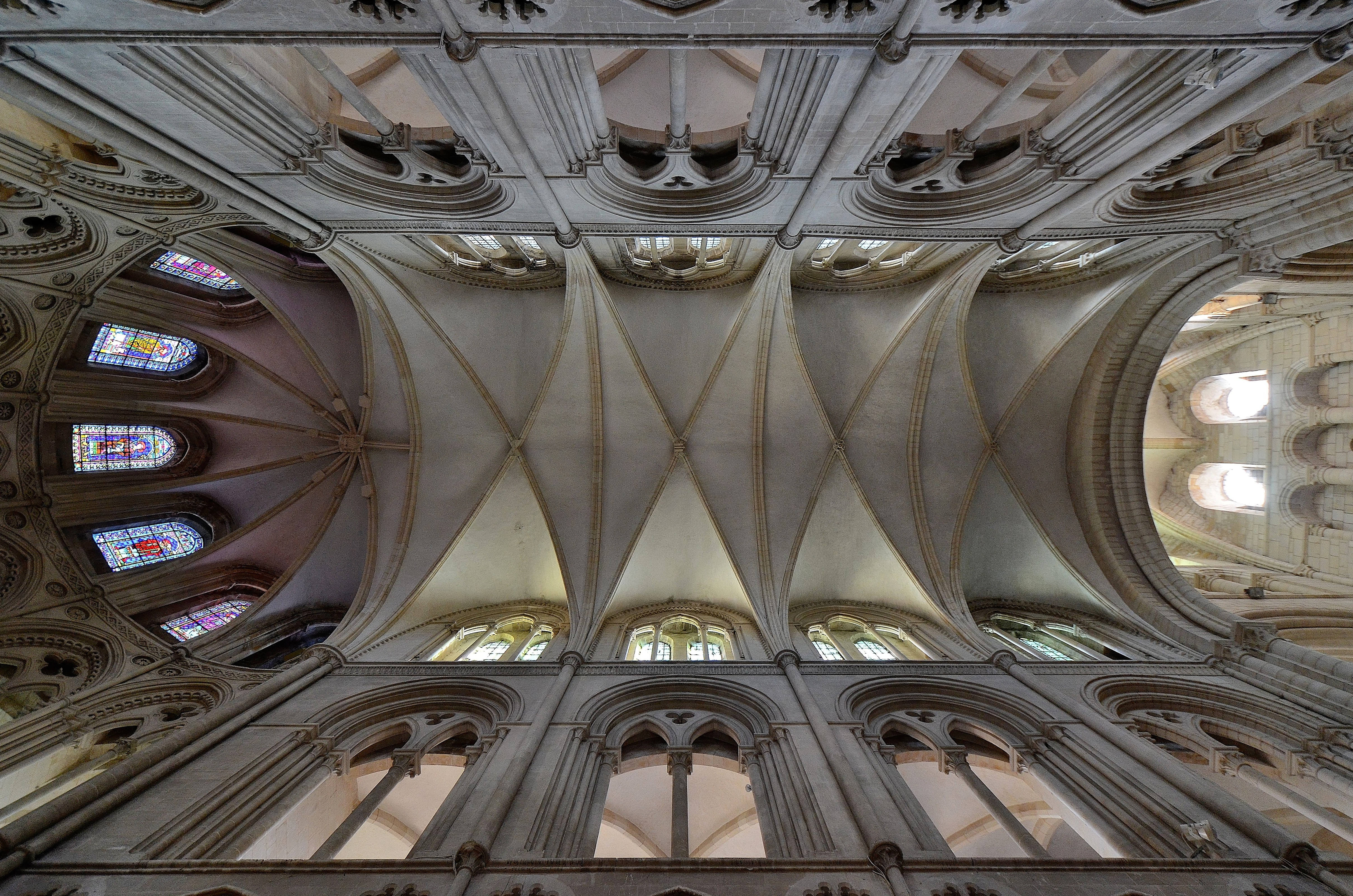
Abovedamiento del córo en Saint-Étienne

## Los edificios monásticos

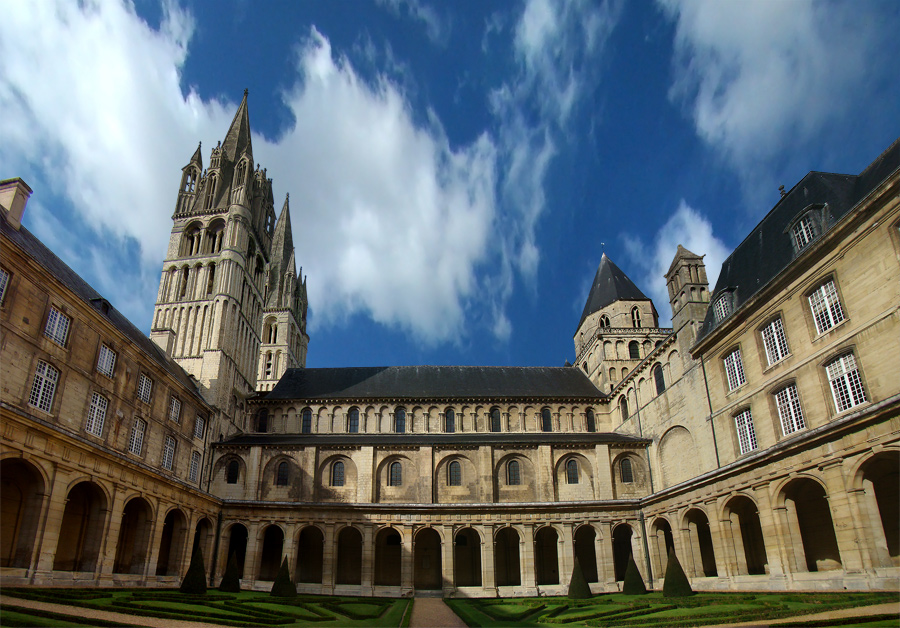
El claustro y los edificios mauristas al sur de la iglesia de Saint-Étienne

Cuando los mauristas tomaron posesión de la abadía, reconstruyeron los edificios con el mismo estilo clásico y el mismo funcionamiento que se encuentra en todas sus realizaciones, respetando las exigencias de concepción de la Regla de San Benito que imponía la clausura monástica alrededor de un claustro sirviéndose del coro eucarístico de la iglesia con un acceso fácil a los dormitorios para los servicios nocturnos, vista directa desde el claustro de la sala capitular para que nadie ignorase una asamblea de la comunidad, los lugares de vida: el refectorio y la sala de calentamiento, las áreas de estudio, el scriptorium. La zona abierta sobre el exterior comprendía las funciones de acogida y de gestión de la abadía.
Las conexiones con la iglesia se realizan, como en la mayoría de los monasterios, por el brazo sur del transepto con la escalera conduciendo desde los dormitorios al coro de los monjes para los servicios nocturnos, la sacristía conectada con los altares y luego la sala capitular dando al claustro cuya fachada norte está limitada por la iglesia y la fachada sur como en prácticamente todos los monasterios por el refectorio. 
La armonía visual entre los dos grupos de edificios de diferentes épocas está garantizada por la hermosa piedra de Caen y la búsqueda de sencillez y eficacia de la Congregación de San Mauro. Después de la Revolución, sus sólidas construcciones que no terminaron en canteras de piedra —como la abadía de Saint-Georges de Boscherville o la abadía de Jumièges— se convirtieron a menudo en edificios industriales como en la abadía de Aunay o la abadía de Saint-Martin de Séez de François Richard-Lenoir y las abadías urbanas en edificios públicos como en Caen, donde albergan una escuela secundaria y luego el ayuntamiento.

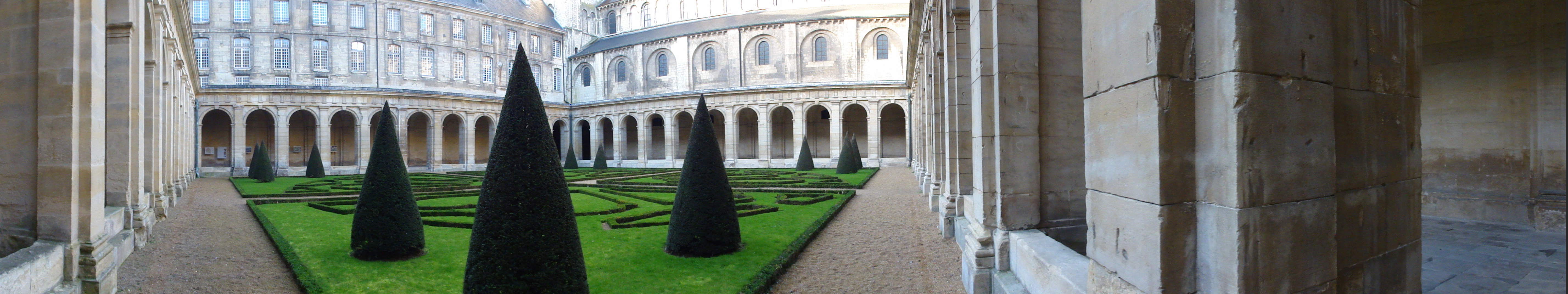
El claustro, centro de la vida de los monjes con la iglesia de Saint-Étienne al norte, el santuario donde se realiza el oficio divino, las reliquias, el coro de los monjes y en la parte oeste de la iglesia la acogida de visitantes y los peregrinos, al este la sacristía, la sala capitular, lugar de reunión y de toma de decisiones de los religiosos y encima los dormitorios y el scriptorium, al sur, la escalera principal, el refectorio, al oeste: el salón, la escalera oeste y encima de los dormitorios y otras zonas de estar del recinto monástico.

### La influencia en el mundo anglo-normando

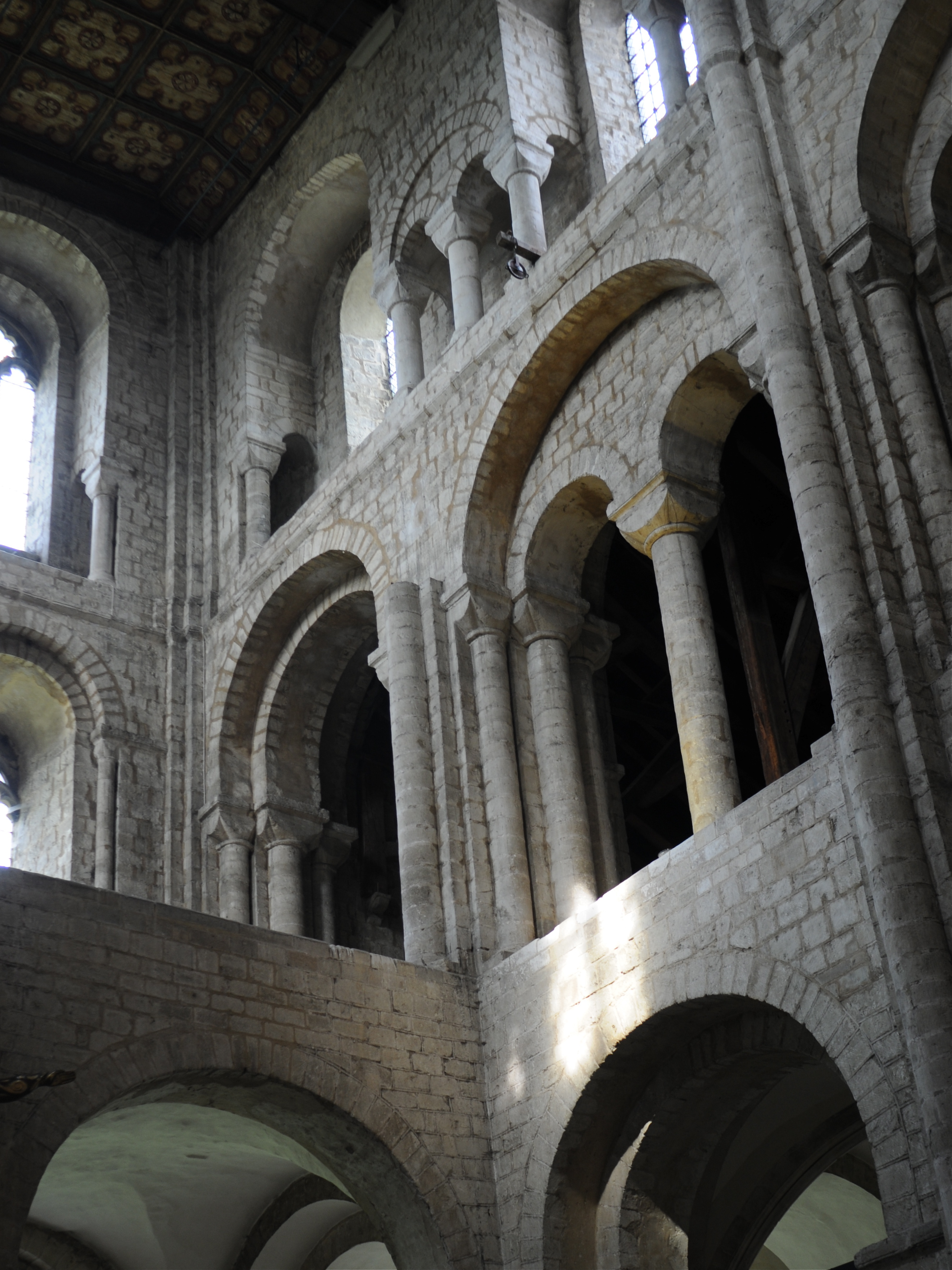
Transepto normando con pasadizo de la catedral de Winchester

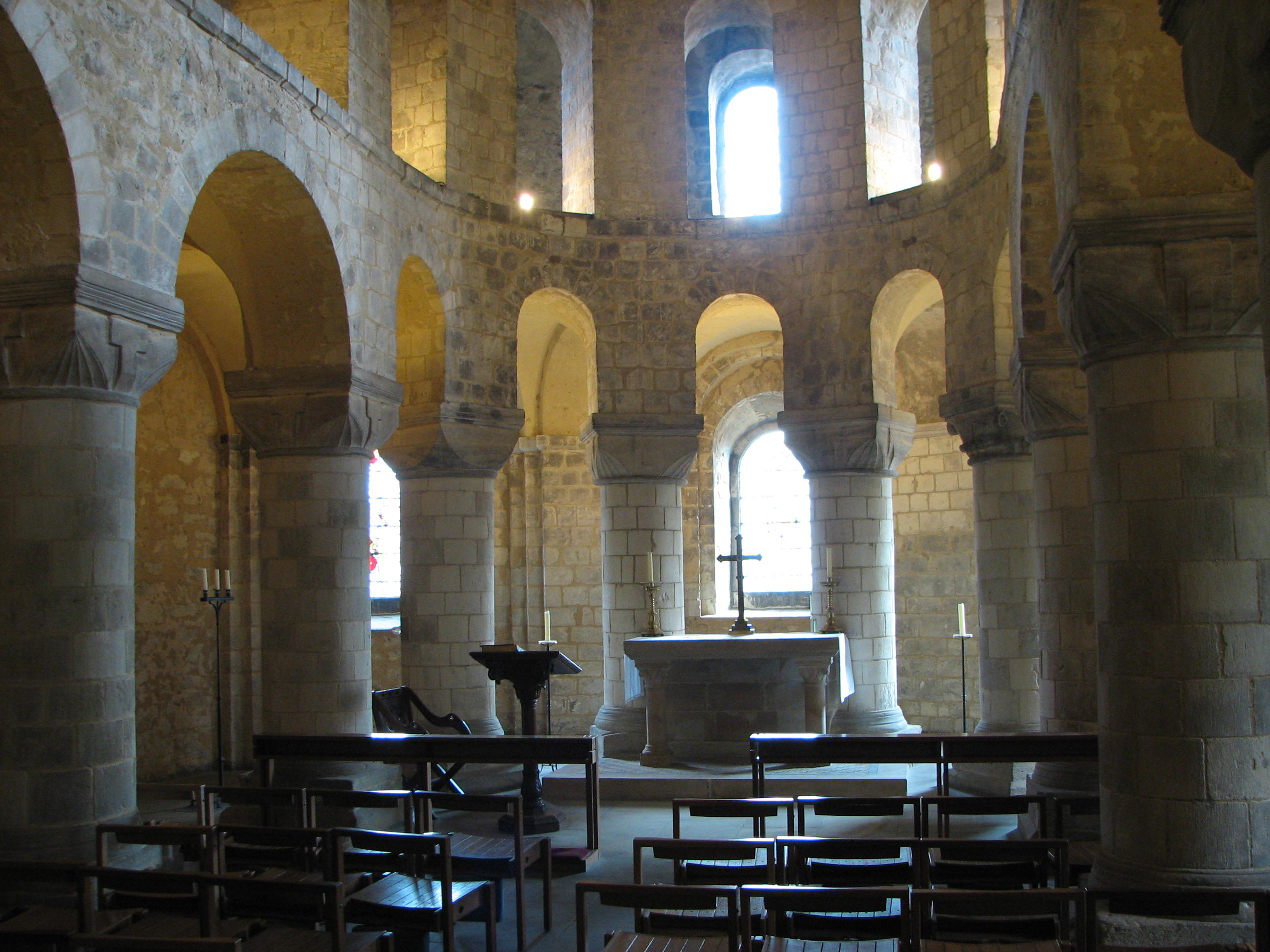
Capilla de San Juan en la Torre de Londres en la Torre de Londres, primeros capiteles à godrons hacia 1080.

Fueron numerosos los obispos y abades de Saint-Étienne que participaron en la reorganización de la Iglesia de Inglaterra y que llevaron allí los conocimientos desarrollados en la abadía de Saint-Étienne por Lanfranco para el duque-rey, y que debierón servirles de referencia. Después de la conquista, se reemplazaron las destruidas iglesias anglosajonas, generalmente pequeñas y a menudo de madera, por vastos edificios de piedra para marcar la superioridad y el carácter permanente de la presencia normanda entre la población.
- Siguiendo a Lanfranco quien, después de haber iniciado la construcción de Saint-Étienne, reedificó la catedral de Canterbury y contrató a Gundulphus para reconstruir la catedral de Rochester, Walchelinus, nombrado obispo en 1070, inició la construcción de la catedral de Winchester. La iglesia y los edificios adyacentes de la catedral de St Albans fueron reconstruidos con la ayuda de Lanfranco por Paul, abad, en 1077.
- Gundulphe, obispo de Rochester en 1077, al igual que Ernulphe, había acompañado a Lanfranco desde la abadía de Bec y quizás dirigió la construcción de Saint-Étienne, construyó el donjon de West Malling, que existe bajo el nombre de Torre de Saint-Léonard y que está considerada como la torre del homenaje anglo-normanda más antigua. Reconstruyó la catedral de Malling bajo el consejo de San Anselmo y edificó varias iglesias, incluidas las de Darenton y Dartford y la Torre de Londres.
- Ernuphe, prior de Canterbury destruyó en 1093 la cabecera construida por Lanfranc para sustituirla por un edificio más rico. Abad de la catedral de Peterborough en 1127, reconstruyó los edificios del convento. obispo de Rochester en 1114, reconstruyó el dormitorio, la capilla y el refectorio.
- Radulfo (Radulphe) de Vaucelles, prior de Saint-Étienne, fue abad de la abadía de Saint-Martin de Séez en 1088, obispo de Rochester en 1108 y arzobispo de Canterbury en 1115.
- Turtin fue abad de la abadía de Glastonbury en 1081, Roger, capellán de Guillermo, prior de Saint-Étienne, construyó como abad de la abadía de Mont-Saint-Michel la bóveda que se derrumbó poco después, luego se convirtió en abad de Cerne (Brain). Enrique fue prior de Canterbury, Guillermo de Corbeil, prior de Saint-Étienne, arzobispo de Canterbury en 1130 y continuó las obras de la catedral, consagrándola, así como la de Rochester en 1130. Construyó el donjon de Rochester.
- Radulphus, prior de Rochester en 1107 cubrió la catedral con plomo, completó el muro circundante y erigió nuevos edificios. Se convirtió en prior de Canterbury y abad de Senlac sobre el lugar de la batalla de Hastings. Herluin, abad de Canterbury, reconstruyó en 1090 la iglesia de la abadía.
- Guillaume du Hommet, el último monje de Saint-Étienne elevado a una alta dignidad, prior de Frompton, abad de la catedral de Westminster en 1214, parece haber formado parte de la planta del coro. En 1215 asistió al IV Concilio de Letrán y luego fue enviado a la Corte de Francia.

Generalmente se acepta la influencia de las construcciones normandas y, en particular, de Saint-Étienne. A esta evolución le siguió una contracorriente de Inglaterra hacia Normandía, en particular para los capiteles cúbicos yuxtapuestos presentes en la catedral de Durham, que se convirtieron en capiteles à godrons (adornados) como en la abadía de Sainte-Trinité en Lessay.
Además de la influencia que Saint-Étienne tuvo a través de estos monjes, también es evidente que habría ejercido una mayor influencia sobre los obispos y abades que, sin ser antiguos monjes de Saint-Étienne, a menudo debieron tomar como modelo la obra del duque-rey, en particular, en la abadía de Fécamp, la abadía de Saint-Ouen de Rouen, la abadía de Sainte-Trinité de Lessay, la abadía de Saint-Étienne de Fontenay, la abadía de Lonlay, la abadía de Saint- Pierre-sur-Dives y la abadía de Savigny.

### Influencia en el arte gótico normando
La iglesia de Saint-Étienne de Caen es la construcción original del gótico normando: toda la reflexión arquitectónica posteriores en la Baja Normandía se derivan de ella y, en gran medida, en la Alta Normandía.
```
Se descubren evidencias de ecos de la cabecera de la iglesia de Saint-Étienne de Caen en el ábside de la 
catedral de Coutances
, así como en el coro de la 
catedral de Bayeux
.
[
21
]
```

##### Dimensiones de la iglesia
Dimensiones exteriores
- longitud total del edificio: 111 m
- anchura de la fachada con torres: 28,30 m
- anchura de la fachada sin las torres: 8,60 m
- anchura del transepto: 42,10 m
- anchura de la nave: 26,70 m
- altura de la torre norte: 82 m
- altura de la torre sur: 80 m
- altura de la fachada con el hastial: 27,30 m
- altura de la fachada sin el hastial: 24,50 m.

Dimensiones interiores
- longitud total del edificio: 107 m
- longitud de la nave: 56 m
- longitud del coro, con el transepto: 40 m
- anchura de la nave: 11,45 m
- anchura total de nave más naves laterales: 22,35 m
- anchura total del transepto: 38 m;
- anchura de una nave lateral: 5,45 m
- anchura del coro: 11,25 m
- anchura del ambulatorio: 5,60 m.
- profundidad de una capilla en la parte derecha del coro: 4,80 m
- longitud de la capilla del Santísimo Sacramento: 16,70 m
- anchura de la capilla del Santísimo Sacramento: 6,70 m
- longitud de la capilla Halbout : 16 m
- anchura de la capilla Halbout : 9 m
- altura de la nave bajo la bóveda: 20,80 m
- altura de la torre-cimborrio bajo la bóveda: 31,20 m
- espesor del muro de fachada: 2,16 m
- espesor del muro de la nave: 1,65 m
- anchura de las arcadas de la planta baja: 3,60 m
- anchura de las arcadas de la tribuna: 4 m

#### Tumba de Guillermo el Conquistador
```

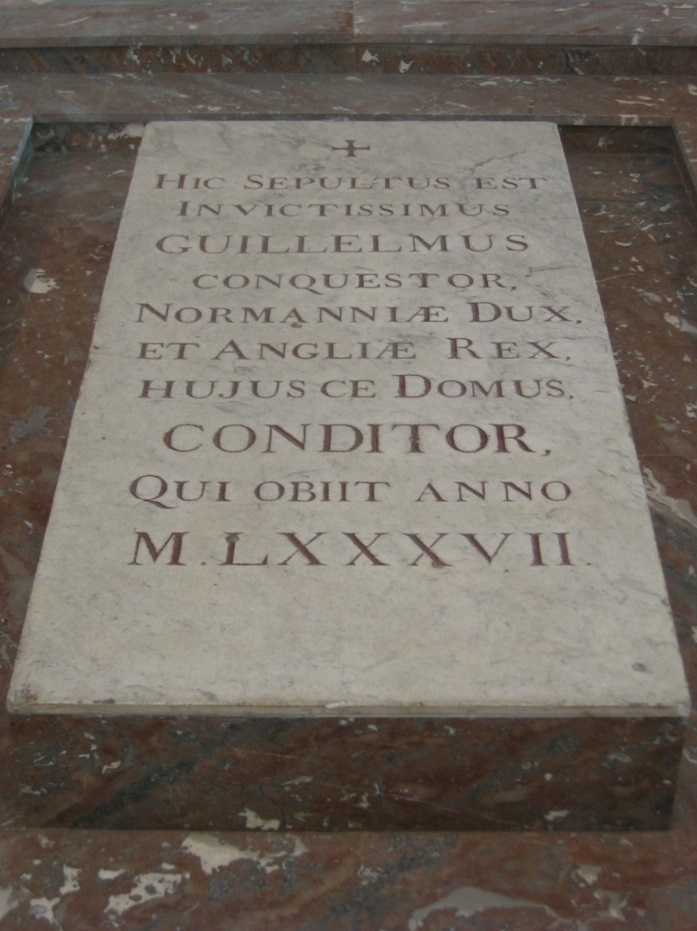
Tumba de Guillermo el Conquistador en el coro

La elección de este lugar por Guillermo el Conquistador como lugar de enterramiento, es un reflejo de su voluntad de qu está iglesia fuese un símbolo.
```

La tumba de Guillermo el Conquistador (fallecido el 9 de septiembre de 1087) estaba situada en el centro del coro (quizás debajo de la torre del cimborrio). Su hijo, Guillermo el Rojo, hizo construir un monumento de mármol, rematado con un yacente. Este monumento fue destruido en 1562 por los hugonotes. En 1742, la tumba quedó reducido a una simple bóveda recubierta con una lápida situada en el santuario. Durante la Revolución, la lápida del duque Guillermo fue nuevamente destruida. Fue sustituida en 1802 por la lápida visible hoy.
Lleva, en latín, la siguiente inscripción: 

HIC SEPULTUS EST • INVICTISSIMUS • GUILLELMUS • CONQUESTOR • NORMANNIÆ DUX • ET ANGLIÆ REX • HUJUSCE DOMUS • CONDITOR • QUI OBIIT ANNO • MLXXXVII
Aquí está sepultado el invencible Guillermo, el Conquistador, duque de Normandía y rey de Inglaterra, fundador de esta casa, fallecido en el año 1087.
Traducción propia de la Wikipedia

#### Escultura
La decoración es muy limitada. Los capiteles fueron restaurados en los siglos XVII y XVIII pero el análisis de los detalles es muy interesante porque muestra, por las dimensiones y proporciones de los bloques, por la presencia de capiteles con bustos, que los escultores de la catedral de Bayeux fueron trasladados a la obra de construcción de Saint-Étienne en Caen hacia 1070. Los capiteles de hojas derivados del corintio están omnipresentes en la primera campaña. Las obras del siglo XII con cestas con entrelazado están marcadas por probables aportaciones italianas en cestería muy regulares y ejemplos angloescandinavos por los pequeños dragones que terminan en entrelazados filiformes y desorganizados, dragones serpentinos con cuentas y otros temas variados como un avaro colgado de su bolsa.
Si se comparan estas esculturas con las de otros conjuntos, se puede señalar una fecha relativamente temprana, alrededor de 1115-1120, lo que también permite determinar la fecha de construcción de las bóvedas de crucería.

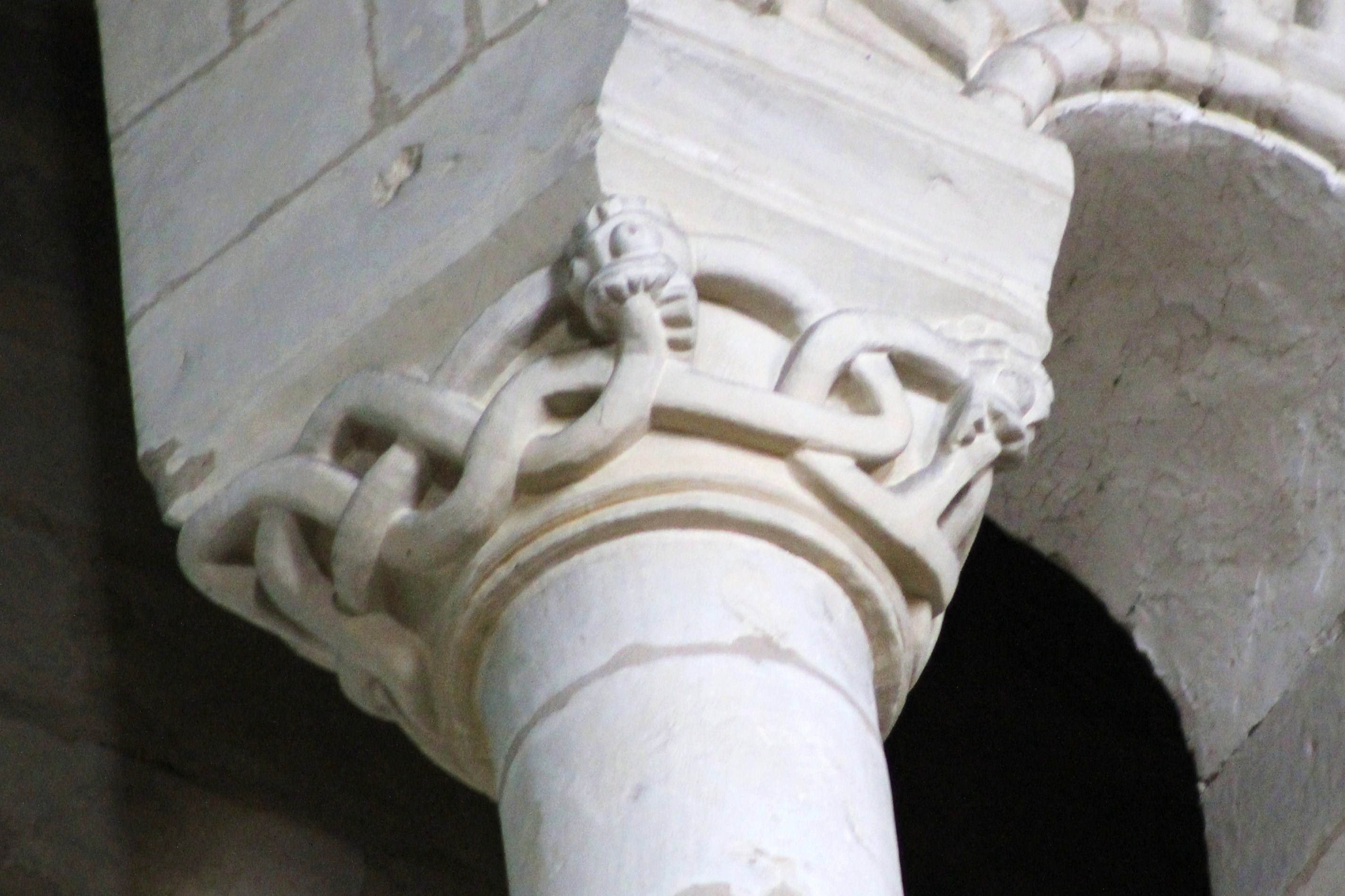
Serpiente
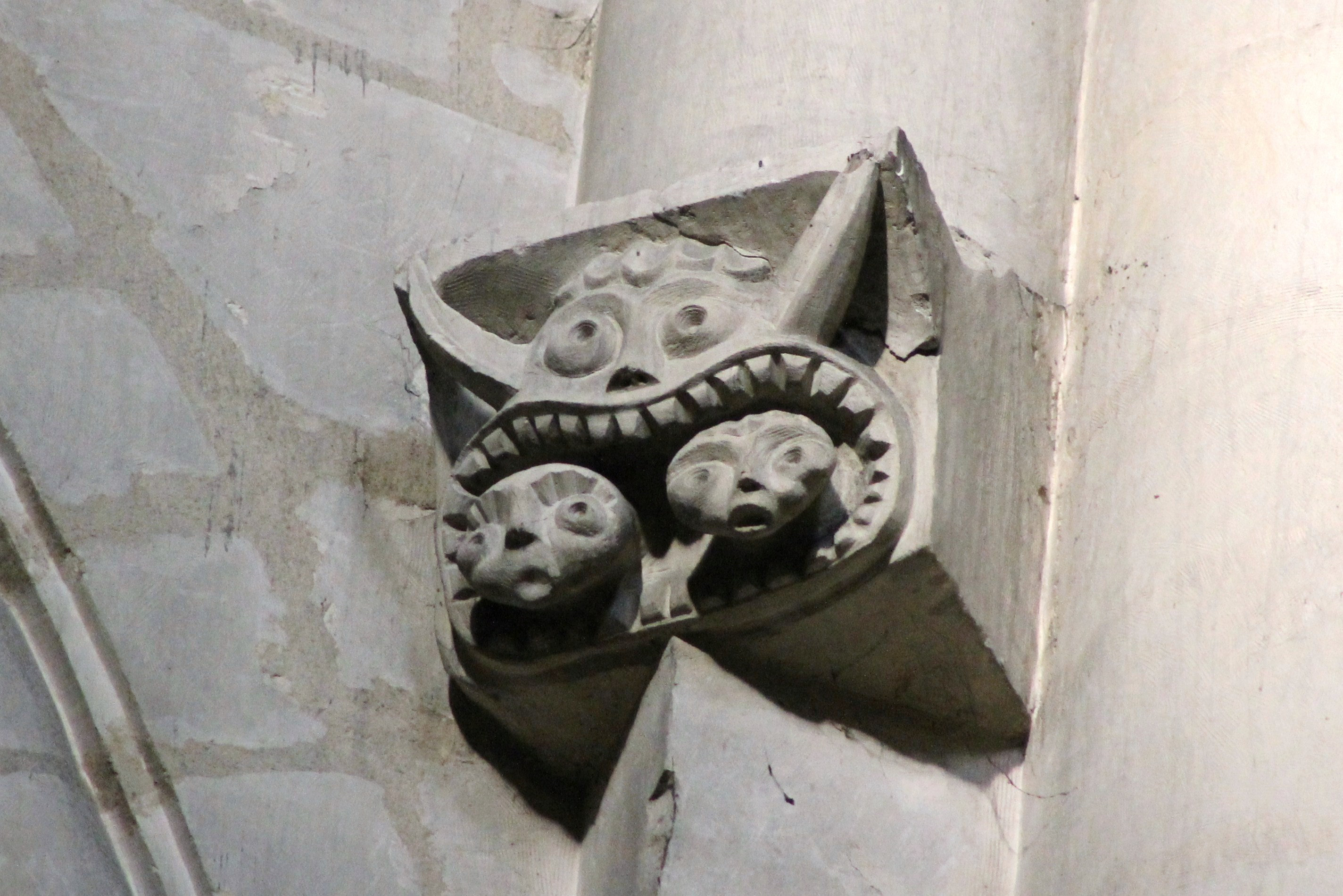
Engoulant (engullante)
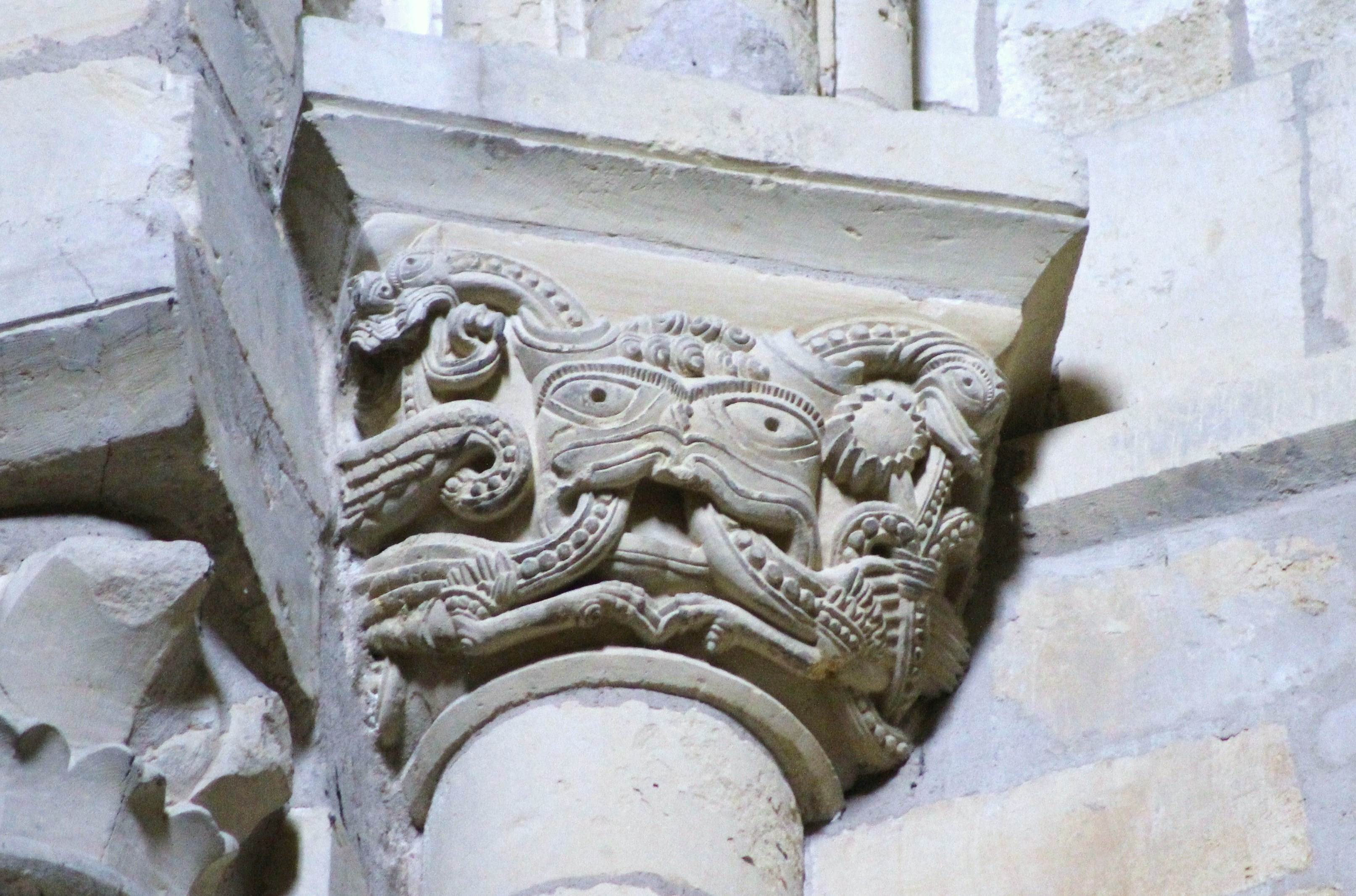
Engoulant
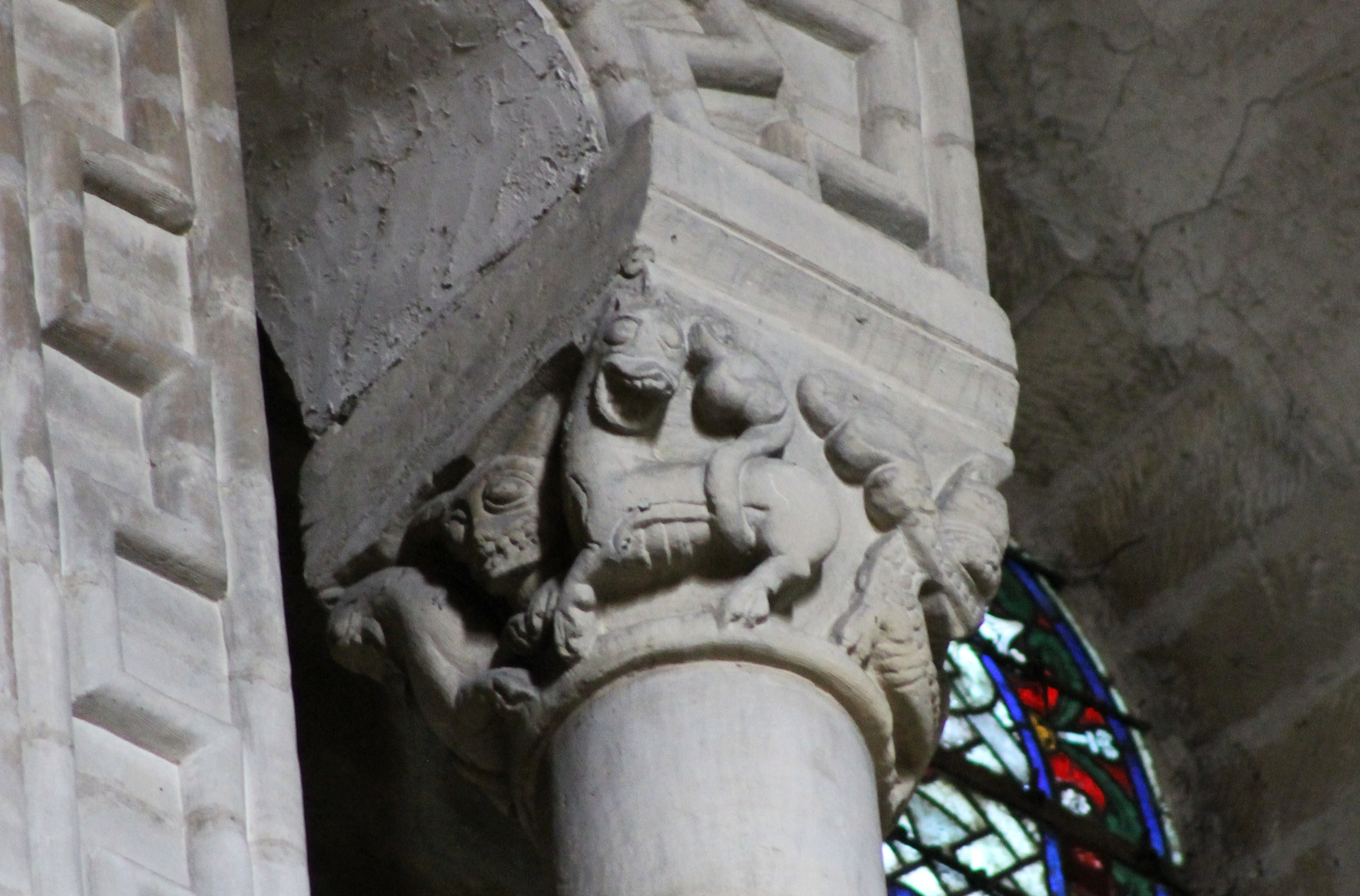
Caballo-león y otros animales fantásticos
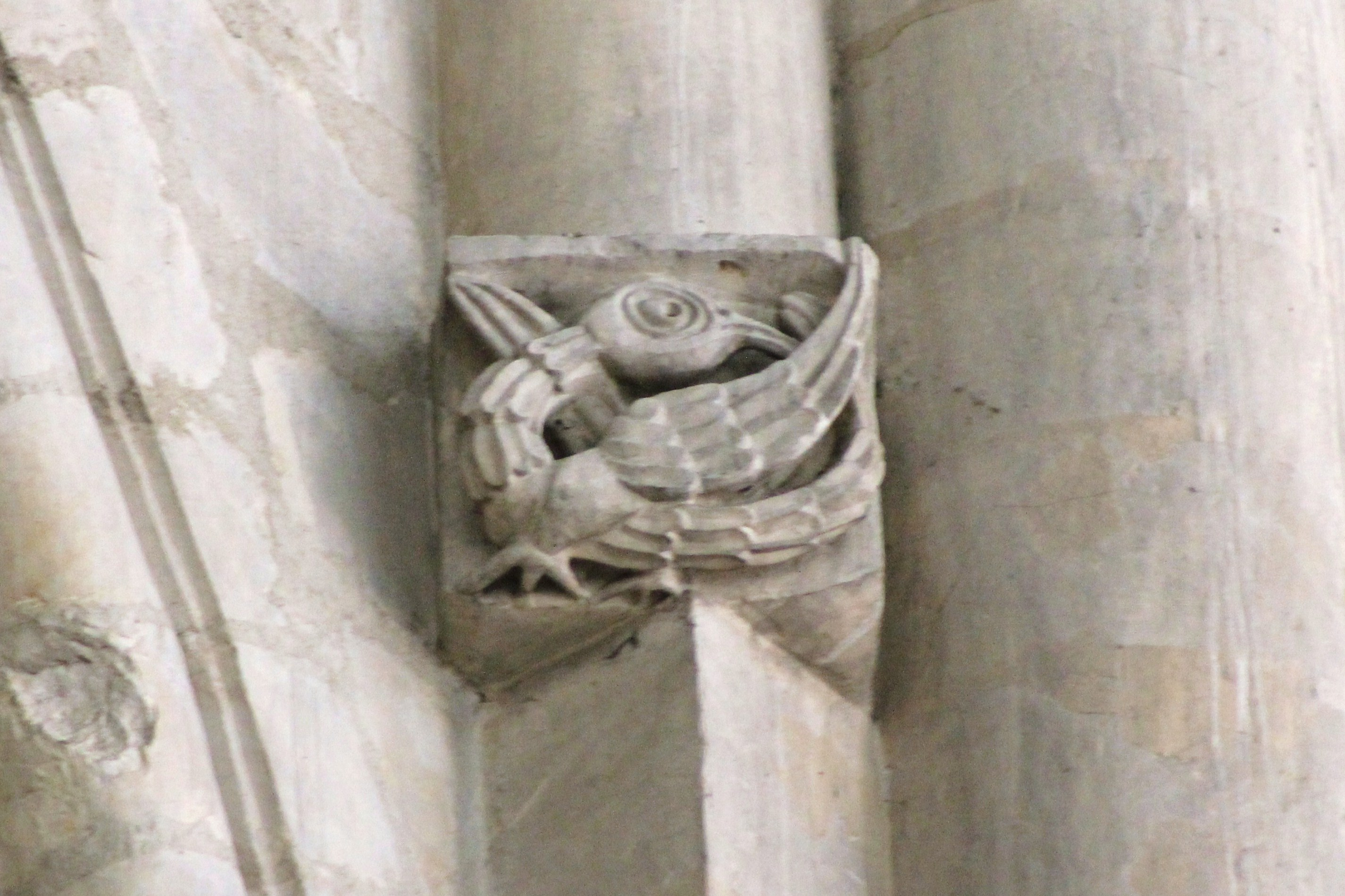
Un ganso

#### Órgano

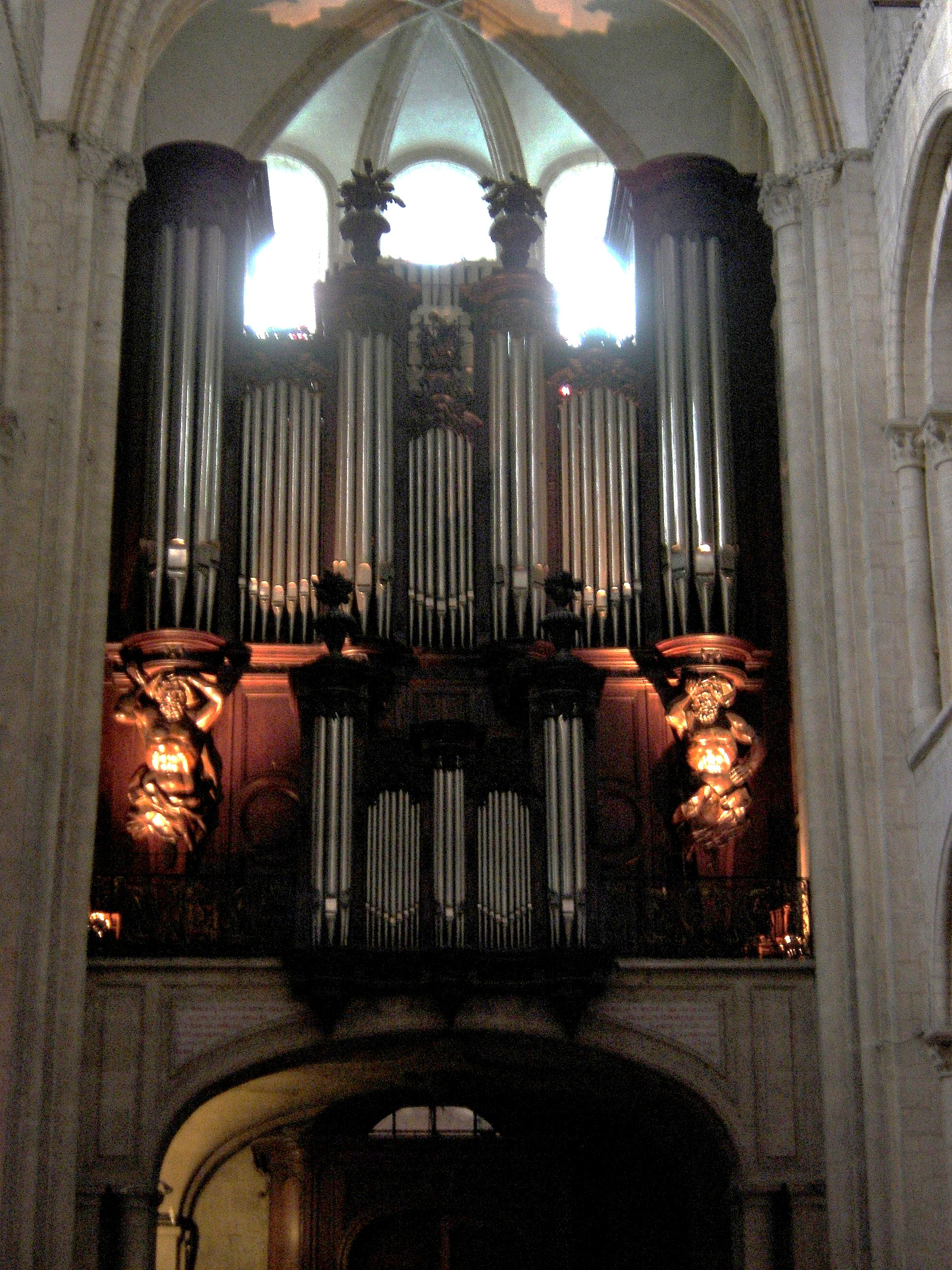
El órgano de la tribuna.

La caja del órgano (bufet) de la tribuna construida por los hermanos Lefebvre data de 1741; reposa sobre dos cariátides del escultor Gouy de Ruan. Este bufet fue objeto de una clasificación como objeto de monumento histórico por la lista de 1840. El órgano original de sesenta paradas fue sustituido en 1885 por un órgano de cincuenta paradas diseñado en 1882 por Cavaillé-Coll inaugurado en 1885. La parte instrumental fue objeto de una inscripción en el título de los monumentos históricos desde el 15 de enero de 1975 Su composición es la siguiente:
| I Gran Órgano C–56 notas |     |
| Reloj                    | 16' |
| Bourdon                  | 16' |
| Reloj                    | 8'  |
| Flauta armónica          | 8'  |
| Bourdon                  | 8'  |
| Gambe                    | 8'  |
| Prestant                 | 4'  |
| Flauta octaviante        | 4'  |
| Doblete                  | 2'  |
| Quinta 2                 | 2/3 |
| Juego completo 7 rangos  |     |
| Corneta V                |     |
| Bombarda                 | 16' |
| Trompeta                 | 8'  |
| Clairon                  | 4'  |

| II Positivo C–56 notas |     |
| Bourdon                | 16' |
| Principal              | 8'  |
| Cuerno de noche        | 8'  |
| Salicional             | 8'  |
| Unda maris             | 8'  |
| Prestant               | 4'  |
| Flauta dulce           | 4'  |
| Carillon III           |     |
| Basson                 | 16' |
| Trompeta               | 8'  |
| Cromorne               | 8'  |

| III Recitativo expresivo C–56 notas |     |
| Quintatón                           | 16' |
| Diapasón                            | 8'  |
| Flauta traversera                   | 8'  |
| Viola de gamba                      | 8'  |
| Voz celeste                         | 8'  |
| Flauta octaviante                   | 4'  |
| Octavin                             | 2'  |
| Corneta 2 V                         |     |
| Bombarda                            | 16' |
| Trompeta                            | 8'  |
| Clarinete                           | 8'  |
| Basson-Hautbois                     | 8'  |
| Voz humana                          | 8'  |
| Clairon                             | 4'  |

| Pedal C–      |     |
| Bourdon       | 32' |
| Contrabajo    | 16' |
| Subbajo       | 16' |
| Gran flauta   | 8'  |
| Violonchelo   | 8'  |
| Bourdon dulce | 8'  |
| Flauta        | 4'  |
| Bombarda      | 16' |
| Trompeta      | 8'  |
| Clairon       | 4'  |

Titulares del órgano
- Albert Peschard - segunda mitad del siglo XIX, doctor en Derecho, estudioso, inventor, con Charles Spackmann Barker (inventor él mismo de la palanca neumática conocida como máquina de Barker), del sistema de tracción electroneumático adaptado al órgano.
- al menos de 1882 a 1919: Jules Marie (Achille Dupont, fallecido en 1901, padre de Gabriel Dupont, fue organista en Saint-Pierre de Caen).
- 1920-c. 1945: Léon Guillaume (anteriormente titular del G.O. de Saint-Pierre de Caen c. 1915-1920)
- ca. 1945-1965: Jules Friley (compositor, anteriormente titular del G.O. de Saint-Pierre de Caen de 1920 a 1944). Primer profesor de órgano en el Conservatoire de Caen, cuando se creó la clase de órgano.
- 1965-1990: Cécile Sagot-Mauger (anteriormente titular enTrouville y luego en Caen, particularmente en el órgano del coro de Saint-Étienne).
- 1990-: Alain Bouvet.[24]
- Cotitular: Alain Mabit.
- Cotitular: Erwan Le Prado.

Grabaciones
Numerosas grabaciones, en particular de Marie-Claire Alain, Suzanne Chaisemartin, Alain Bouvet, Susan Landale, Pierre Pincemaille, etc.

#### Mobiliario

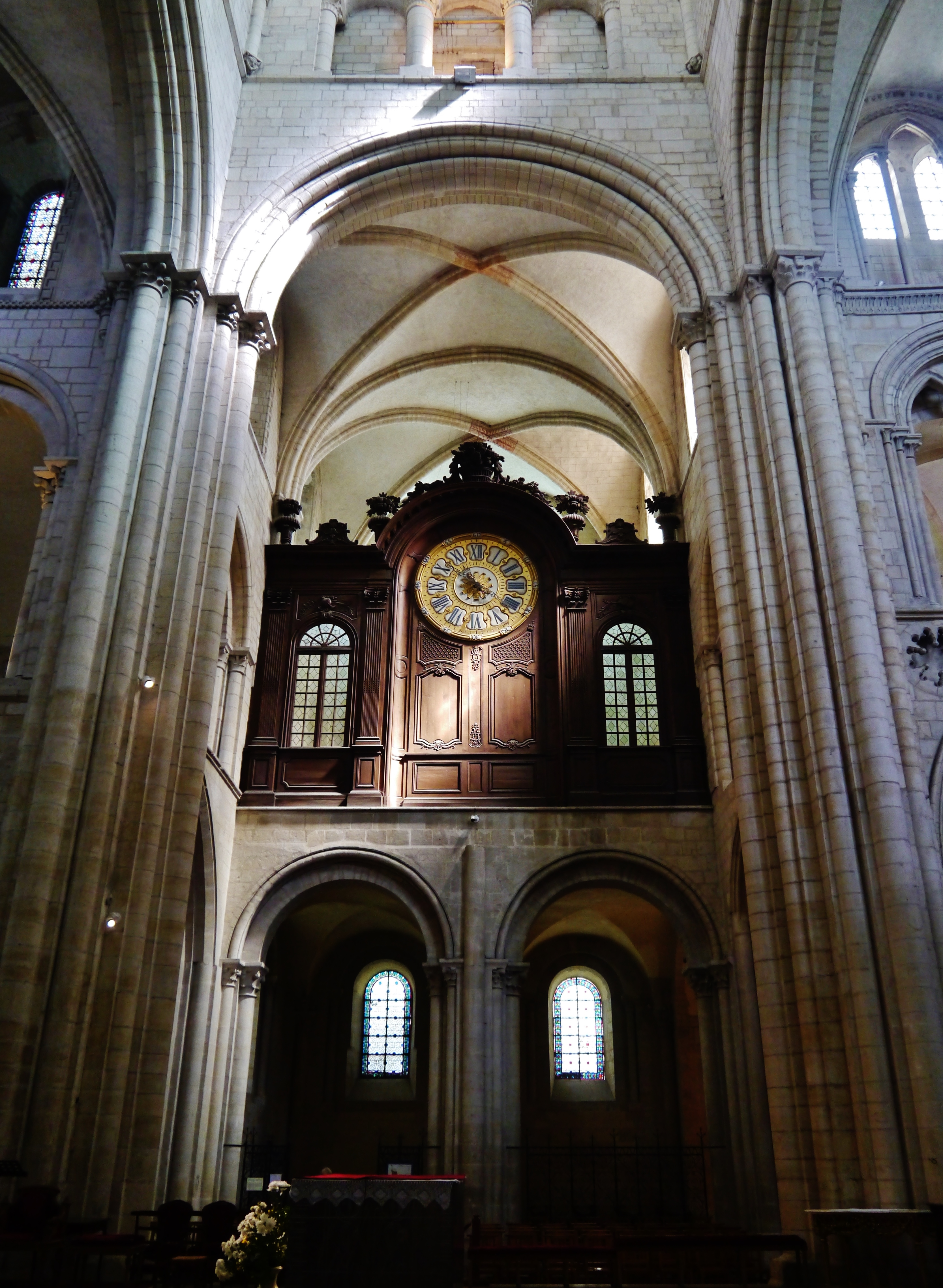
El reloj en el transepto

La iglesia alberga importante mobiliario litúrgico, parte del cual está protegido como monumento histórico:
- un atril;[Pa. 2]
- dos credenzas;[Pa. 3]
- un candelabro pascual;[Pa. 4]
- el tambor de la puerta del gran portal;[Pa. 5]
- el gran reloj de la tribuna del transepto;[Pa. 6]
- la sillería del coro;[Pa. 7]
- el cierre de la sacristía;[Pa. 8]
- el púlpito para predicar;[Pa. 9]
- el altar mayor del coro;[Pa. 10]
- los candelabros del altar mayor.[Pa. 11]

Mobiliario litúrgico de Saint-Étienne
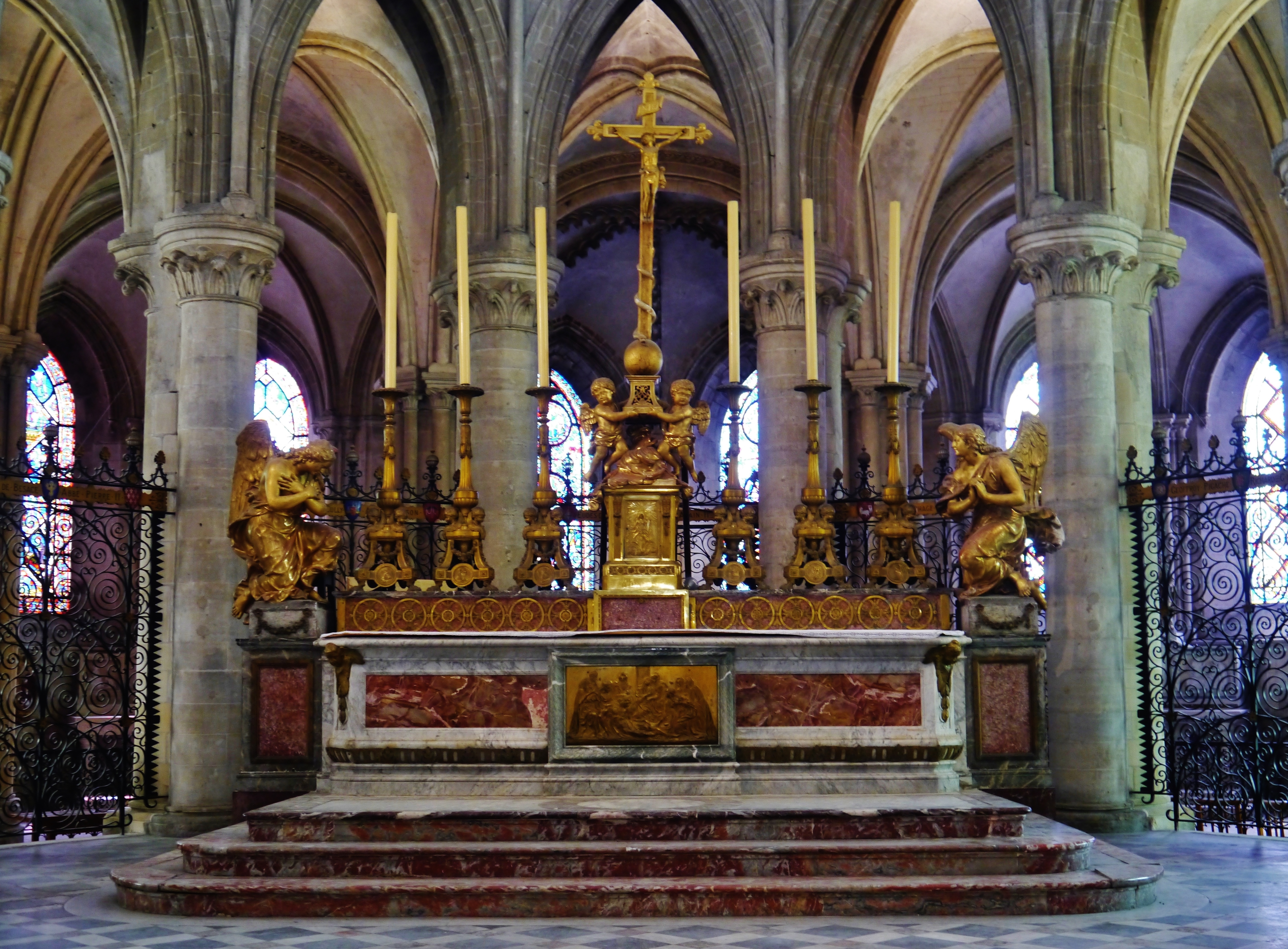
Altar mayor
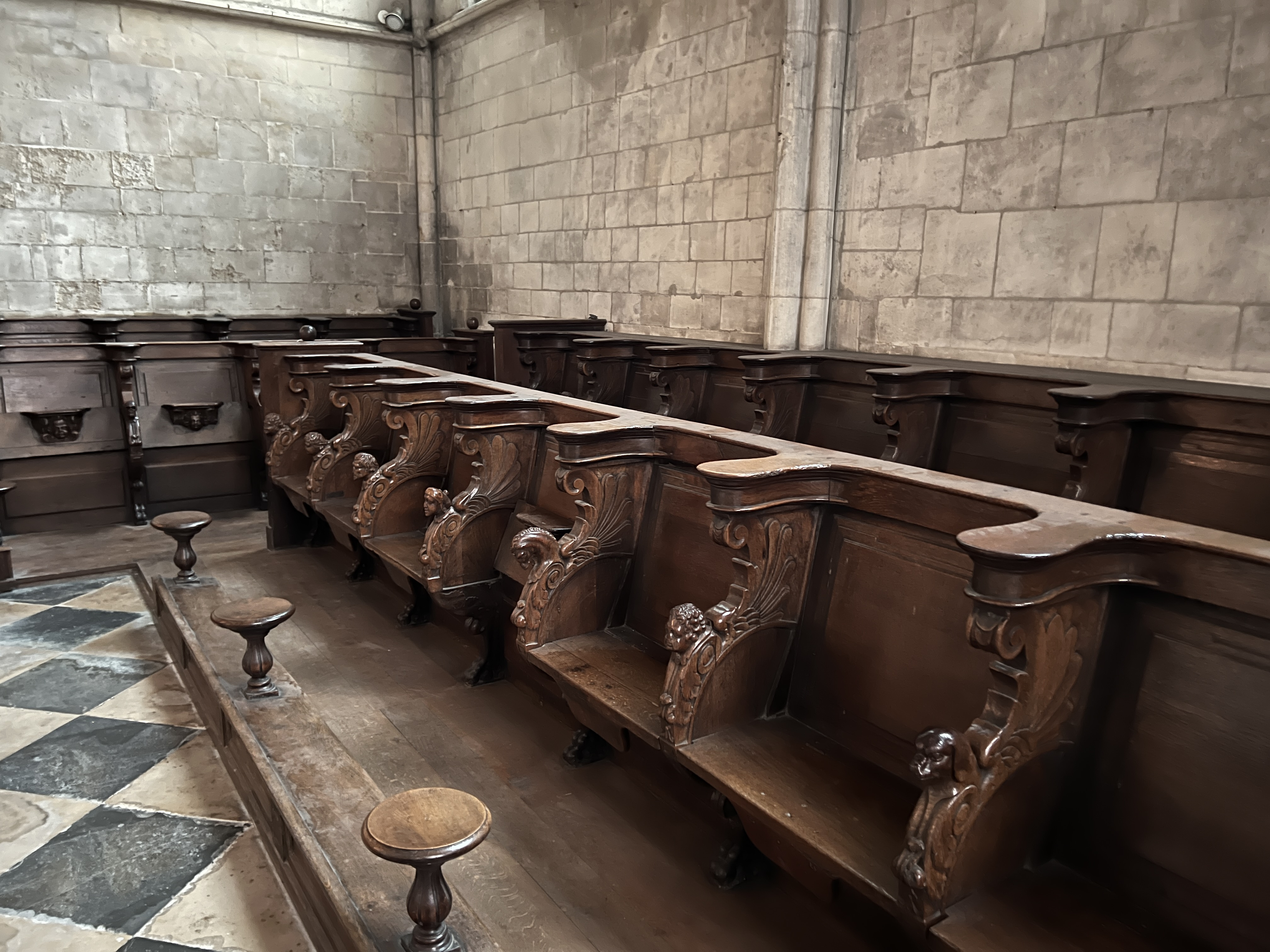
Silleria del coro
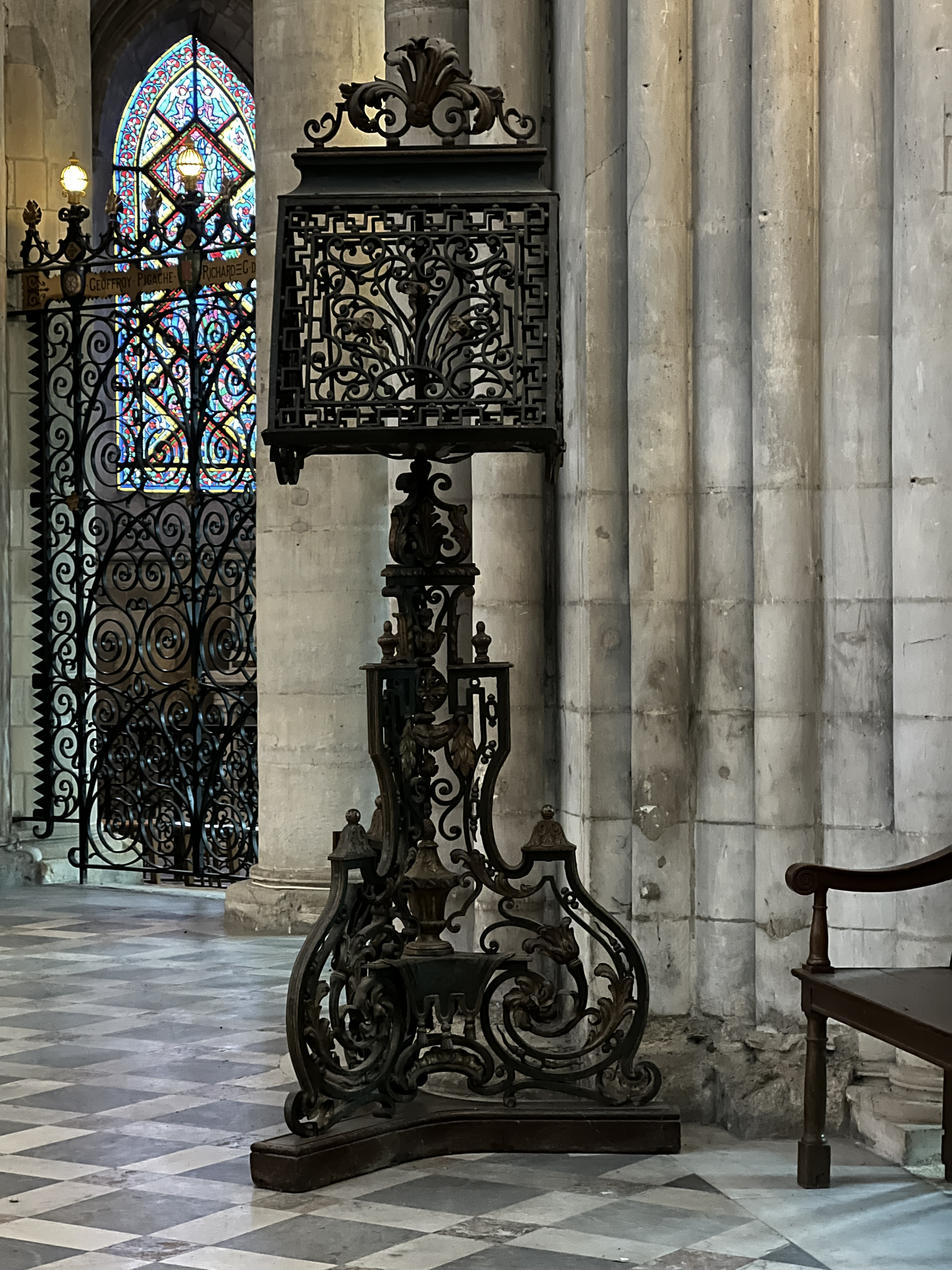
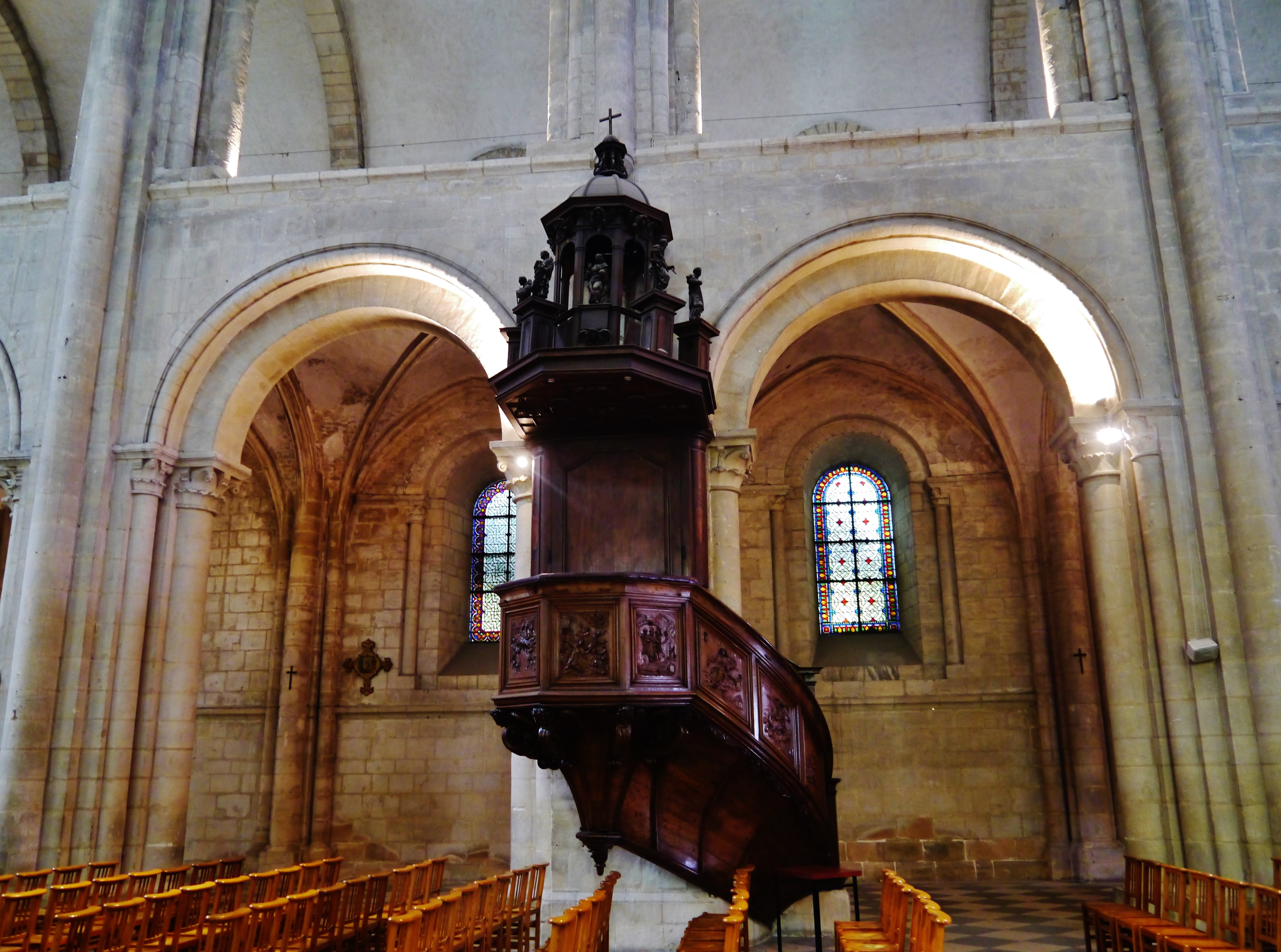
Púlpito

## Sigilografía
Los sellos de los abades y priores tienen forma ojival, a menudo de 60 mm de alto para los abades y de 40 mm para los priores. Los de los abades muestran al abad bendiciendo con la mitra y el báculo, los abades comendatarios llevan su escudo y en ocasiones tienen pequeños sellos redondos de 30 a 35 mm
Los sellos que simbolizan a la asamblea de los monjes y el senescalismo son de forma redonda, de 40 a 50 mm de diámetro y representan a San Esteban mártir.
Los abades
- Nicolas, abad, 1289, ojival 35 mm, abad de pie tres cuartos a la izquierda, sosteniendo un báculo y un libro; en el campo derecho, un sol, un cinquefoil, un pájaro y una flor de lis; a siniestra, una estrella, una media luna, un cinquefoil, un pájaro y una flor de lis; SIGILLUM NICHOLAI DE MONTINEO ABBATIS SANCTI STEPHANI DE CAMODO, Contre-sceau: pierre gravée, un ange tenant une couronne et une palme, ECCE MITTEANGELUM MEUM (8574 Douet d'Arcq)
- Guillaume, abad, 1374, ojival 62 mm, en un nicho gótico, el abad de pie, visto de frente, mitrado, cruzado y bendiciendo; a diestra, el escudo de Francia, a siniestra, el de Inglaterra. SIGILLUM GUILLEMI ABBATIS STEPHANI DE CAMODO (8575 Douet d'Arcq)
- Robert, abad, 1379, ojival 60 mm, en un nicho gótico, el abad de pie, visto de frente, mitrado, cruzado y bendiciendo; a diestra, el escudo de Francia, a siniestra, el de Inglaterra.SIGILLUM FRATRI ROBERTI ABBATIS MONASTERII SANCTI STHEPHANI DE CADOMO4 (8576 Douet d'Arcq)
- abad siglo XIV, ojival, 60 mm, en un nicho gótico, el abad de pie mitrado, cruzado, bendiciendo, acostado por dos escudos, uno sembrado de France, el otro con tres leopardos de Inglaterra, SIGILLUM.....SANCTI STEPHANI DE CAMODO (Demay 2762)

Los abades comendatorios
- Pierre de Martigny, abad, ojival de 75 mm, dividido en dos por una columna que sostiene una bóveda; a la izquierda: la Santísima Virgen y el niño Jesús; a la derecha: el abad arrodillado y presentado por un monje que sostiene una copa en la mano. Abajo, en una arcada trilobada, las armas del prelado con el báculo crosse SIGILLUM PRT DEI GRACIA CASTREU EPISCOPI ET ABBATIS STI STEPHANI CADUM (De Farcy)
- Alphonse-Louis Du Plessis (Richelieu), abad, 1640, ojival 49 mm, escudo con tres chevrons, coronado, timbrado con una cruz bajo un sombrero arzobispal. (Demay 2763)
- Charles Maurice Le Tellier, abad, 1673, oval 39 mm, escudo con tres lagartos bajo un jefe cargado de tres estrellas, coronado, timbrado con una cruz de doble traverse, bajo un tocado arzobispal, delante de un manto de armiño (Demay 2765)

Los priores
- prior, 1290, ogival 40 mm, en un nicho gótico, la Virgen sentada con el niño Jesús, abajo, una persona orante, SIGILLUM PRIORI SANCTI STEPHANI DE CAMONO (Douet d'Arcq 9295)

El capítulo
- capítulo, 1282, diámetro 50 mm, contrasello: piedra grabada, dos guerreros de pie CUSTOS SIGILLI (Douet d'Arcq 8168)
- capítulo, 1379, diámetro 45 mm, la lapidación de san Esteban en un monumento gótico SIGILLUM CONVENTUS MONASTERII SANCTI STEPHANI DE CADOMO (Douet d'Arcq 8169)
- capítulo, 1425, diámetro 46 mm, en un nicho gótico, san Esteban, medio invertido entre dos verdugos que lo apedrean, en alto, la mano celestial blandiendo SIGILLUM CONVENTUS (Demay 2667)

El senescal
- senescal, 1409, diámetro 40 mm, en un nicho gótico, san Esteban, sosteniendo un libro, teniendo dos piedras puestas en la cabeza y una en el hombro, a sus pies, a la izquierda, el abad mitrado, cruzado, orando(Demay 2943)[25][26][27]